# Historisch Centrum van Porto

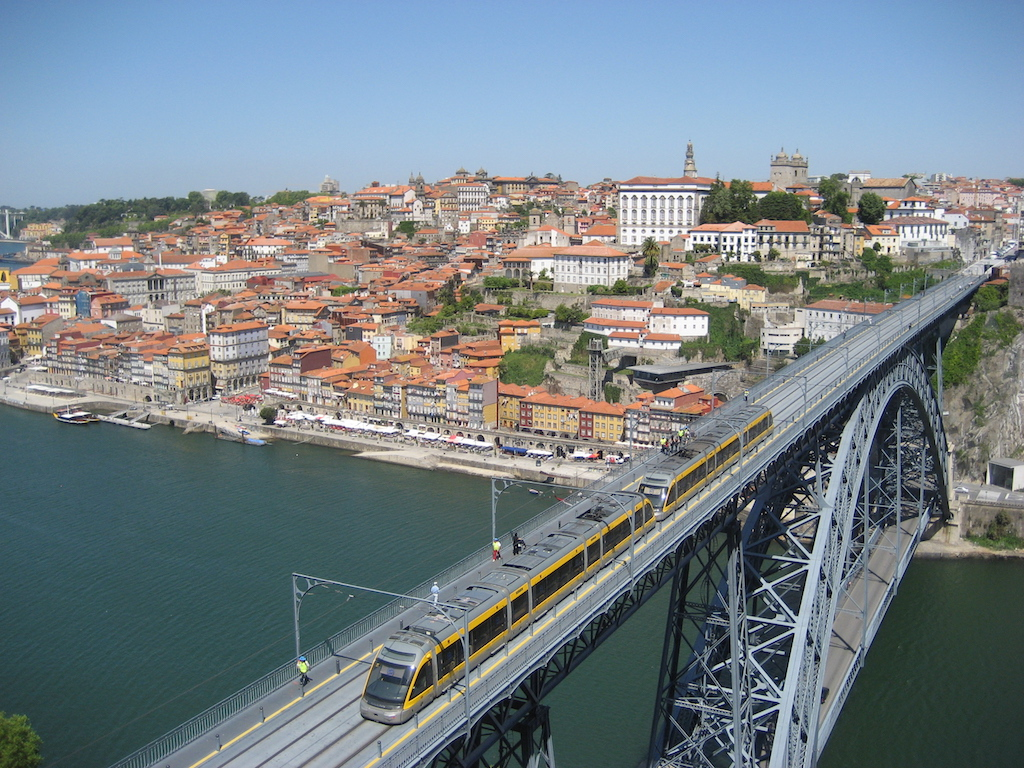
Uitzicht vanaf Serra do Pilar op de Ponte Luís I en het Centro Histórico

Het Centro Histórico do Porto (Historisch Centrum van Porto) staat sinds 1996 op de Werelderfgoedlijst van de UNESCO. Dit historisch centrum wordt gevormd door het gebied dat omsloten was door de Muralhas Fernandinas (stadsmuren) en enkele aanpalende gebieden. Tot het Centro Histórico behoort ook de rivieroever van Vila Nova de Gaia, hoewel dit officieel geen deel uitmaakt van Porto. Het uitzicht op de stad vanaf de overzijde van de Douro is een van de fraaiste ter wereld. Het letterlijk hoogtepunt wat dit betreft is het uitzicht vanaf Serra do Pilar, een voormalig klooster op de top van de hoogste heuvel tegenover Porto in Vila Nova de Gaia.

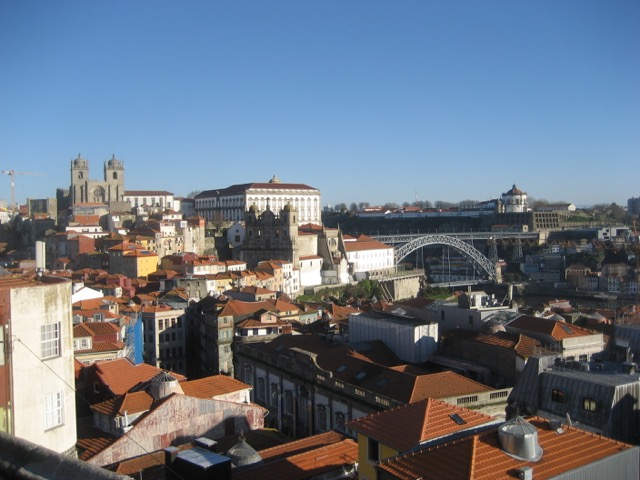
Uitzicht vanaf de Miradouro da Vitória met v.l.n.r. de Sé, het Paço Episcopal, de Ponte Luís I en Serra do Pilar

## Muralhas Fernandinas

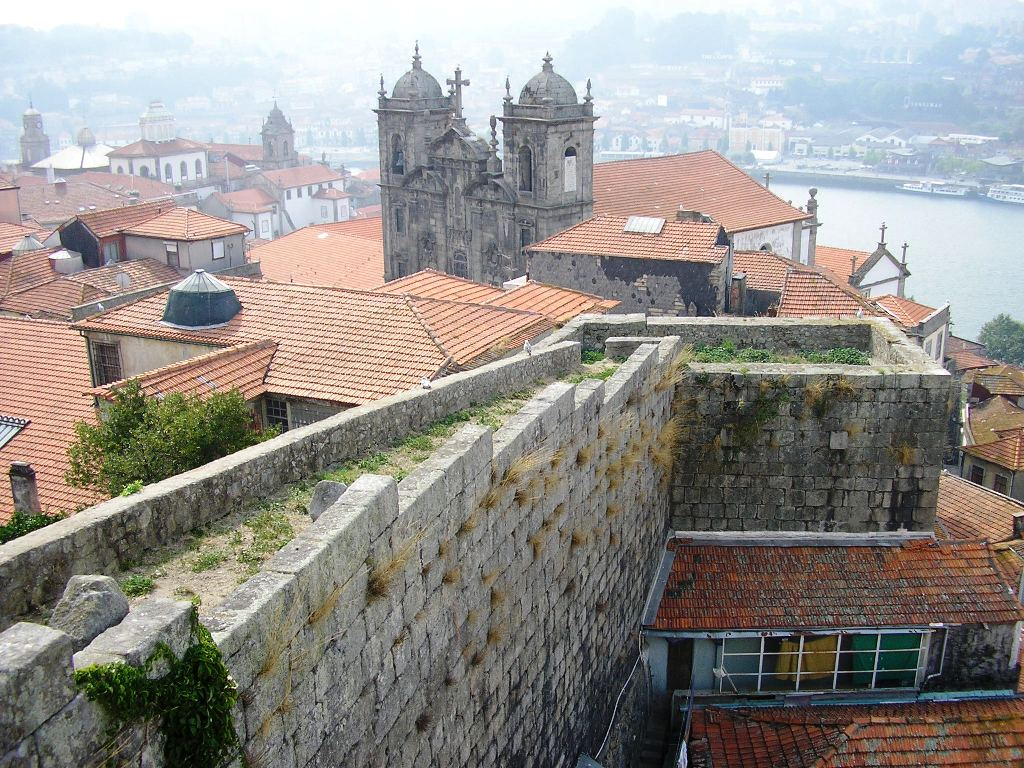
Muralhas Fernandinas

De nieuwe stadsmuren gebouwd in de veertiende eeuw staan bekend als de Muralhas Fernandinas. Nadat al eerder enkele stukken waren gesloopt is grootste deel van dit complex verwijderd aan het einde van de negentiende eeuw. Slechts enkele delen bestaan nog en zijn sinds 1928 een nationaal monument.

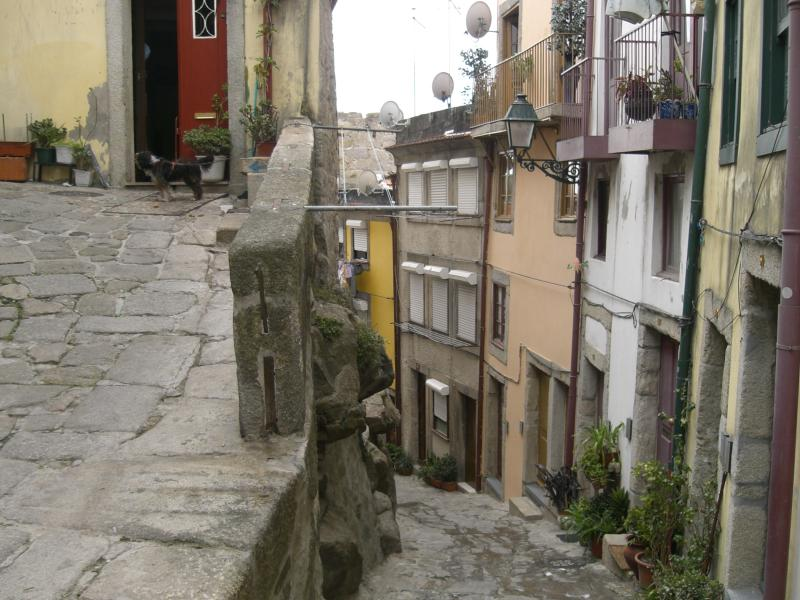
Rua de Pena Ventosa

## Alto da Sé
De Alto da Sé of Morro da Pena Ventosa (Hoogte van de Kathedraal of Heuvel van de Stormen) is een van de oudste delen van de stad en wordt nog altijd gekenmerkt door nauwe en vaak steile straatjes. De bebouwing tussen de Sé en Praça de Almeida Garrett is omstreeks 1950 gesloopt om de Avenida Dom Afonso Henriques aan te kunnen leggen en daarmee een rechtstreekse verbinding tussen de omgeving van Praça da Liberdade en het bovendek van de Ponte Luís I.

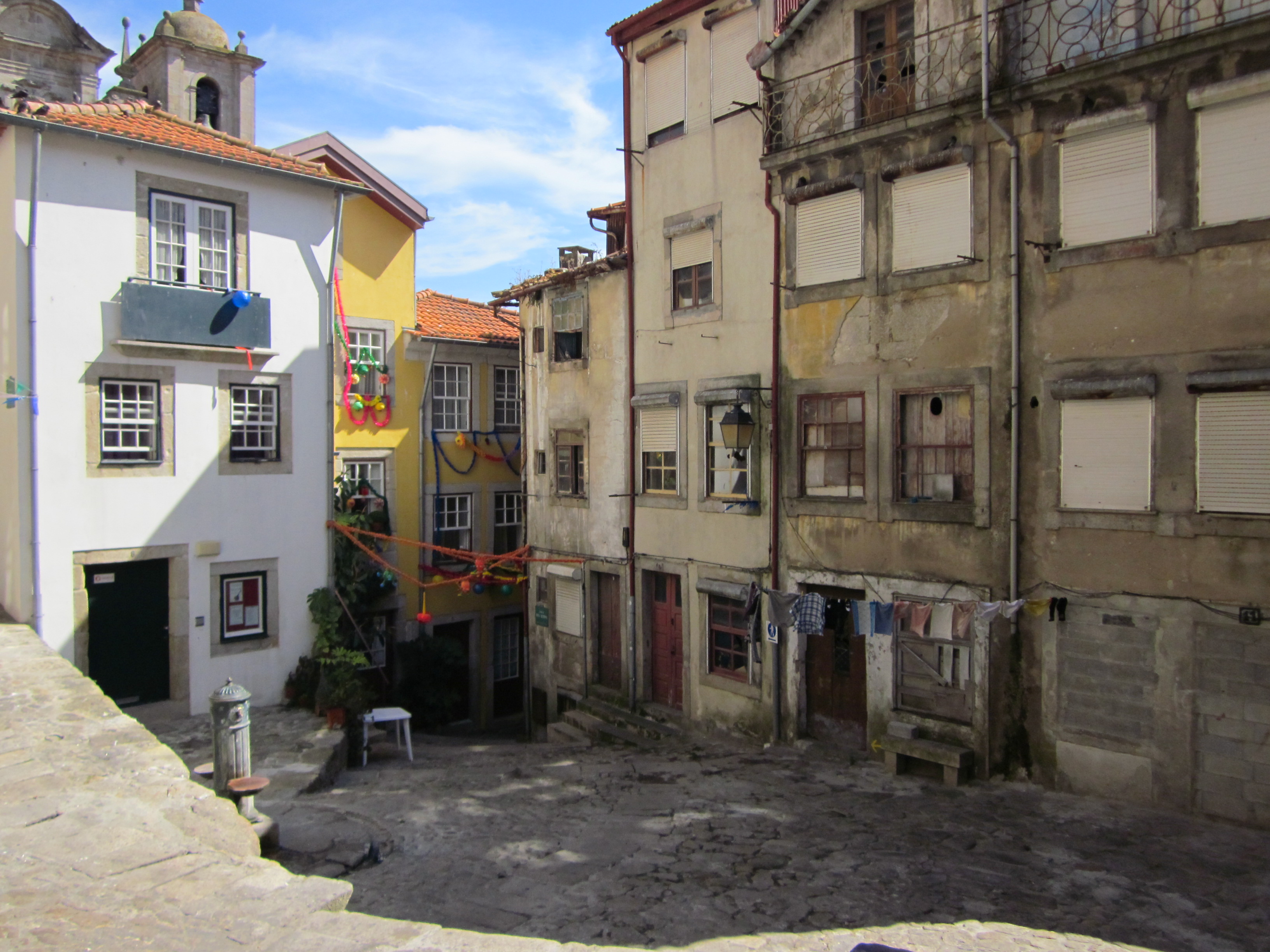
Largo de Pena Ventosa
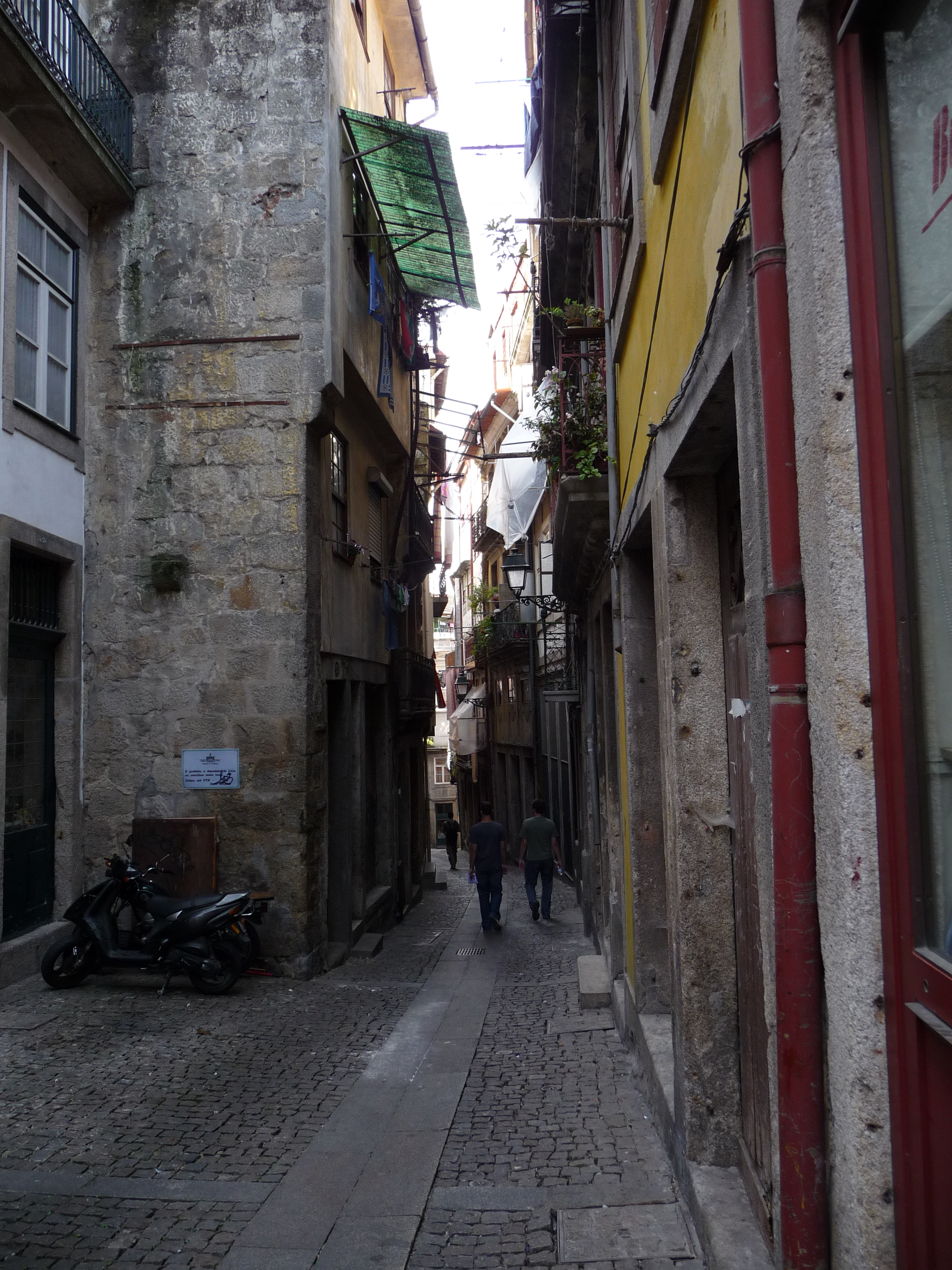
Rua da Bainharia
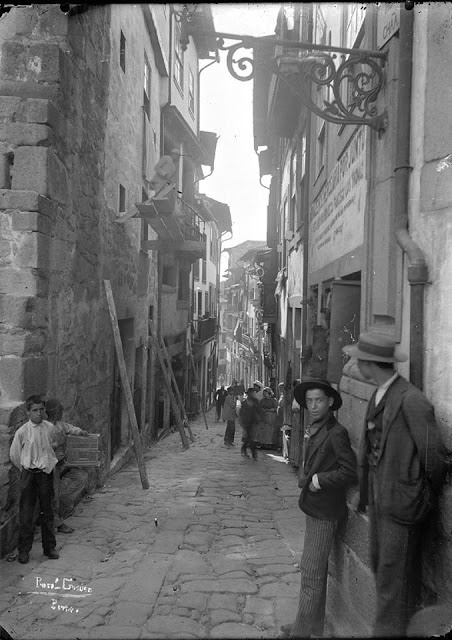
Rua dos Mercadores in 1900

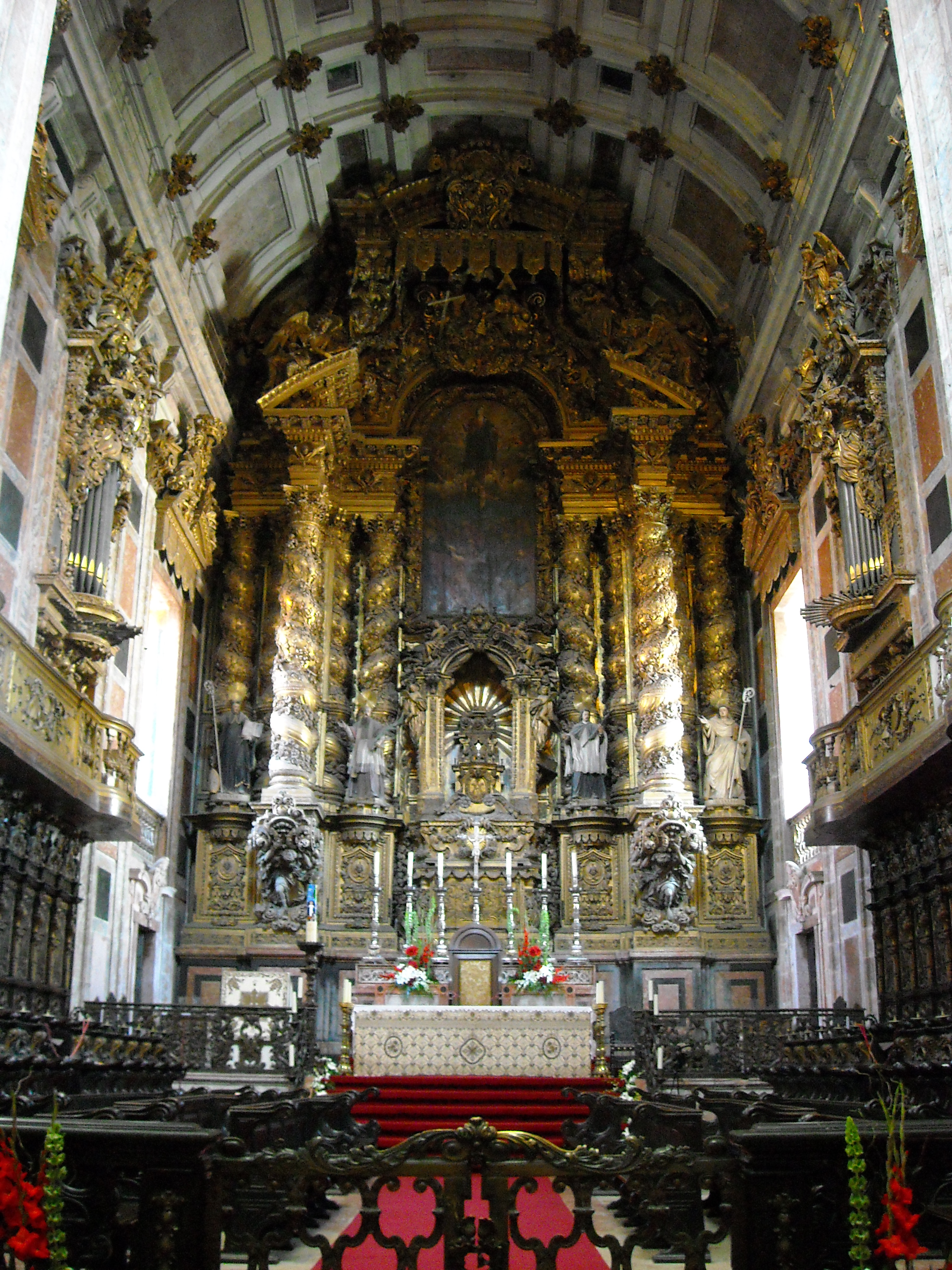
Sé - interieur

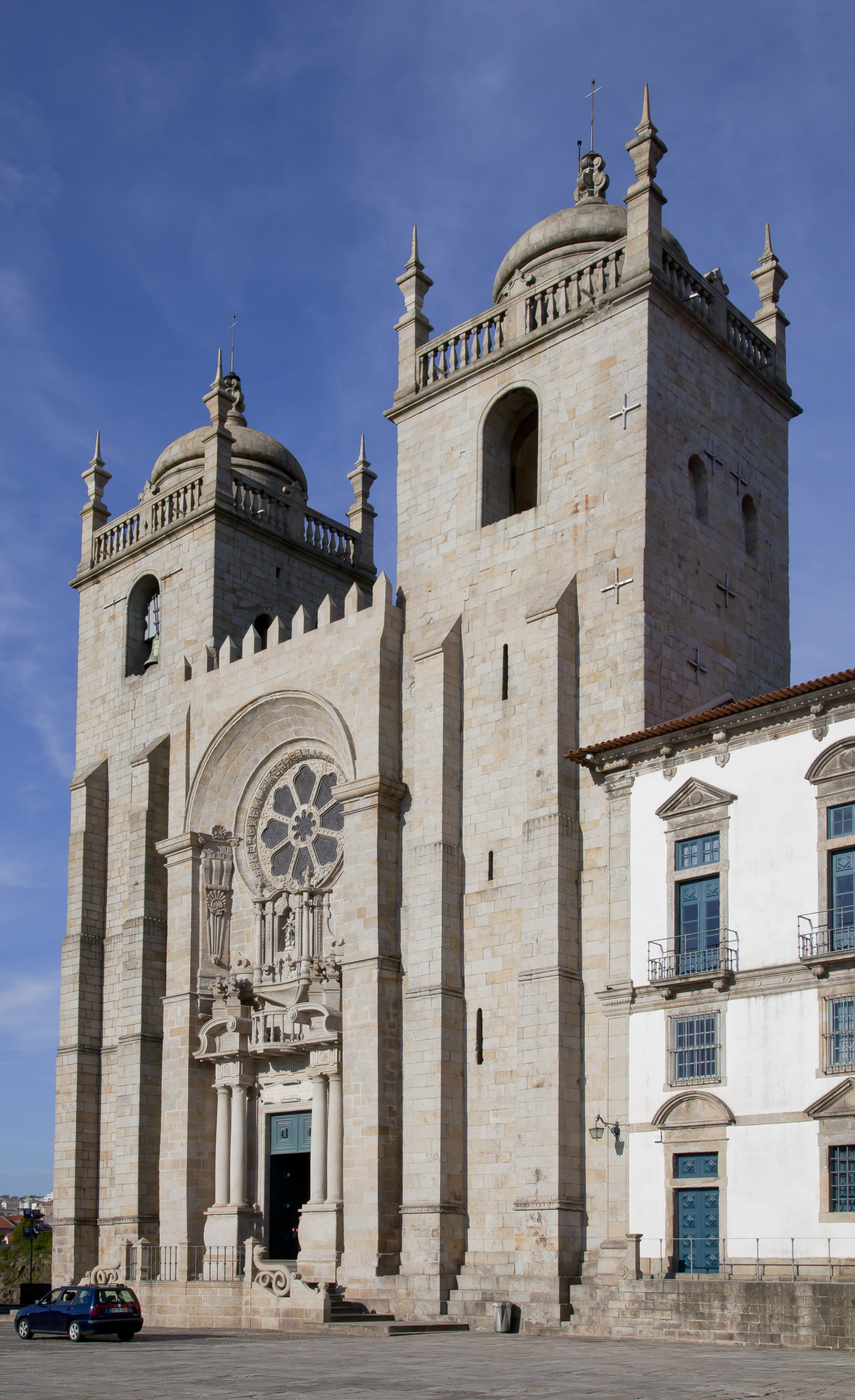
Sé - vooraanzicht

### Sé (Kathedraal)
De bouw van de kathedraal begon halverwege de twaalfde eeuw en werd afgerond aan het begin van de dertiende eeuw. Later werd het gebouw nog uitgebreid en werden er diverse modificaties aangebracht, onder andere door Niccolò Nasoni in de achttiende eeuw. De kathedraal is sinds 1910 een nationaal monument.

### Casa do Cabido
Naast de kathedraal bevindt zich het Casa do Cabido. Dit pand scheidt de kloostergang van het voorplein. Het is gebouwd in de eerste helft van de 18e eeuw. Hier wordt de kerkschat bewaard en deels tentoongesteld.

### Paço Episcopal (Bisschoppelijk paleis)

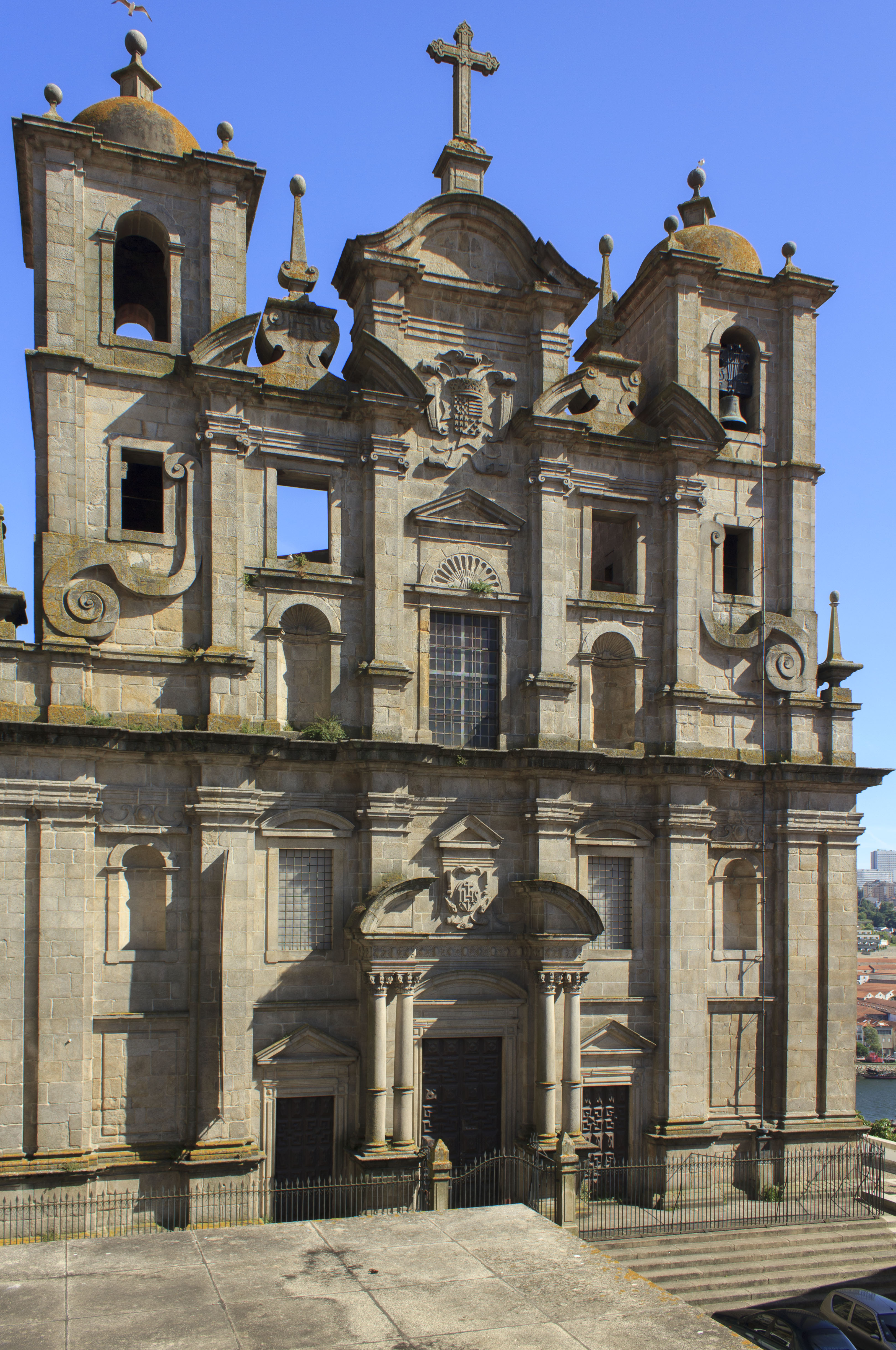
Igreja dos Grilos

Het oorspronkelijk bisschoppelijk paleis, waarvan enkele delen in het interieur van het huidige gebouw nog aanwezig zijn, is gebouwd in de twaalfde of de dertiende eeuw. Het paleis werd uitgebreid en verbouwd in de zestiende en zeventiende eeuw. In de achttiende eeuw werden veel van de wijzigingen uit de vorige eeuwen weer tenietgedaan door een radicale verbouwing in barokstijl. Verondersteld wordt dat het nieuwe ontwerp is gemaakt door Nasoni in 1734, maar de (ver)bouw(ing) werd vanaf 1737 uitgevoerd onder leiding van de architect Miguel Francisco da Silva. De werkzaamheden duurden het grootste deel van de rest van de achttiende eeuw en zijn nooit geheel afgerond. Tijdens het beleg van Porto in 1832 was de bisschop de stad ontvlucht en na de oorlog verviel het paleis aan de staat. Van 1916 tot 1956 heeft het gediend als stadhuis van Porto.

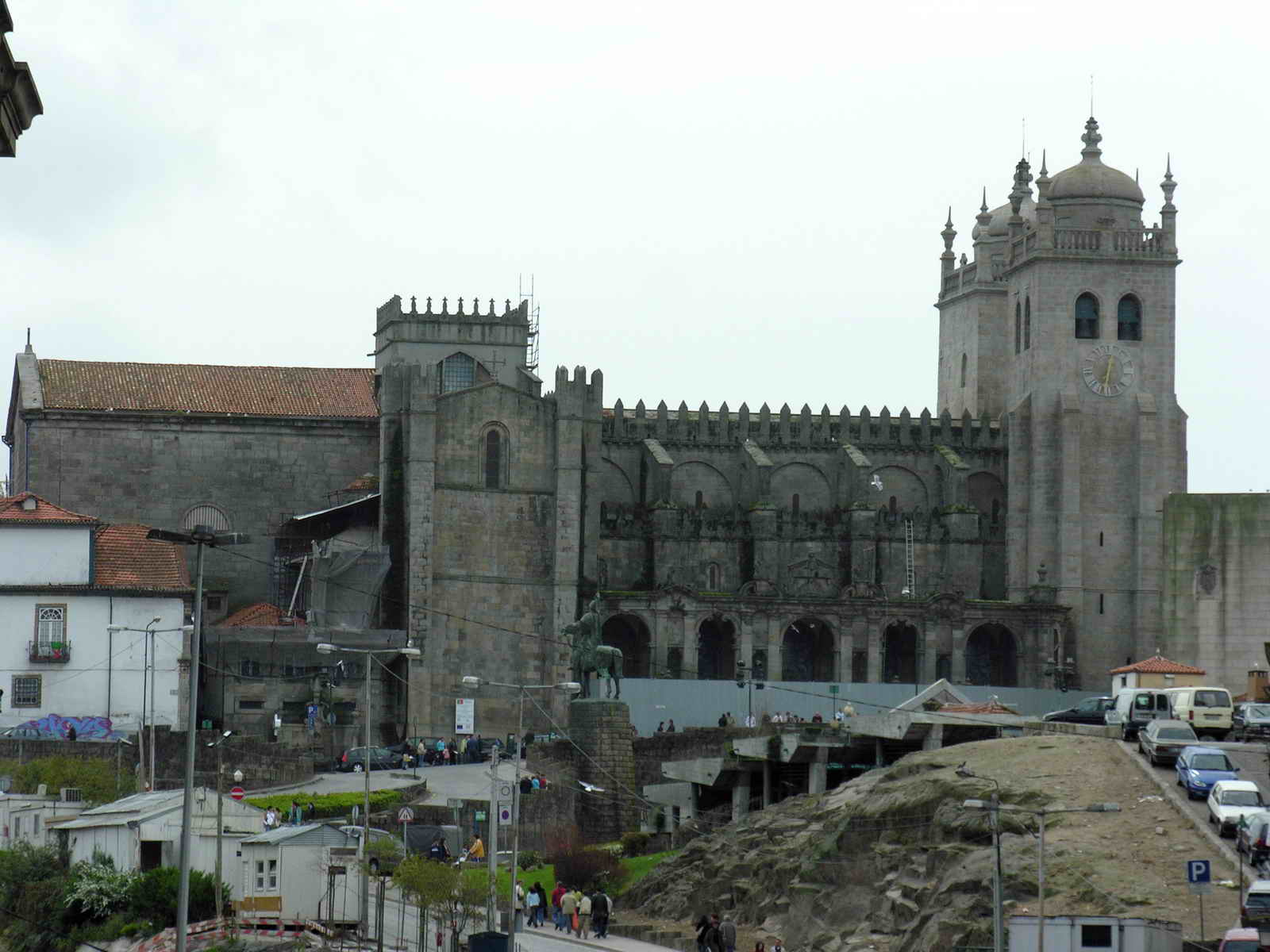
Sé - zijaanzicht
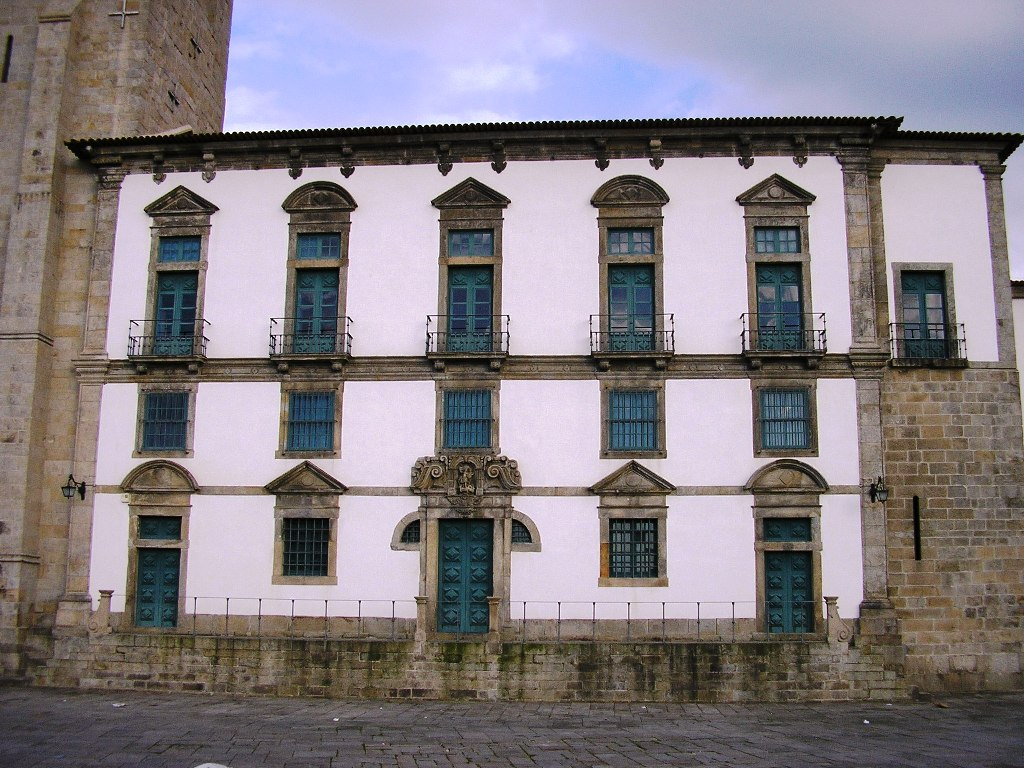
Casa do Cabido
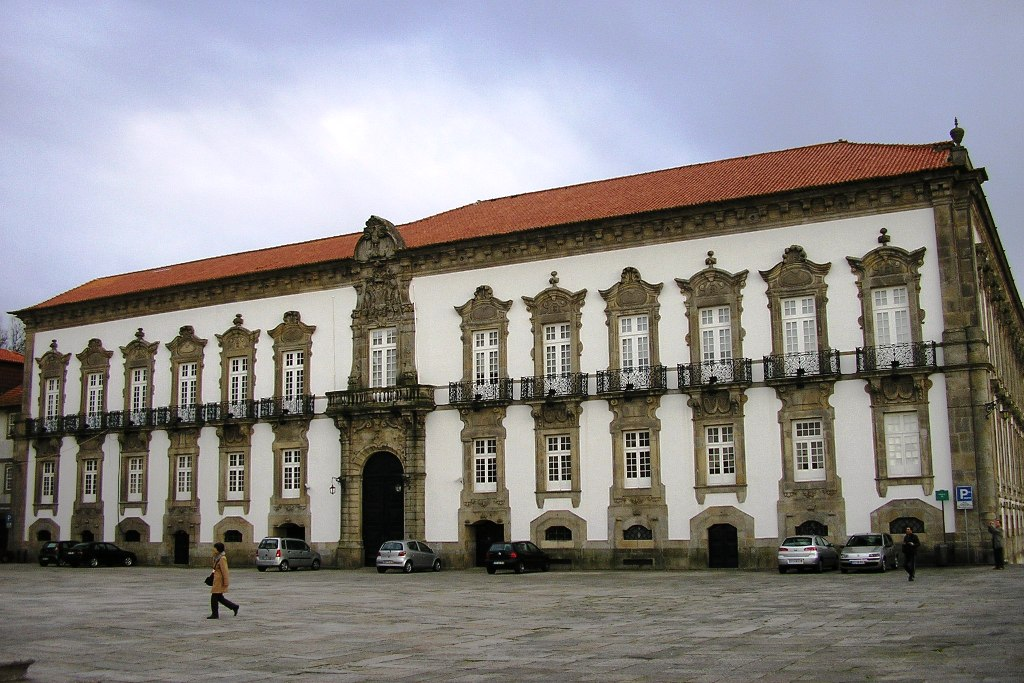
Paço Episcopal
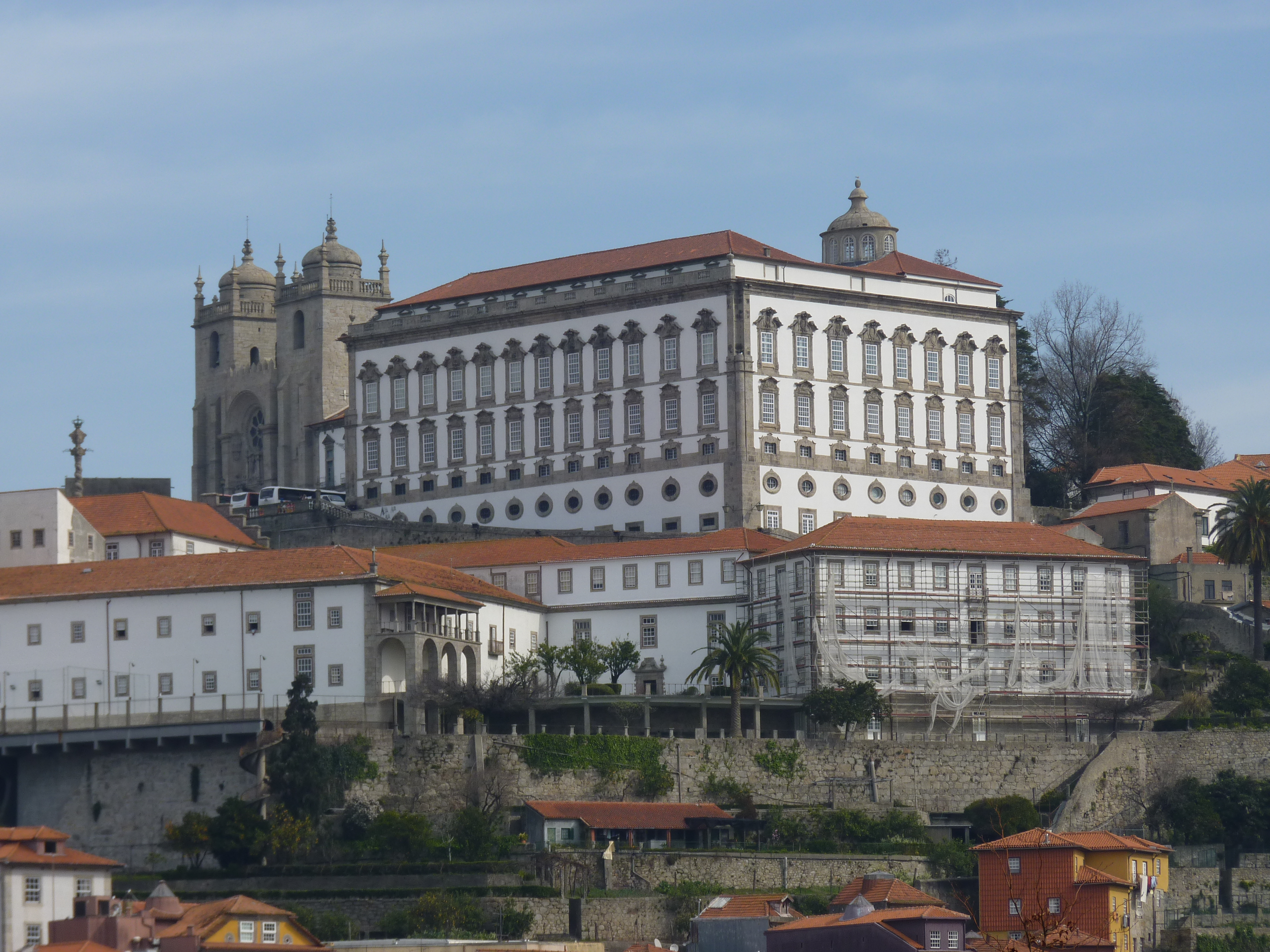
Paço Episcopal

### Muralha Primitiva
De eerste stadsmuur of Muralha Primitiva werd oorspronkelijk gebouwd tijdens de Romeinse tijd in de derde eeuw. Deze muur is herbouwd in de twaalfde eeuw. Met de uitbreiding van de stad werd de muur overbodig en het grootste deel is in de loop der navolgende eeuwen gesloopt. Er rest nog slechts een klein stukje aan de Calçada de Vandoma dat gerestaureerd is in de twintigste eeuw.

### Torre Medieval (Middeleeuwse toren)
Omstreeks 1940 werd de eeuwenoude bebouwing direct bij de Sé gesloopt om de kathedraal meer prominent te laten uitkomen in zijn omgeving. Bij de sloopwerkzaamheden werd dit middeleeuwse pand ontdekt. Het is op ongeveer 15 meter van de oorspronkelijke locatie opnieuw opgebouwd.

### Casa-Museu Guerra Junqueiro
Dit pand is gebouwd in 1730 naar ontwerp van Nasoni. Het staat aan de Rua Dom Hugo, vlak bij de Sé. Tegenwoordig is er het museum gevestigd, dat gewijd is aan de in 1850 geboren dichter en schrijver Abílio Manuel Guerra Junqueiro. Het pand is in 1940 door de familie van de schrijver aan de gemeente geschonken en sinds 1977 een nationaal monument.

### Igreja e Convento dos Grilos (Kerk en Klooster van de Krekels)
De bouw van dit complex in opdracht van de Orde der Jezuïeten begon in 1577 en de kerk werd ingewijd in 1622. De huidige gevel van de kerk stamt uit 1690. Nadat de Jezïeten in 1759 uit het land waren verbannen kwam het complex in eerste instantie in bezit van de Universiteit van Coimbra. Die verkocht het in 1780 aan de Ordem dos Agostinianos Descalços (Orde der Ongeschoeide Augustijnen). De broeders van deze orde hadden de bijnaam frades-grilos (krekelbroeders) en daarmee kregen ook het complex de bijnaam Grilos. Het complex is sinds 1982 een nationaal monument. Tegenwoordig is het grootseminarie erin gevestigd. De officiële naam is Igreja e Colégio de São Lourenço (kerk en college van Sint-Laurens).

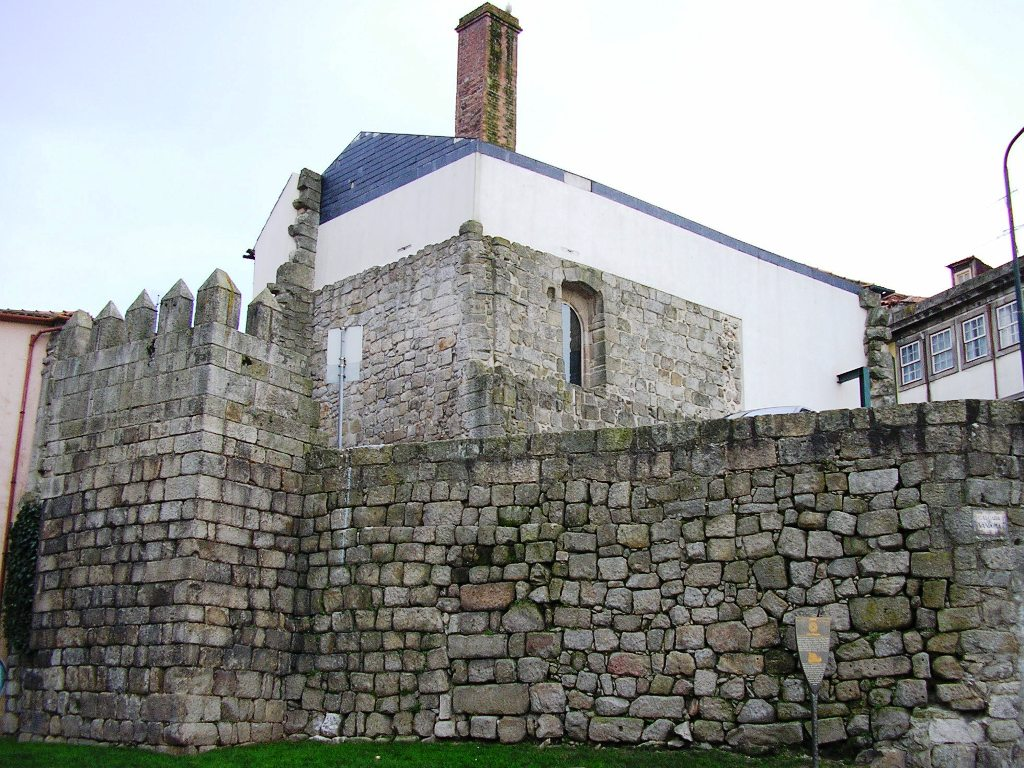
Restant van de Muralha Primitiva
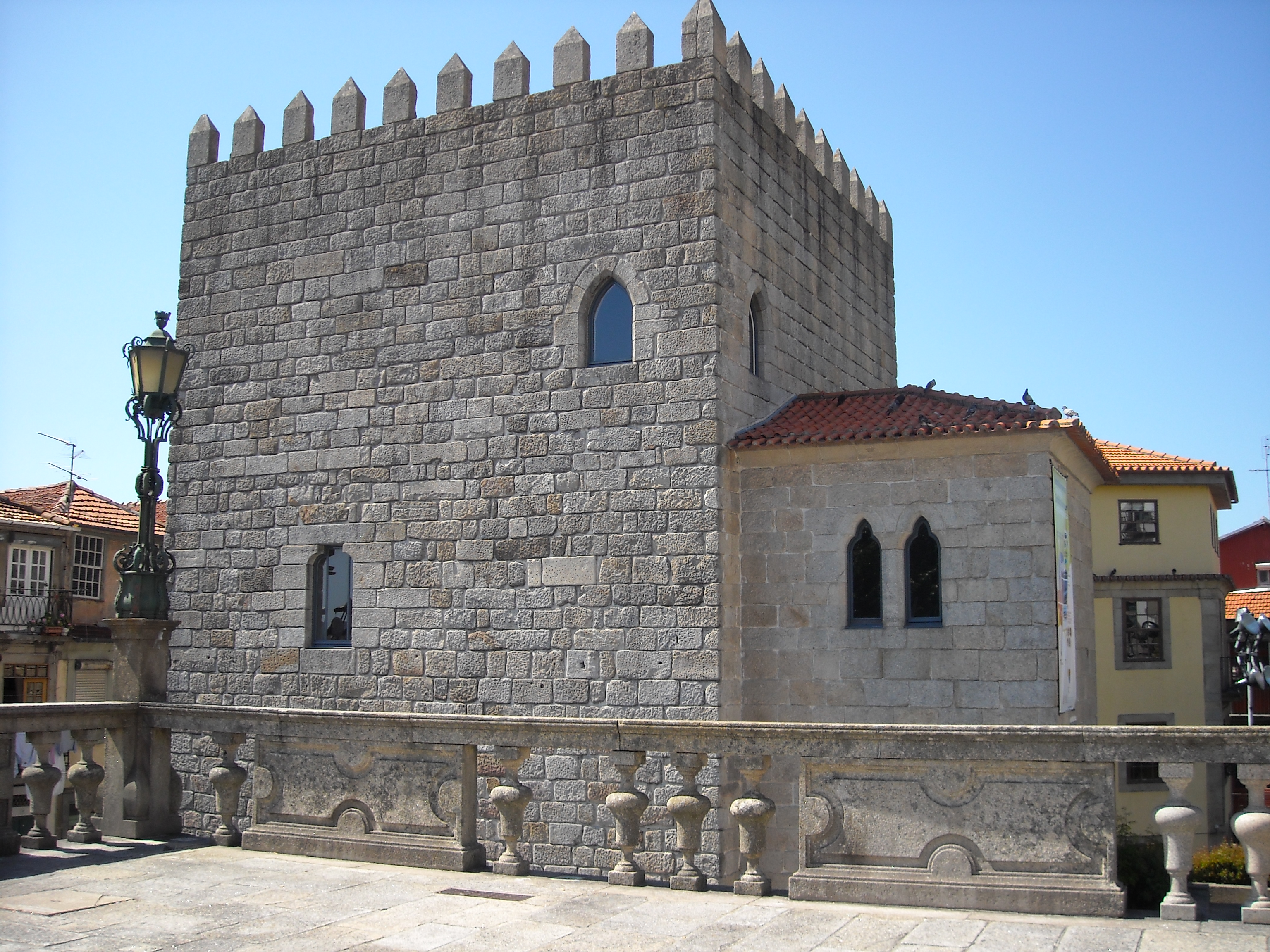
Torre Medieval
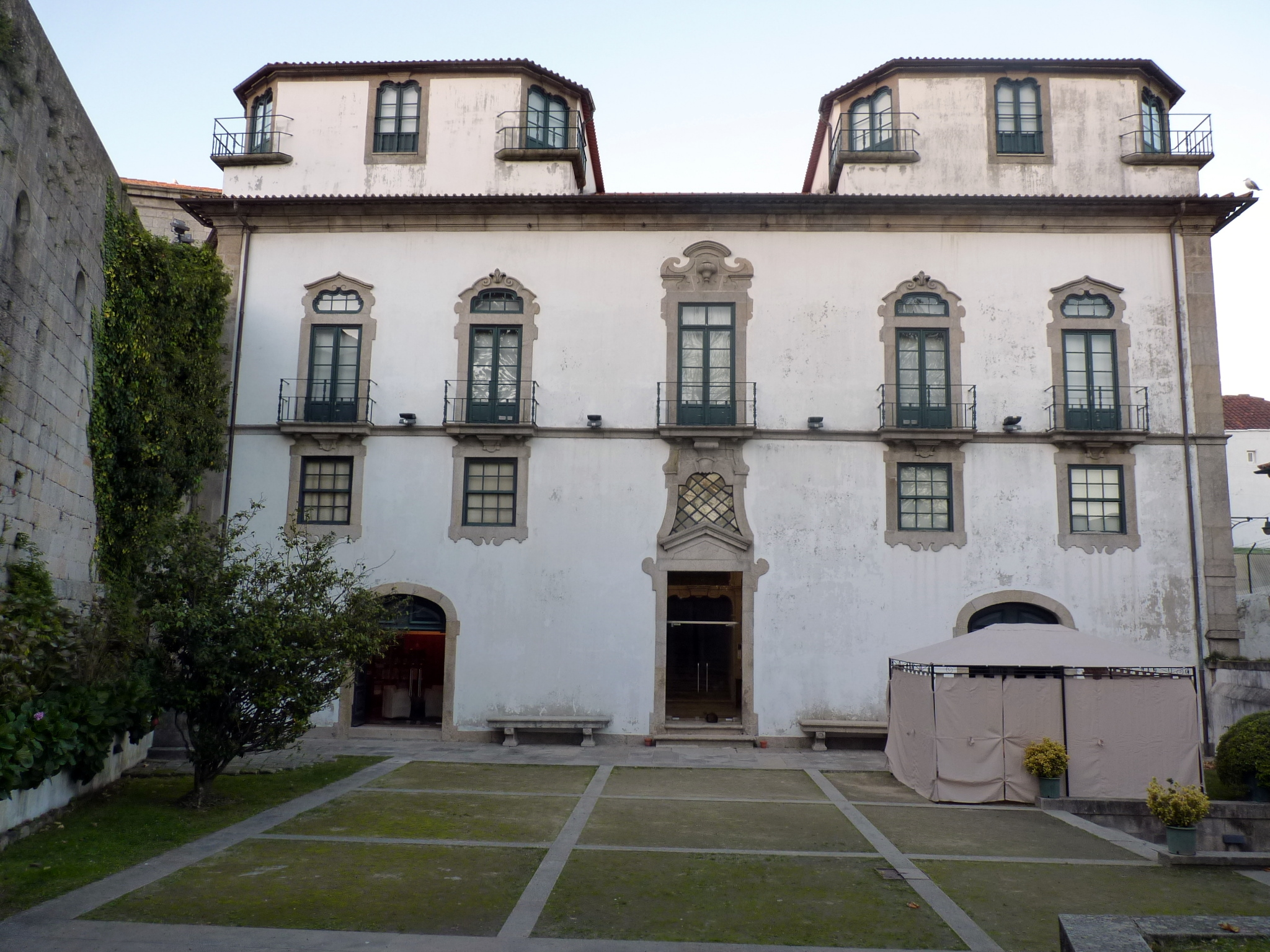
Casa-Museu Guerra Junqueiro

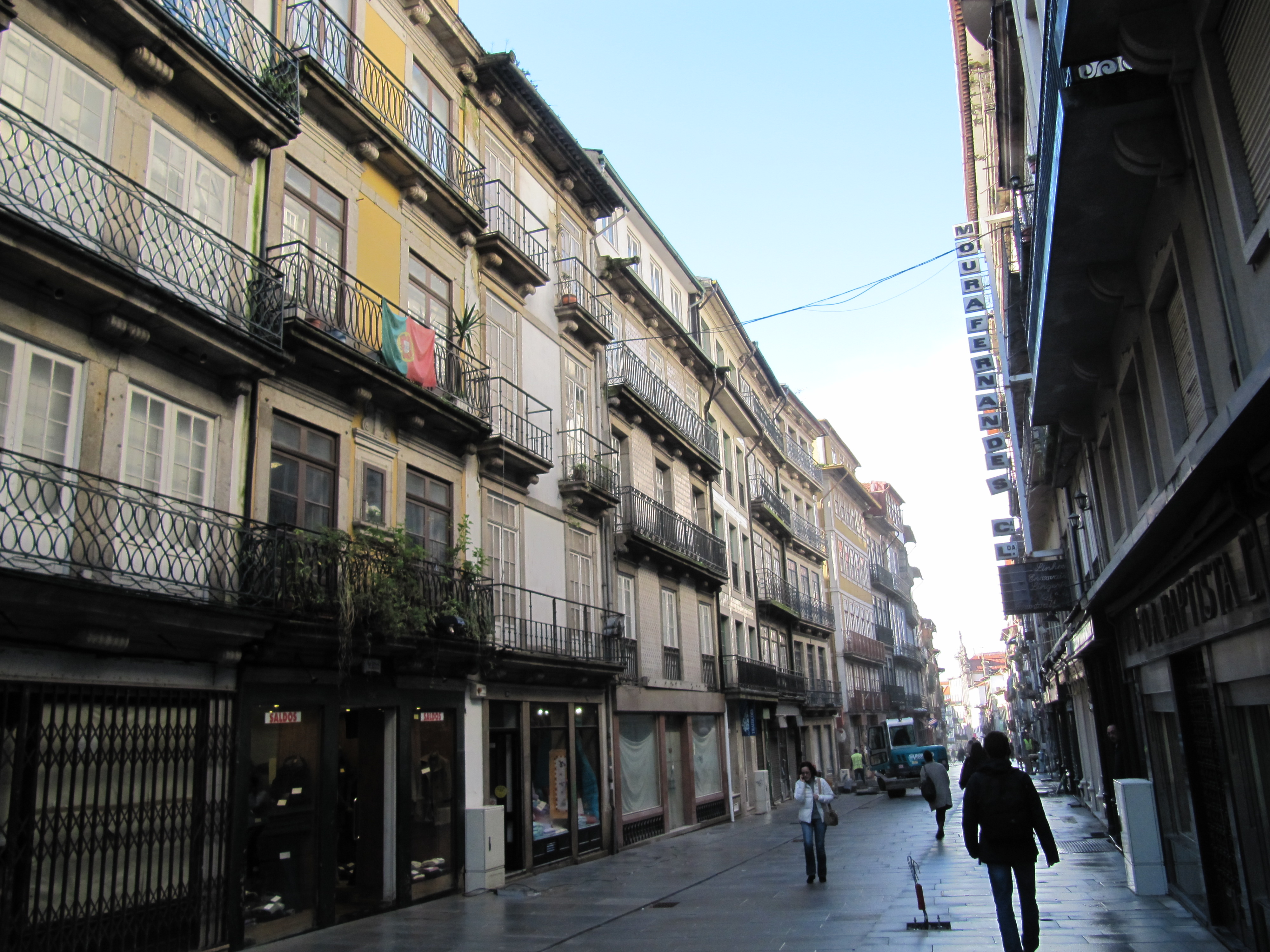
Rua das Flores

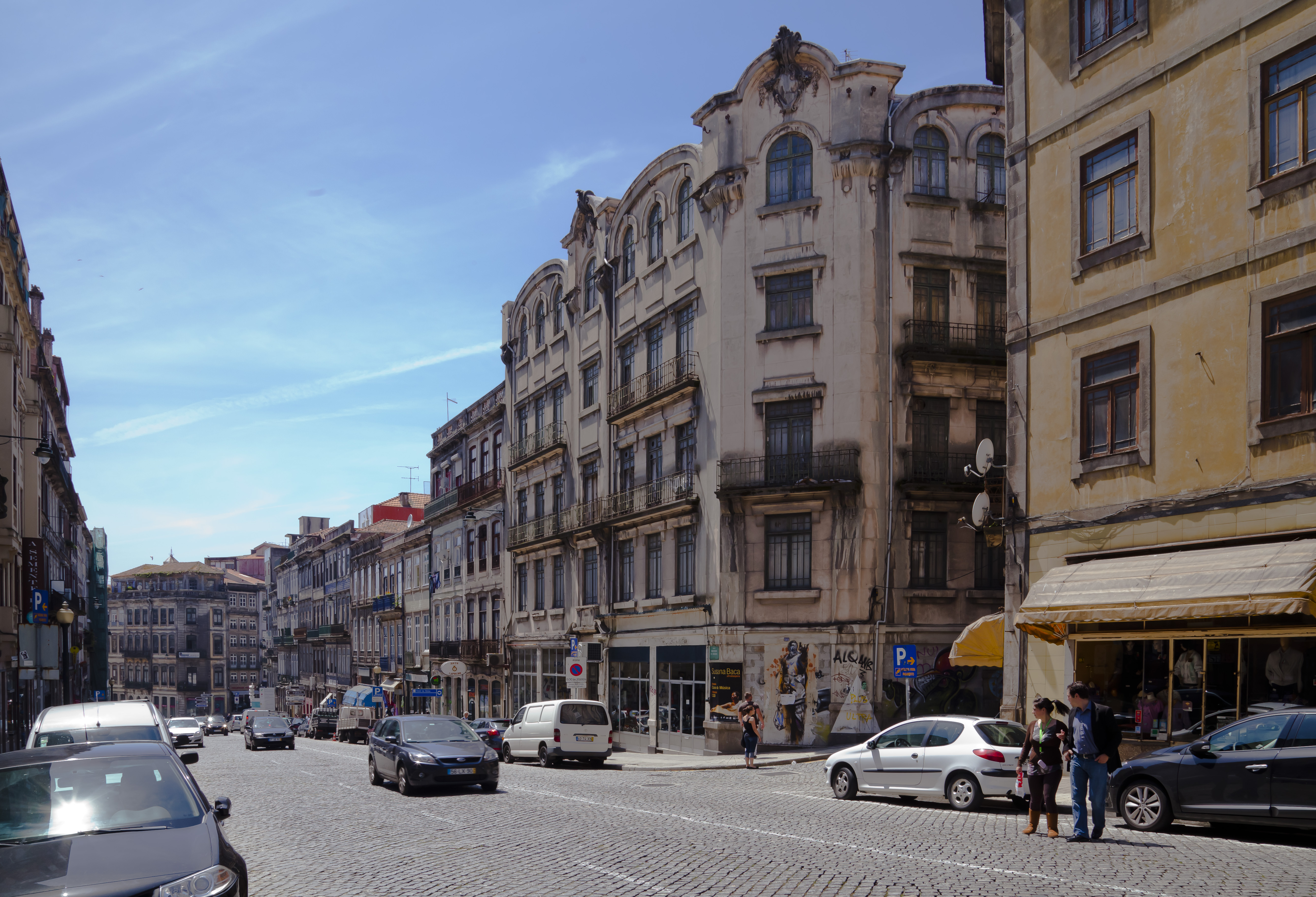
Rua de Mousinho da Silveira

## Rua das Flores en Rua de Mousinho da Silveira
De Rua de Santa Catarina das Flores, de naam is later ingekort, is aangelegd in de periode 1521-1525. De straat verbond de Largo de São Domingos, in die tijd het centrale plein, met de Porta de Carros, een stadspoort in de Muralhas Fernandinas waar nu Praça de Almeida Garrett is. Het was een straat met woningen voor de beter gestelden en commercie. Sinds 2015 is de straat een voetgangersgebied en daarmee een aantrekkelijke route voor voetgangers tussen Ribeira en de omgeving van Praça da Liberdade. 
De Rua de Mousinho da Silveira loopt parallel aan de Rua das Flores maar is pas aangelegd in de tweede helft van de negentiende eeuw. Deze straat kwam gereed in 1875. Hier was tot die tijd het riviertje de Rio da Vila. Dit riviertje is overkluisd om de Rua de Mousinho da Silveira aan te kunnen leggen en daarmee een bredere verbindingsstraat te maken tussen Ribeira en Praça de Almeida Garrett.

### Igreja da Misericórdia (Kerk van de Barmhartigheid)
De bouw van deze kerk begon in 1555 in opdracht van de Santa Casa da Misericórdia do Porto (Heilige Huis van de Barmhartigheid van Porto), en de inwijding was in 1559. De laatste delen werden echter pas voltooid in 1584 en 1590. In de achttiende eeuw was het gebouw ernstig vervallen en werd gereconstrueerd door Nasoni in 1748. Bij deze reconstructie kreeg de kerk zijn huidige barokke karakter. De Santa Casa da Misericórdia do Porto is nog steeds de eigenaar van de kerk, die in 1977 tot nationaal monument is verklaard.

### Casa dos Maias

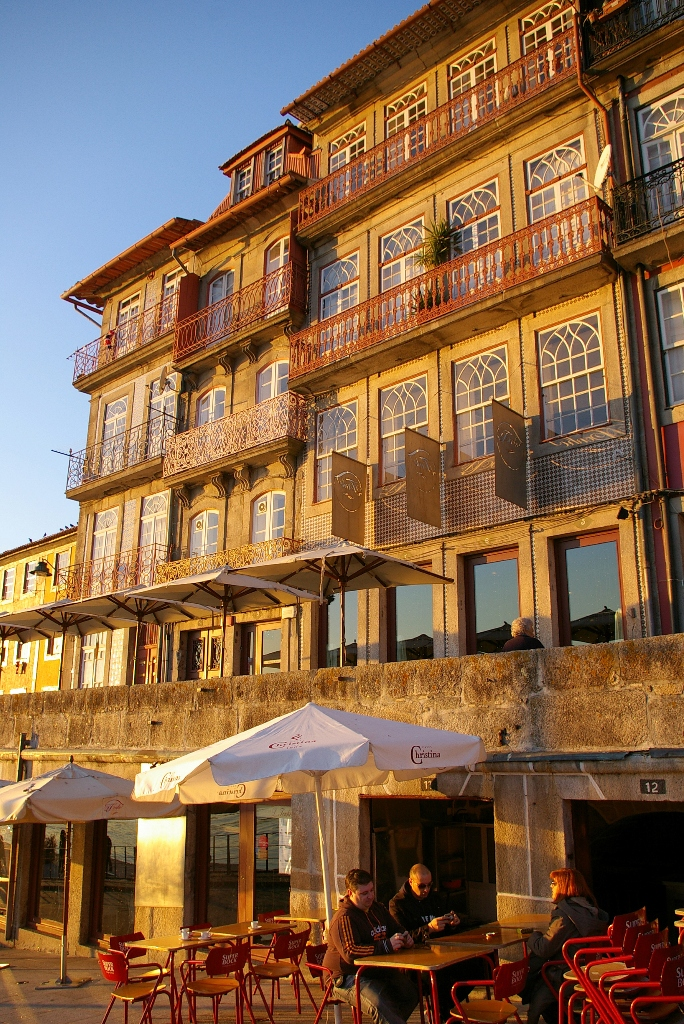
Restaurant op Cais da Ribeira / Rua Cima do Muro

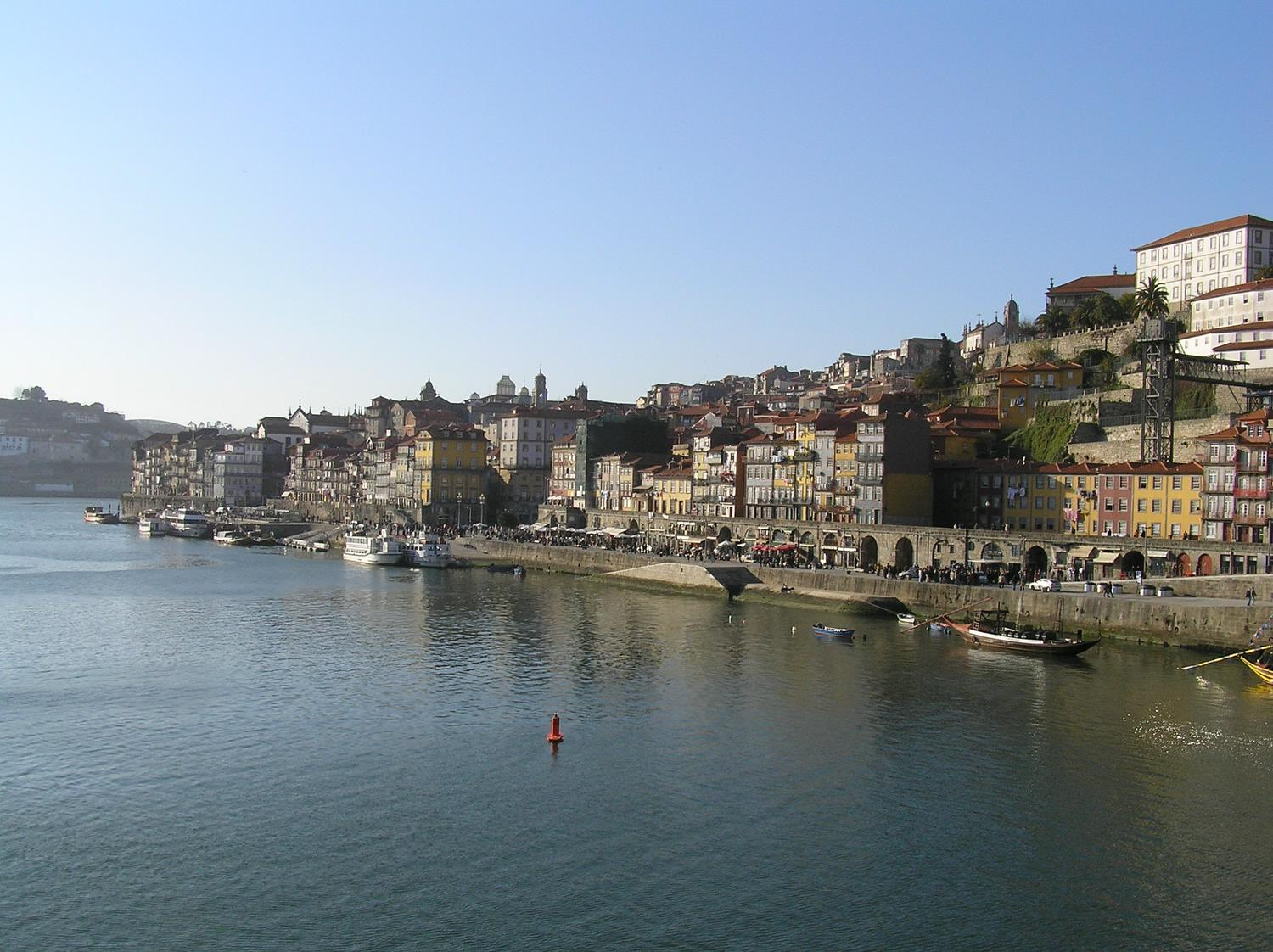
Ribeira

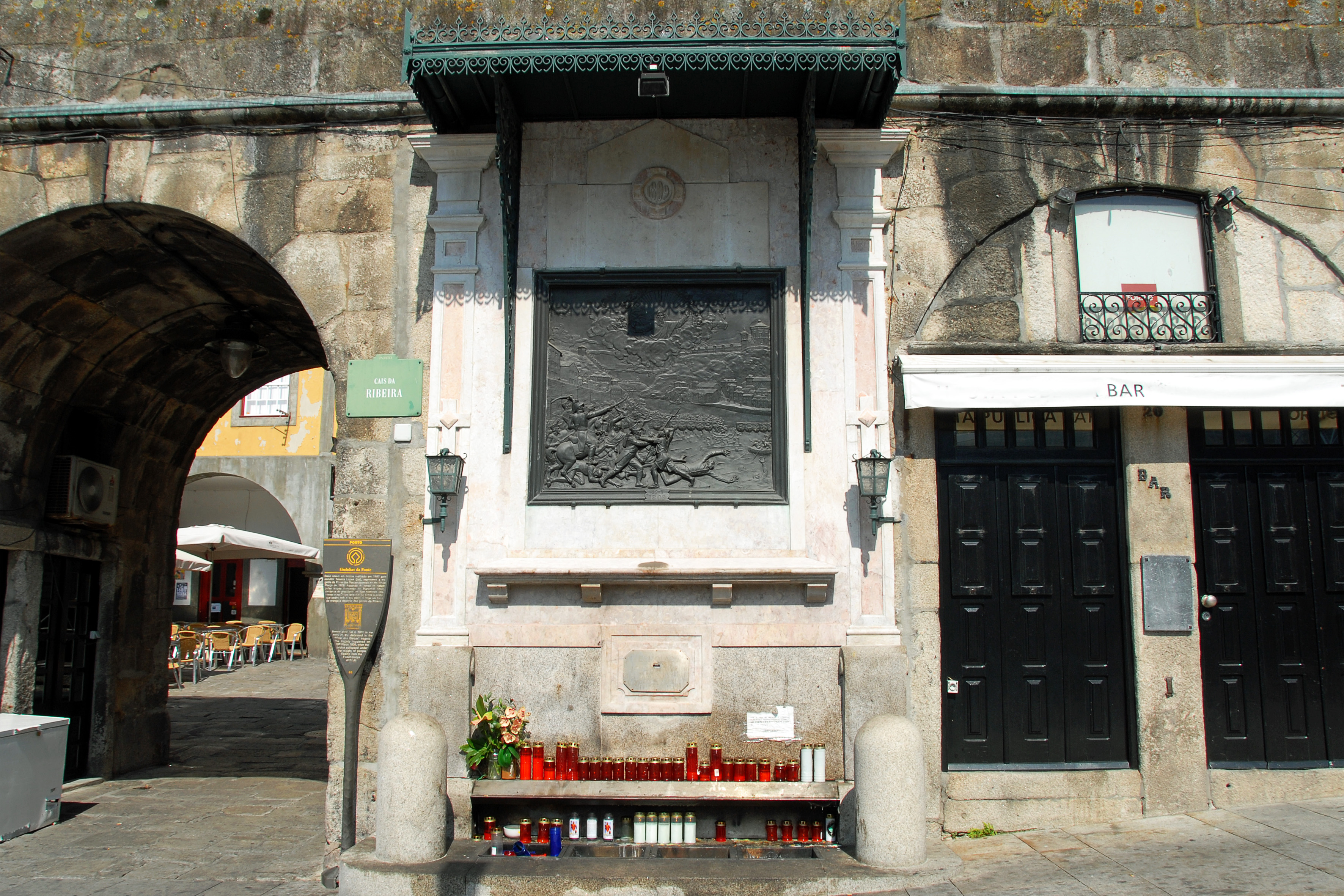
Gedenkplaat voor de ramp met de Ponte das Barcas in 1809

Dit pand in de Rua das Flores is in de zestiende eeuw gebouwd in opdracht van de edelman Martim Ferraz. Zowel in de zeventiende als de achttiende eeuw zijn er wijzigingen aangebracht. Het pand was tot de negentiende eeuw in eigendom van de familie Ferrazes Bravo, reden waarom het ook wel wordt aangeduid met Casa dos Ferrazes Bravos. De meer gebruikelijke huidige naam Casa dos Maias is afkomstig van Domingos de Oliveira Maia, de nieuwe eigenaar in de negentiende eeuw. Het pand is sinds 1993 een nationaal monument.

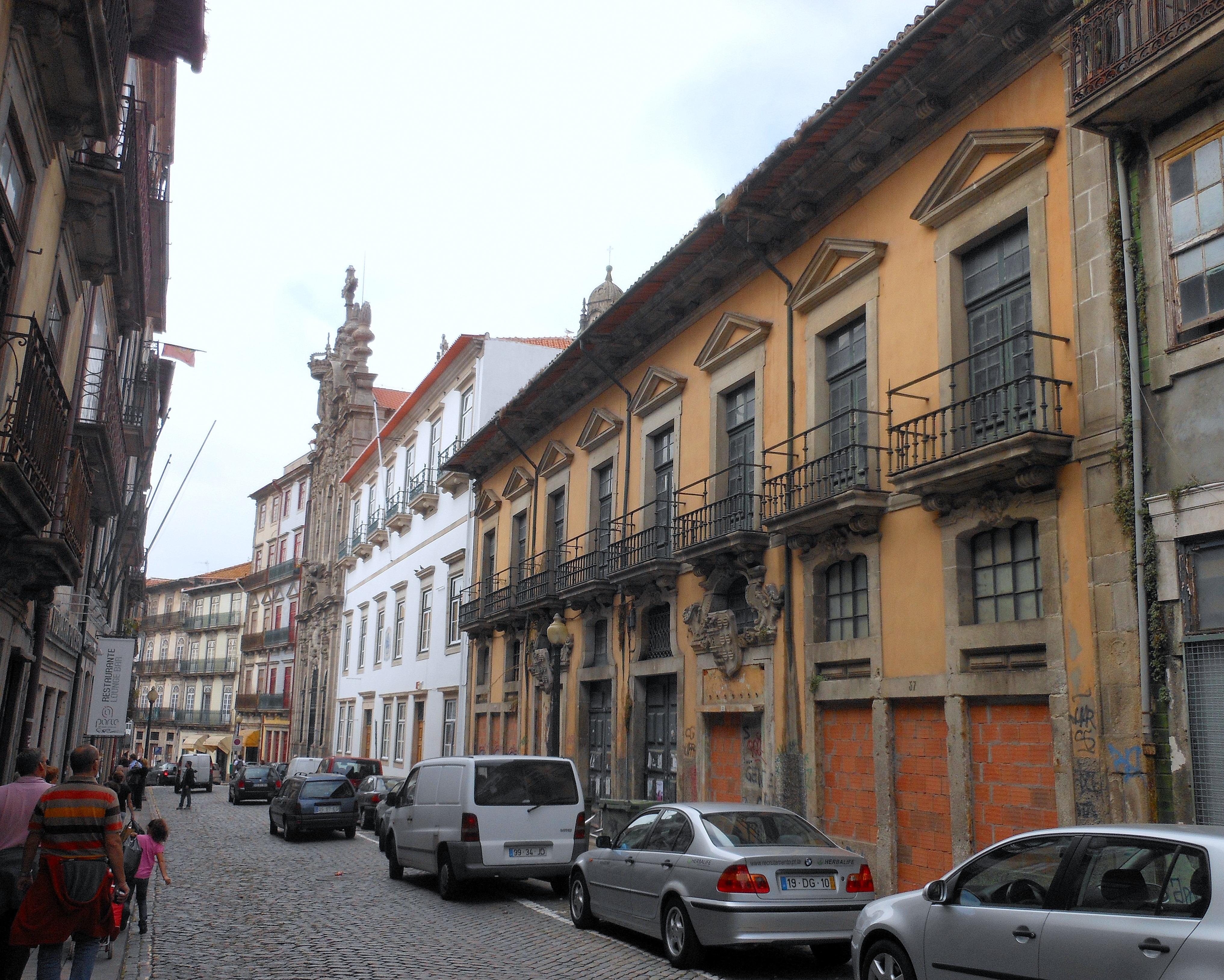
Casa dos Maias
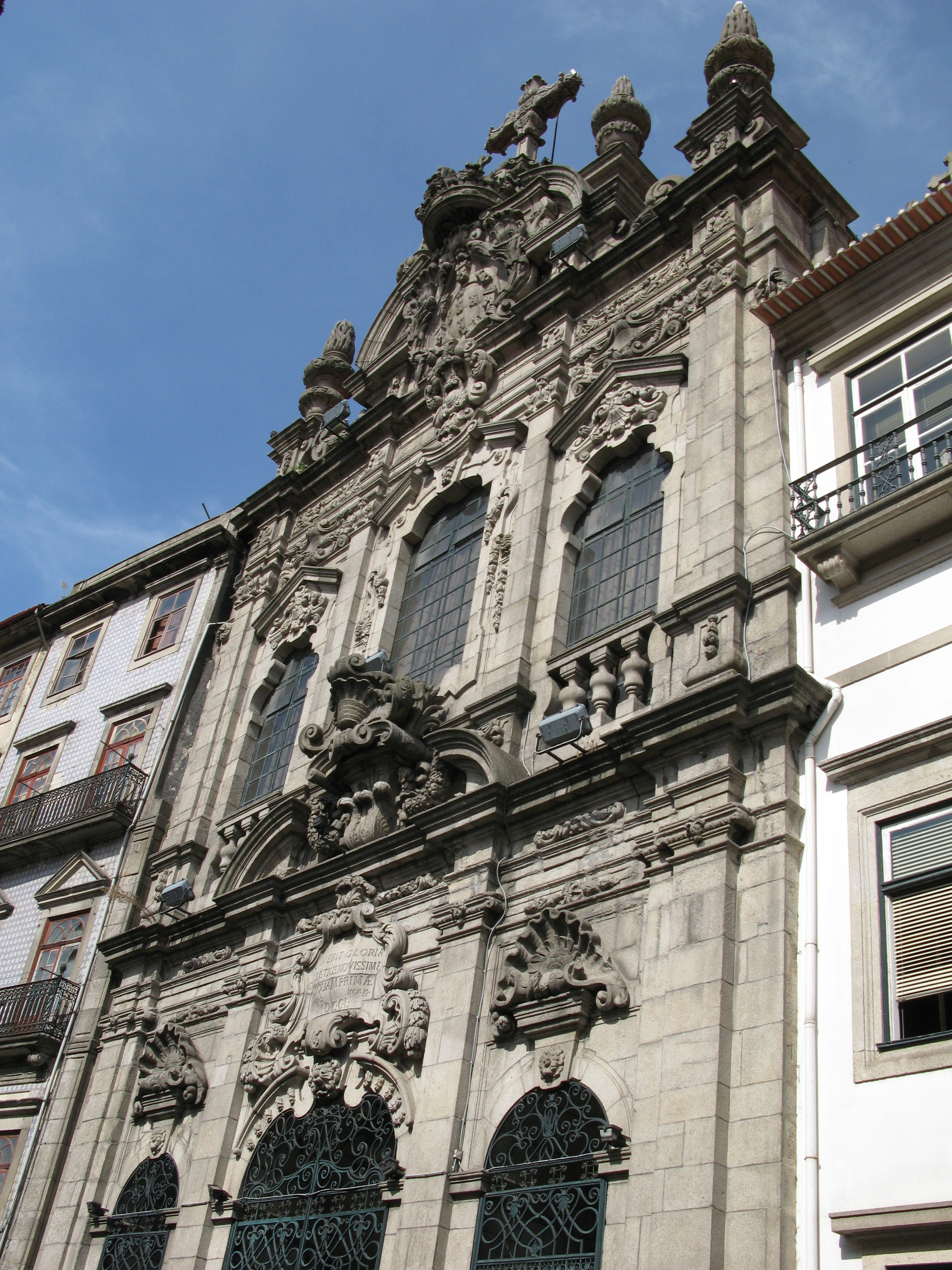
Igreja da Misericórdia
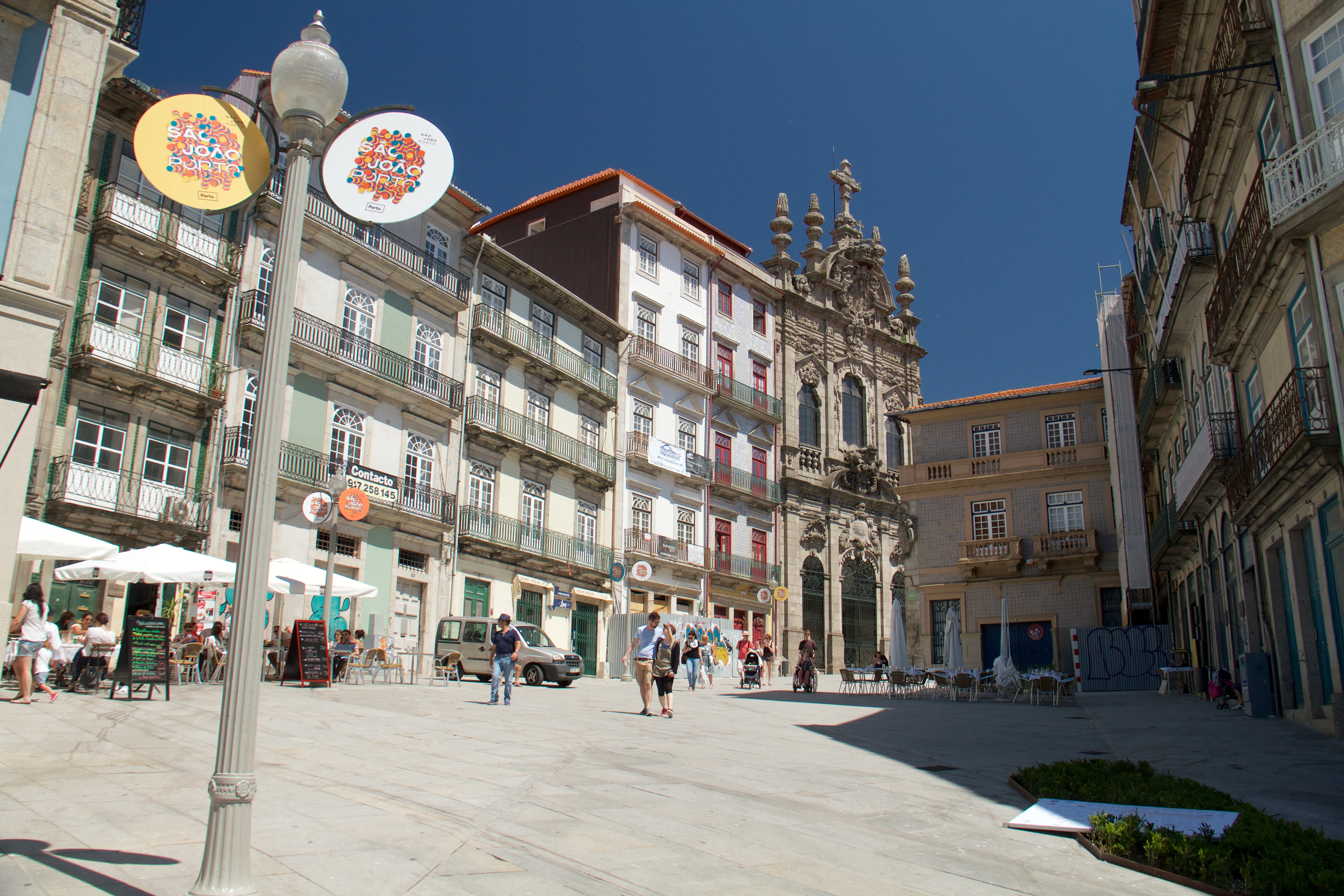
Largo de São Domingos
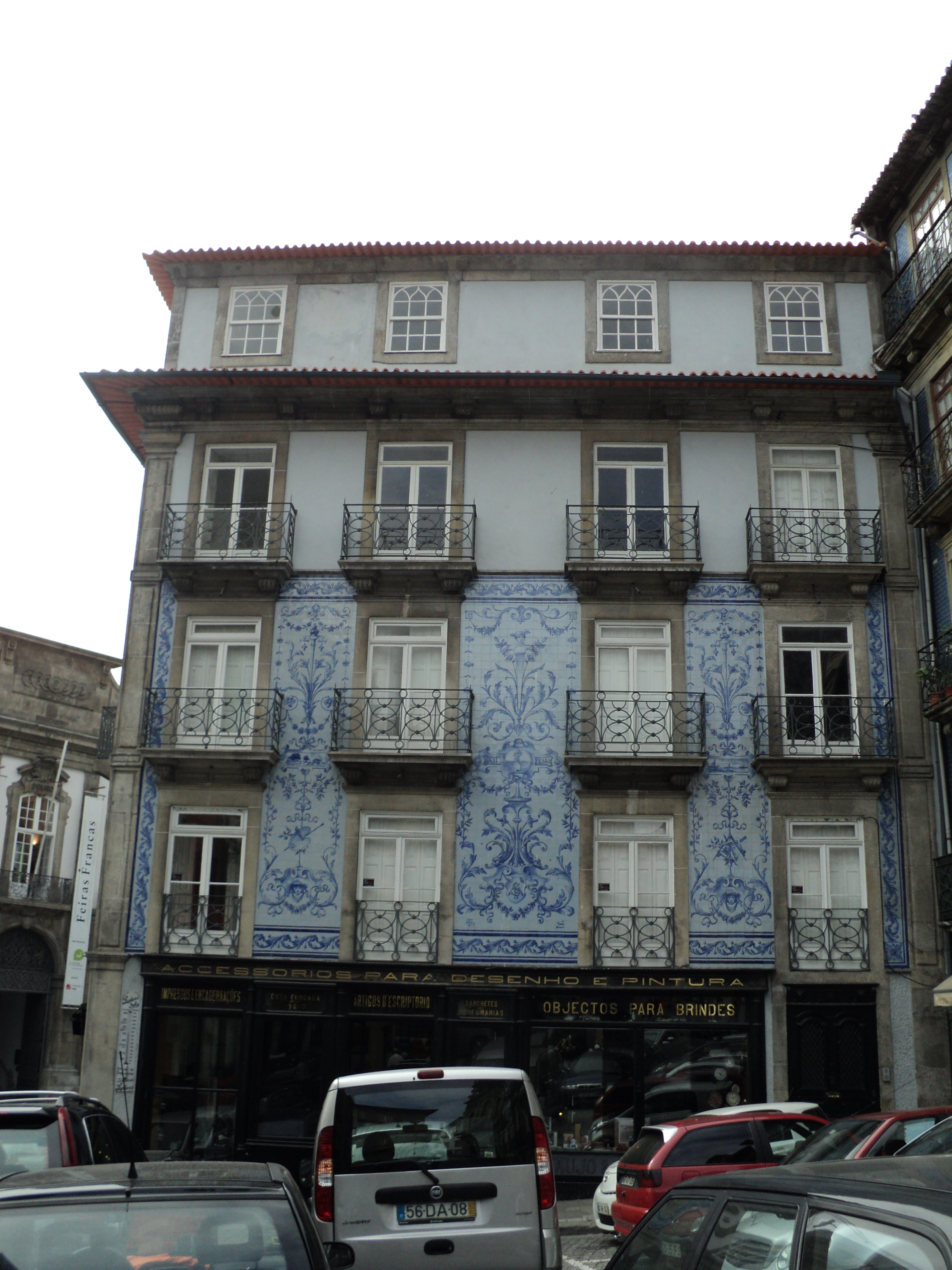
Largo de São Domingos

## Ribeira
Ribeira (rivieroever) is een van de oudste delen van de stad. De fraaie ligging aan de rivier en de oude bebouwing maken het tot een van de populairste delen van de stad bij zowel de lokale bevolking als toeristen. Praça da Ribeira is het centrale plein. Op dit plein en op de erop uitkomende kades en straten zijn tal van restaurants en bars.
De Muralhas Fernandinas liepen op Ribeira langs de rivier. Langs de Cais da Ribeira (Kade van Ribeira) zijn later openingen in de muur gemaakt om deze te verbinden met de erachter liggende bebouwing. Van de oorspronkelijke stadspoorten in de muur langs de rivier is er nog een over in de Muro dos Bacalhoeiros op de Cais da Estiva, de Postigo do Carvao (Kolenpoort). De Rua Infante Dom Henrique is aangelegd in de vijftiende eeuw en vormde een contrast met de zeer nauwe middeleeuwse straatjes. De naam van de straat was destijds Rua Nova (Nieuwe Straat). Het was een voorname straat waar veel gegoede burgers van de stad woonden. In 1885 is, gelijktijdig met de bouw van de Mercado Ferreira Borges, de Praça do Infante aangelegd. Tegenwoordig bevindt zich hieronder een parkeergarage.
Om Praça en Cais da Ribeira te ontlasten van het toenemende verkeer is in 1947 begonnen met de aanleg van de Túnel da Ribeira tussen de Rua Infante Dom Henrique en het benedendek van de Ponte Luís I. Deze tunnel is in 1950 geopend, 200 meter lang en 15 meter breed.

### Alminhas da Ponte(Schrijn van de Brug)
De eerste permanente vaste oeververbinding was de Ponte das Barcas (schipbrug) ontworpen door Carlos Amarante en geopend op 15 augustus 1806. Op 29 maart 1809 bezweek deze brug onder de mensenmassa van vluchtelingen voor de aanvallende Franse troepen. Ter herinnering aan deze ramp is in 1897 op Ribeira een gedenkplaat aangebracht, de Alminhas da Ponte (Schrijn van de Brug). Een nieuwe schipbrug verving de brug uit 1806 totdat de schipbrug werd vervangen door de D. Maria II  hangbrug in 1843.

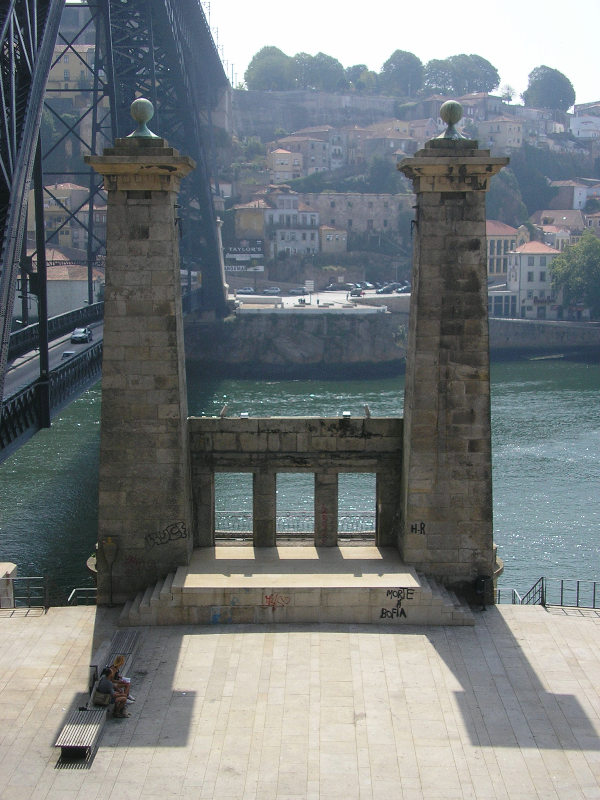
Pilaren van de Ponte Pensil

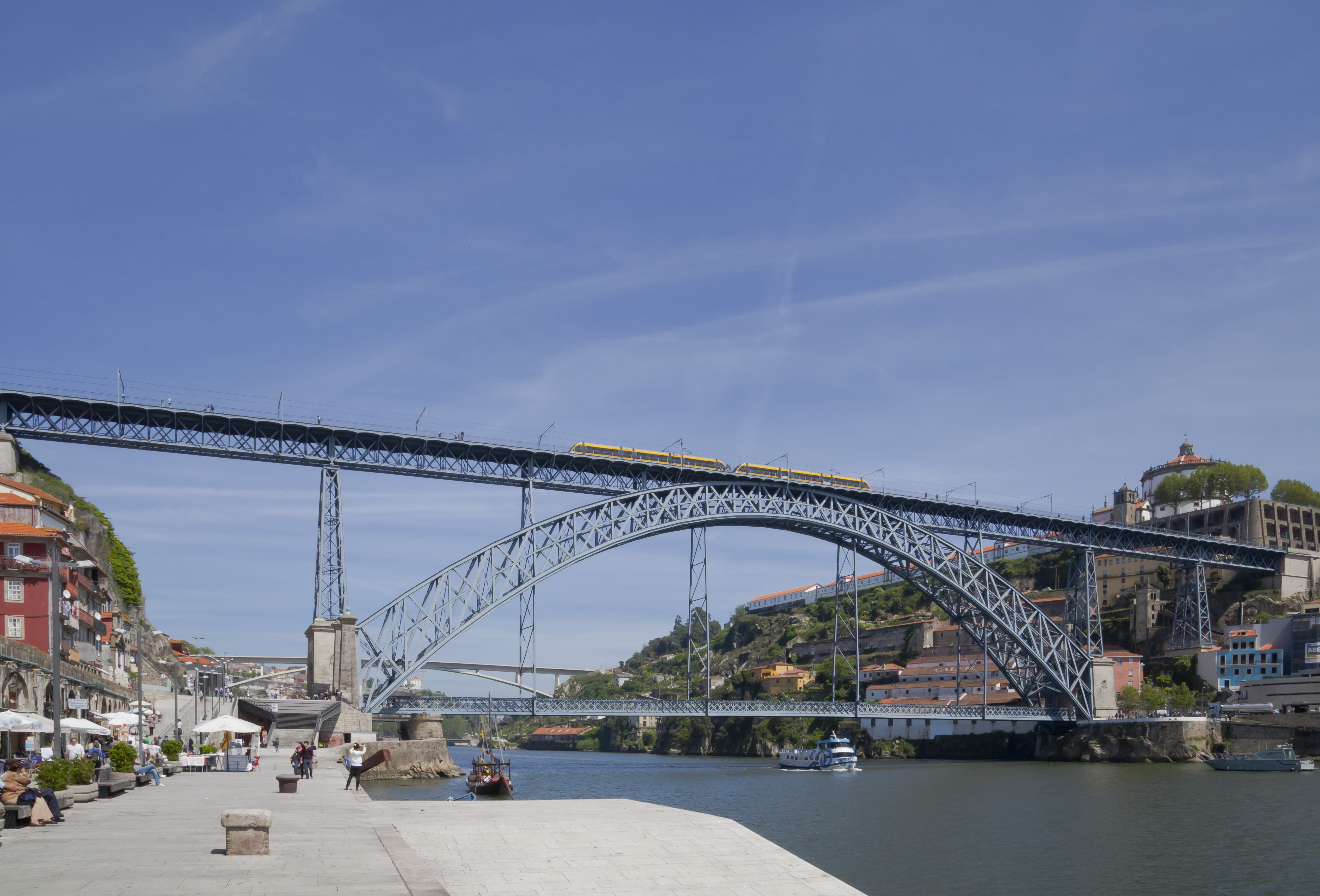
Ponte Luís I gezien vanaf Cais da Ribeira

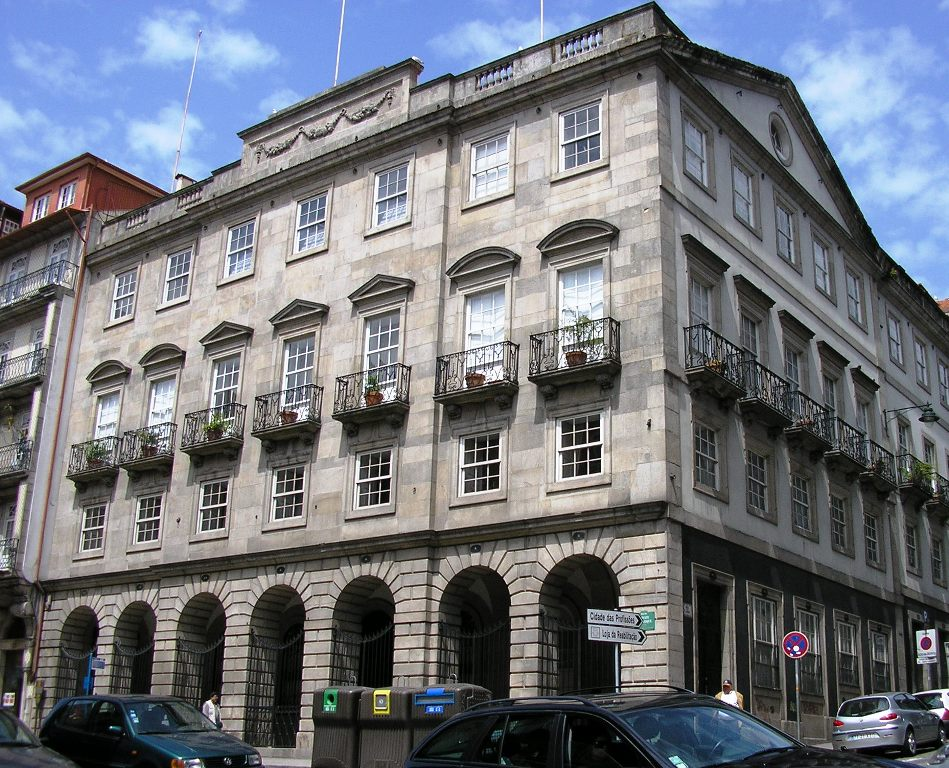
Feitoria Inglesa

### Pilaren van de Ponte Pênsil D. Maria II (D. Maria IIhangbrug)
De bouw van de Ponte Pênsil, zoals deze altijd werd genoemd, werd begonnen in 1841 en de brug werd geopend op 17 februari 1843. Het ontwerp was van de ingenieurs Stanislas Bigot en José Vitorino Damásio en de bouw werd uitgevoerd door de Franse onderneming Claranges Lucotte & Cie. Aan beide zijden van de rivier stonden twee pilaren van 18 meter hoog die de in totaal acht kabels droegen waaraan, via ijzeren kabels het 170 meter lange en zes meter brede brugdek hing. Na het gereedkomen van de Ponte Luís I werd de Ponte Pênsil in 1887 afgebroken. Aan de noordzijde staan de pilaren nog als monument.

### Ponte Luís I (Luis I-brug)
Deze dubbeldeks brug is ontworpen door Théophile Seyrig en gebouwd door de Ateliers de Construction de Willebroeck. Het bovendek van de brug werd in gebruik genomen in 1886 en het benedendek in 1888. Sinds 2005 is het bovendek in gebruik bij de Metro do Porto. De brug verbindt Porto met Vila Nova de Gaia en is een van de meest emblematische bouwwerken van de stad.

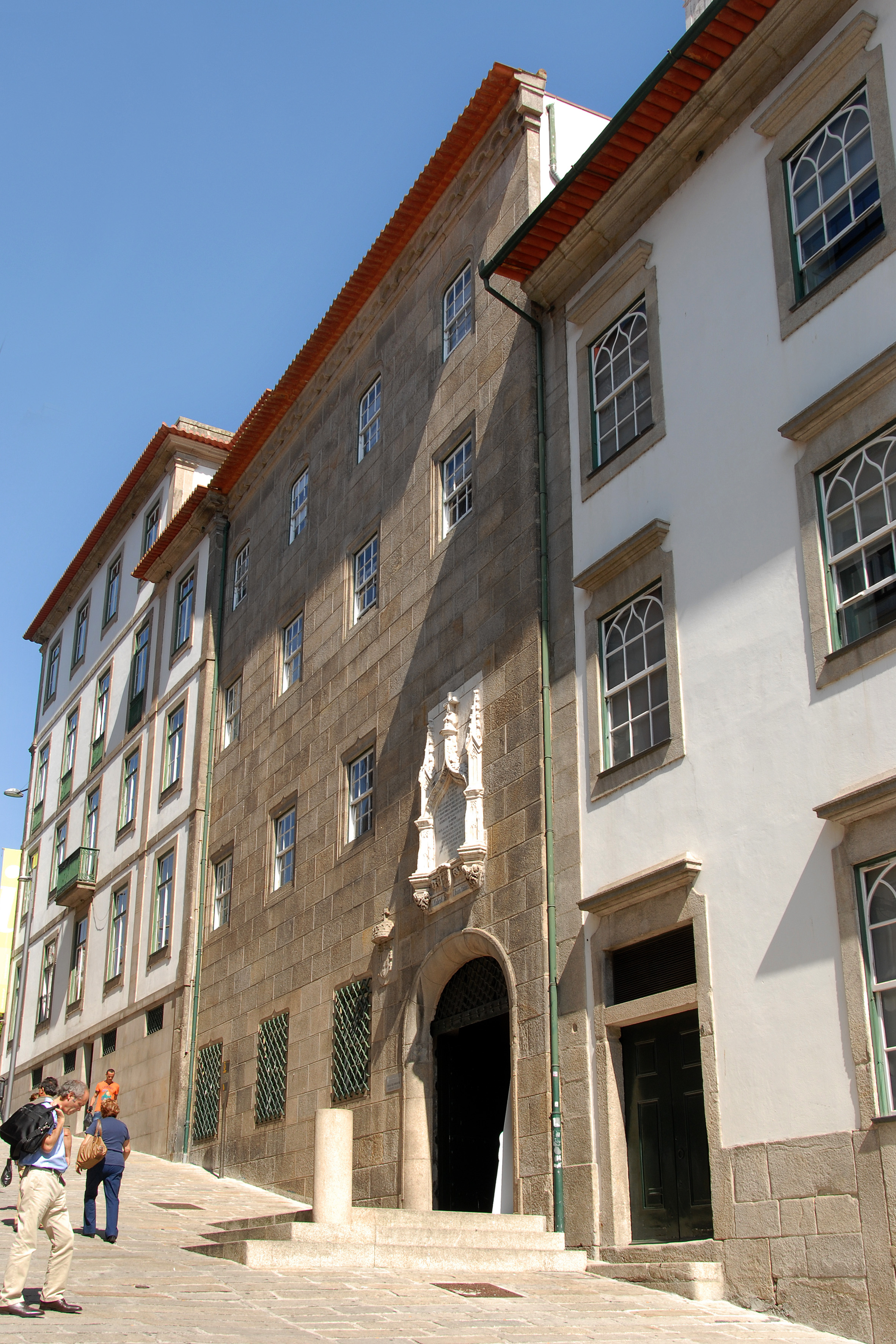
Casa do Infante

### Casa do Infante
Dit pand werd in de veertiende eeuw gebouwd. Het staat in de Rua da Alfândega Velha tussen de Rua da Fonte Taurinha en de Rua Infante D.Henrique. Volgens de overlevering zou dit het geboortehuis zijn van Hendrik de Zeevaarder. Het heeft gedurende lange tijd als munthuis. In de zeventiende eeuw zijn grote veranderingen aangebracht. Gedurende vele jaren was hier de douane gevestigd voor de goederen die per schip Porto werden binnengebracht. Sinds 1924 is het een nationaal monument. Tegenwoordig is het historisch archief van de gemeente Porto hier gevestigd alsmede het historisch museum van de stad.

### Casa da Rua da Reboleira, n.º 59
Dit pand is een van de weinige gebouwd in de veertiende eeuw die nog de oorspronkelijk structuur heeft. Tegenwoordig is het in gebruik als sociaal-cultureel centrum voor de wijk São Nicolau.

### Igreja de São Nicolau (Sint-Nicolaaskerk)
Deze kerk aan de Rua Infante D.Henrique werd gebouwd in 1671. De kerk werd zwaar getroffen door een brand in 1758. De herbouw van de kerk in een mengsel van rococo en neoklassieke stijl kwam gereed in 1762. In 1862 werd de voorgevel bedekt mer azulejos.

### Feitoria Inglesa (British Factory House)

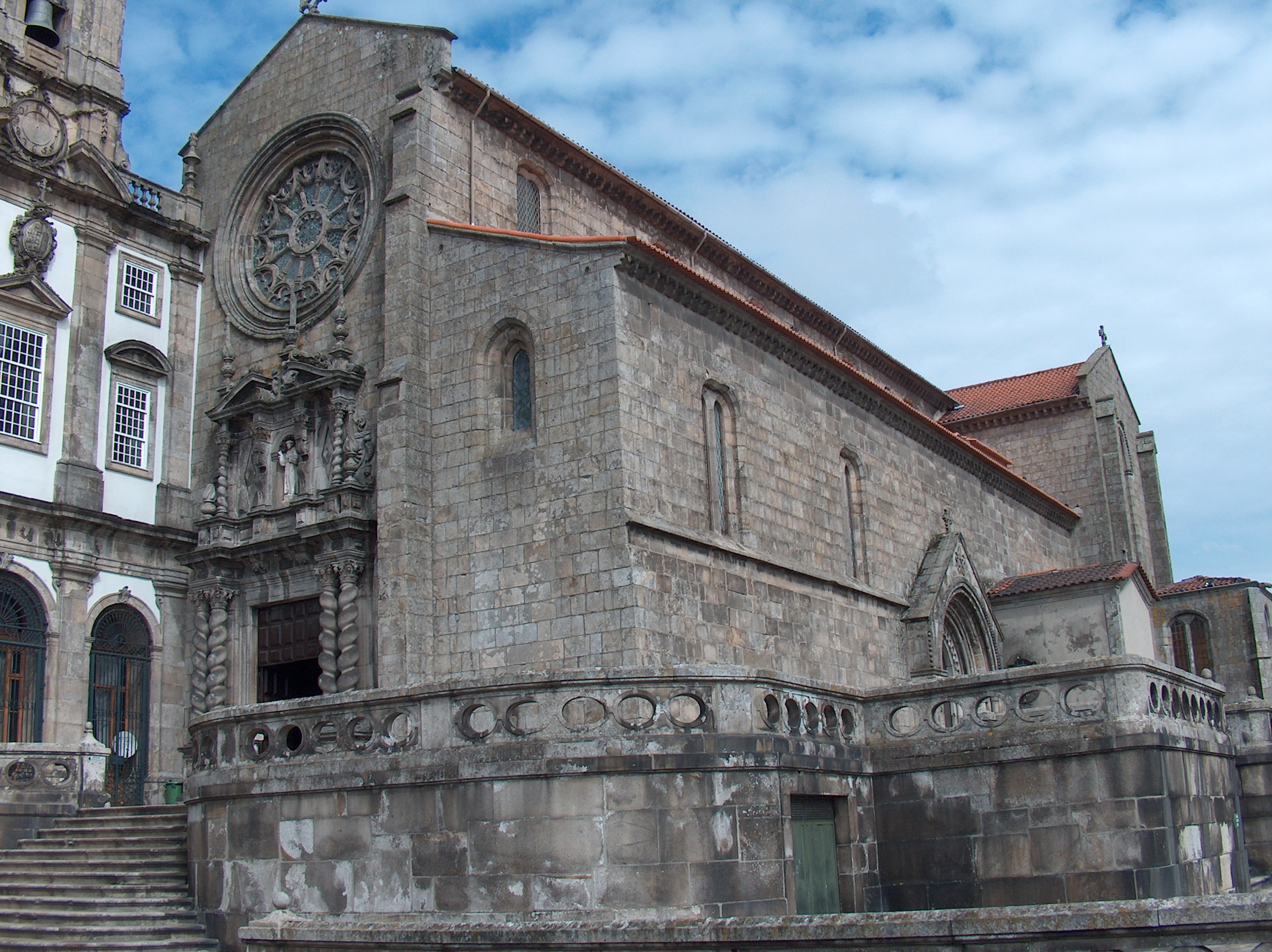
Igreja de São Francisco

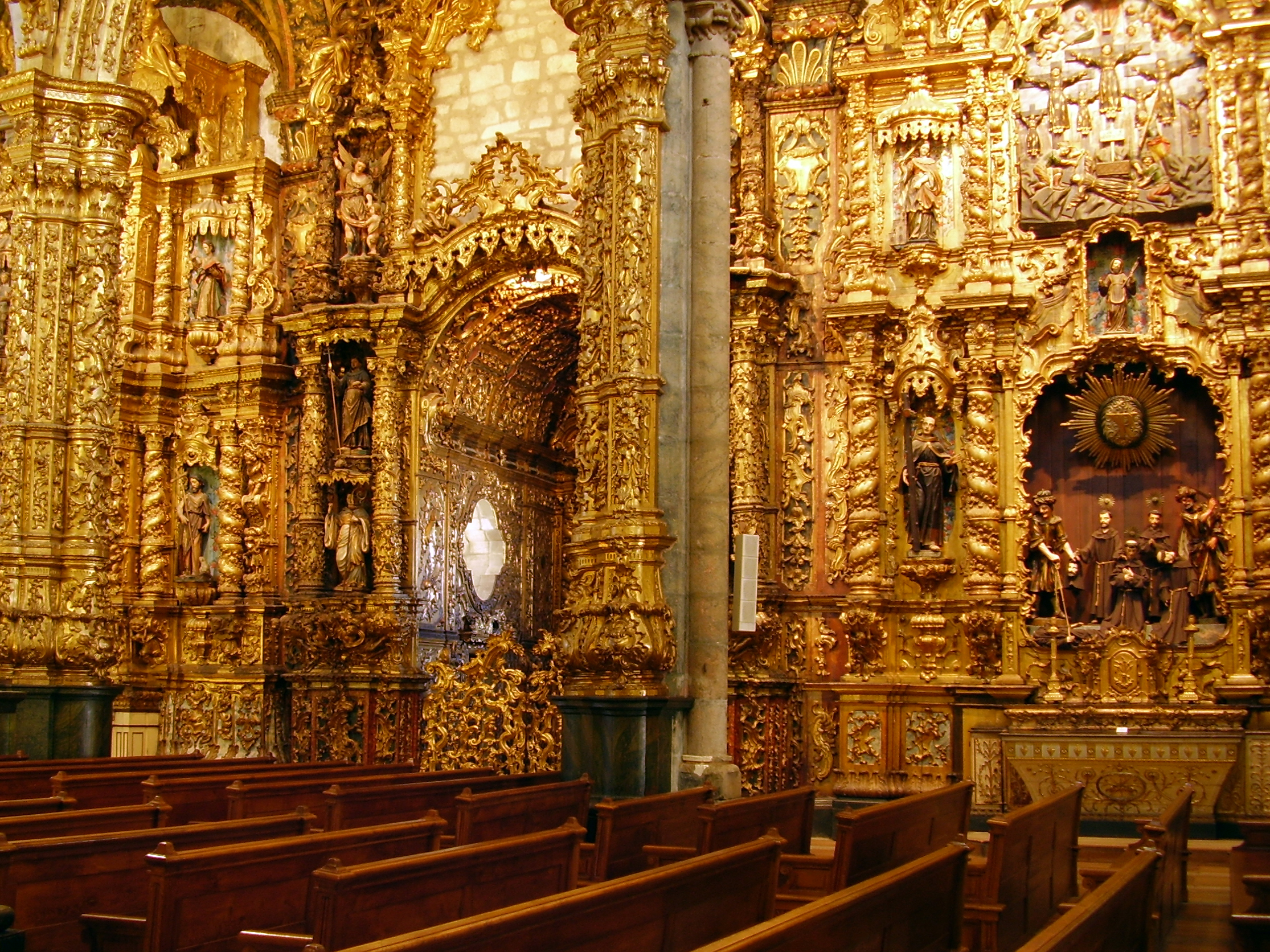
Igreja de São Francisco - interieur

Dit pand in de Rua Infante D.Henrique is gebouwd in de periode 1785-1790. Het gebouw is de zetel van de British Association, een vereniging van Britse bedrijven die actief zijn in Portugal. Van oudsher waren dit voornamelijk Porthuizen zoals Cockburn, Croft, Delaforce, Fladgate, Forrester, Graham, Guimaraens, Robertson, Roope, Sandeman, Symington, Taylor en Warre.

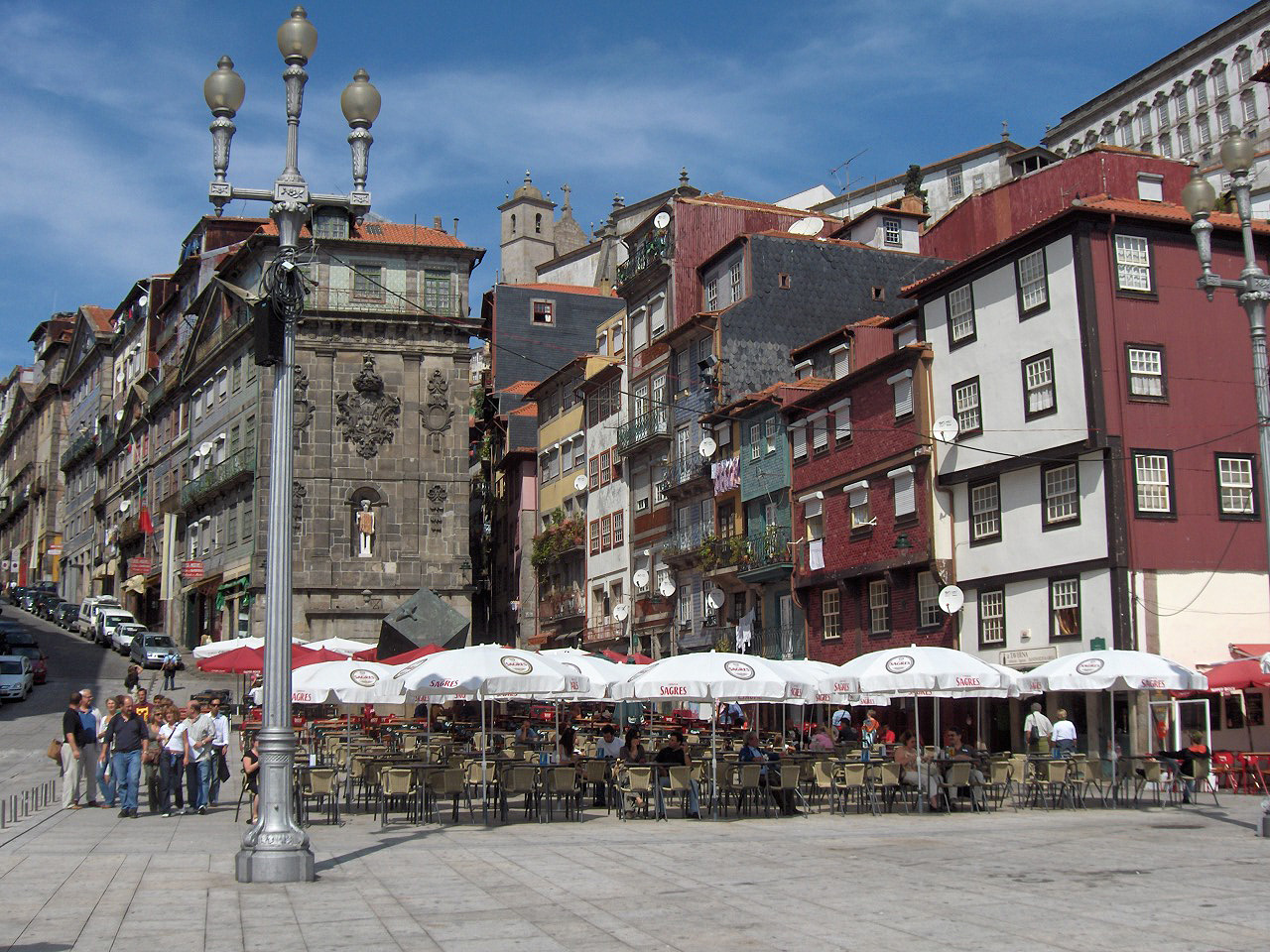
Praça da Ribeira
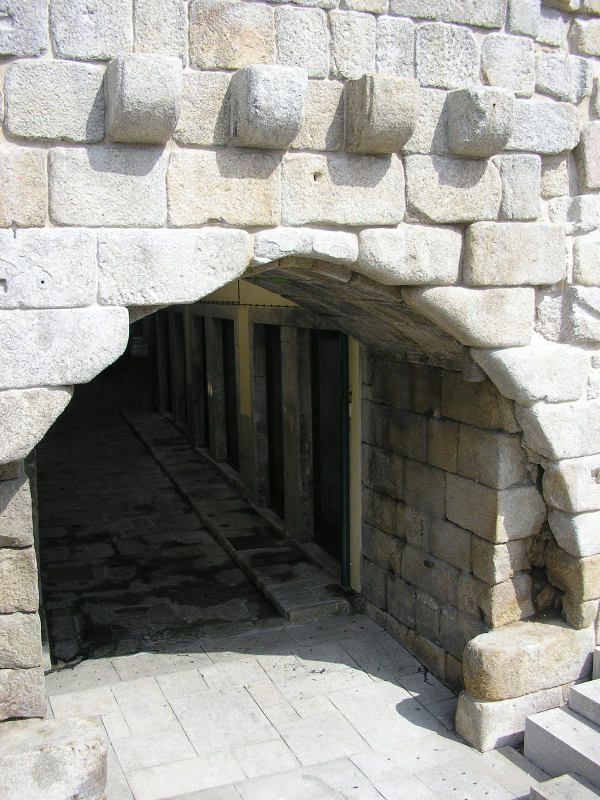
Postigo do Carvão
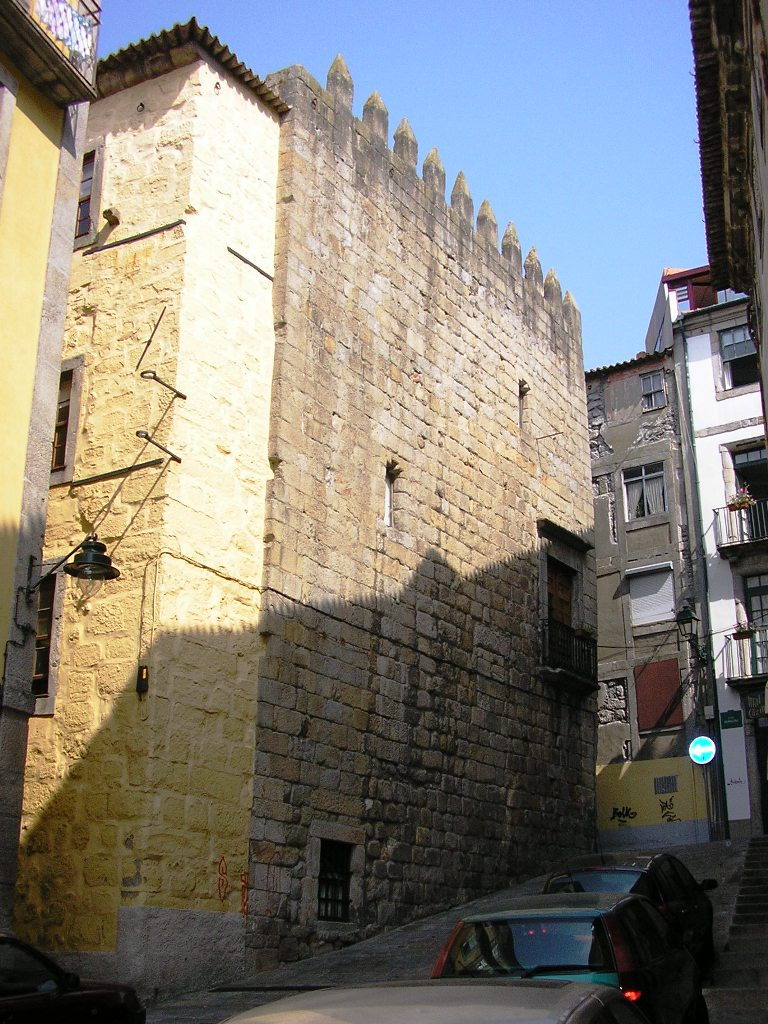
Casa Rua Reboleira 59
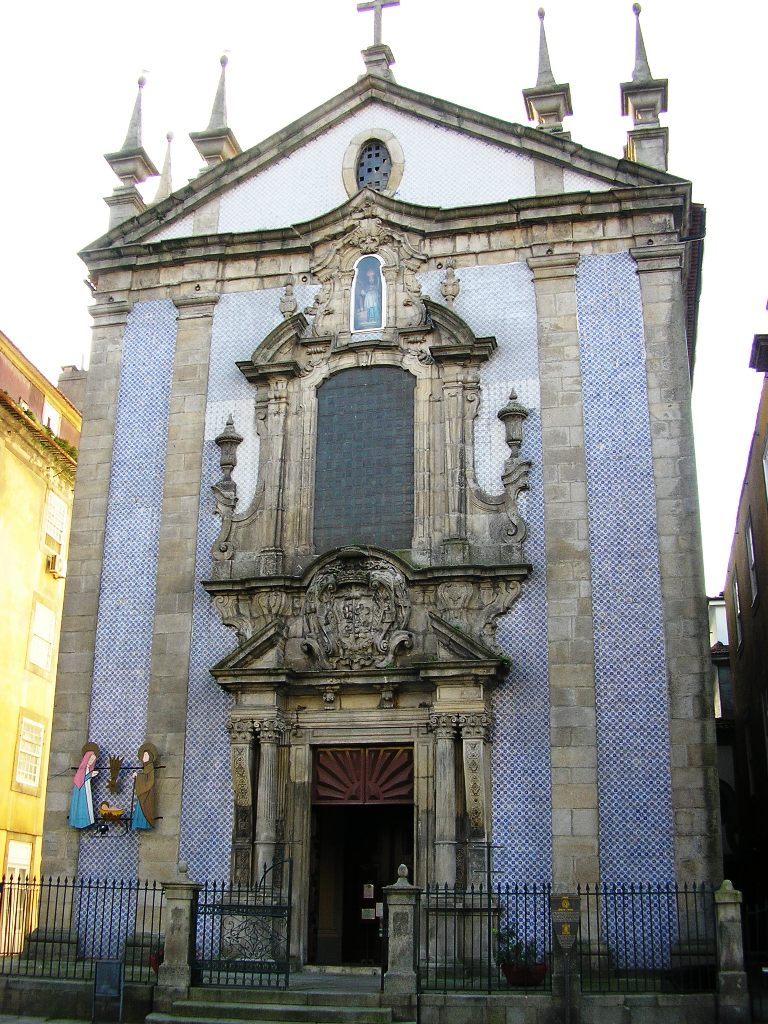
Igreja de São Nicolau

### Igreja de São Francisco (Sint-Franciscuskerk)
De bouw van deze kerk begon in 1383 en hij was in 1410 gereed. Het uitbundige interieur van houtsnijwerk met bladgoud dateert van de achttiende eeuw. Het gebouw is sinds 1910 een nationaal monument. De kerk maakte altijd deel uit van een complex van bouwwerken. Het kloostergebouw is verwoest tijdens het beleg van Porto. Op de locatie daarvan staat nu het Beursgebouw. Twee andere gebouwen behorende tot dit complex zijn:

#### Casa do Despacho da Ordem Terceira de São Francisco (Huis van deOrde van Franciscaanse Seculieren)
- Dit pand is in 1746-1752 gebouwd naar ontwerp van Nasoni en bevindt zich tegenover de Igreja de São Francisco. Het is sinds 1977 een nationaal monument.[22]

#### Igreja da Venerável Ordem Terceira de São Francisco (Kerk van de Eerbiedwaardige Orde van Franciscaanse Seculieren)
- Deze kerk in neoklassieke stijl staat terzijde van de Igreja de São Francisco. De bouw begon in 1792 en werd uitgevoerd onder leiding van de Italiaanse architect Luigi Chiari.[23]

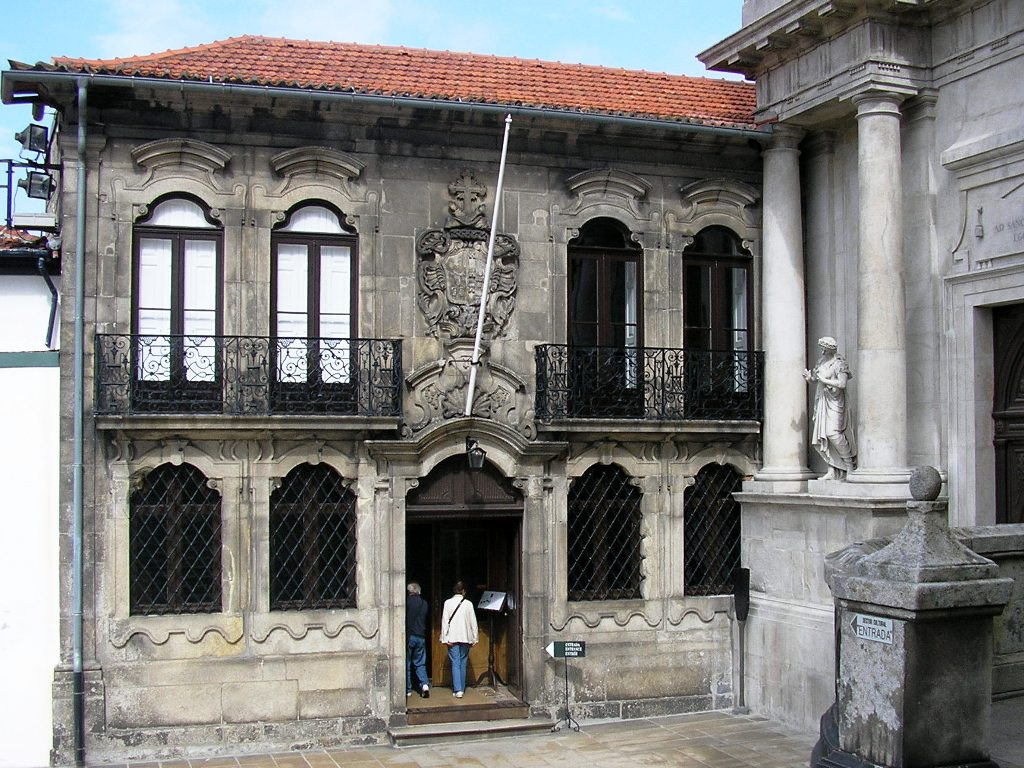
Casa do Despacho da Ordem Terceira de São Francisco
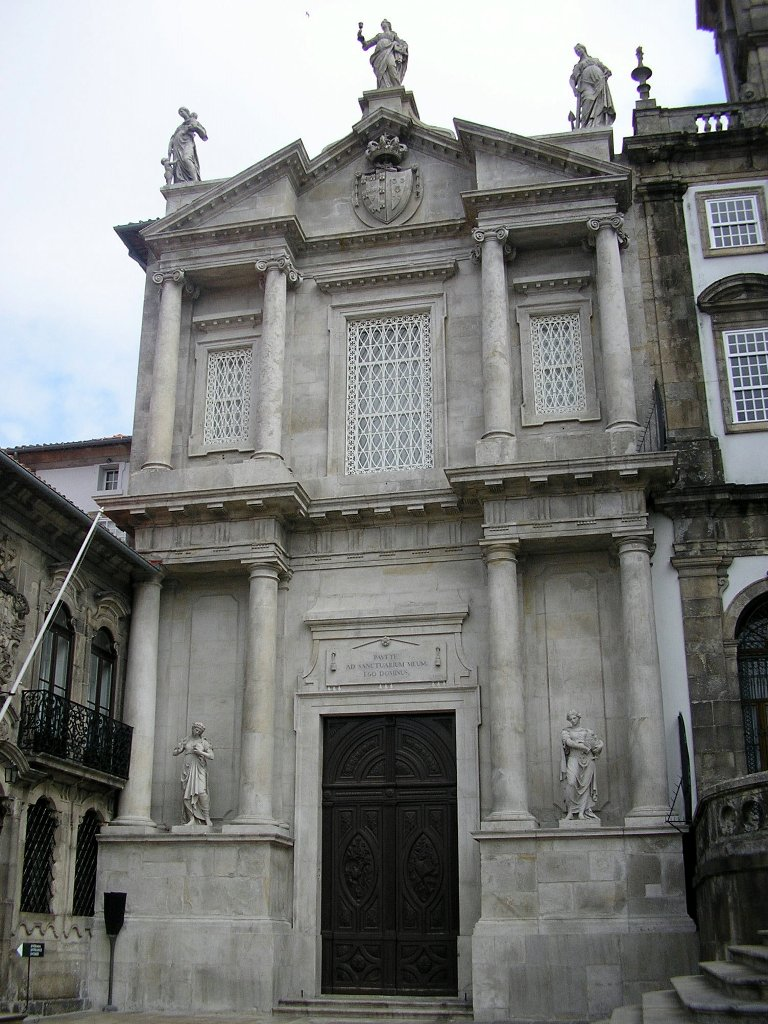
Igreja da Venerável Ordem Terceira de São Francisco

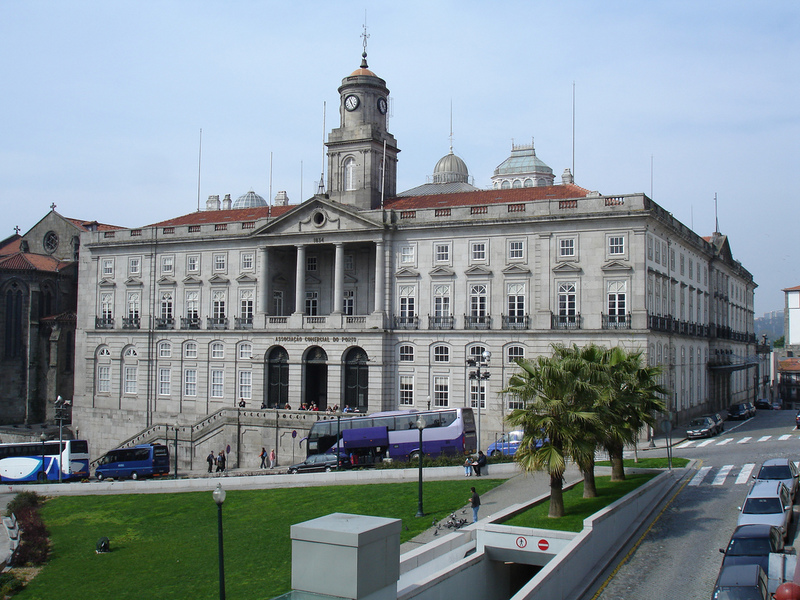
Palácio da Bolsa

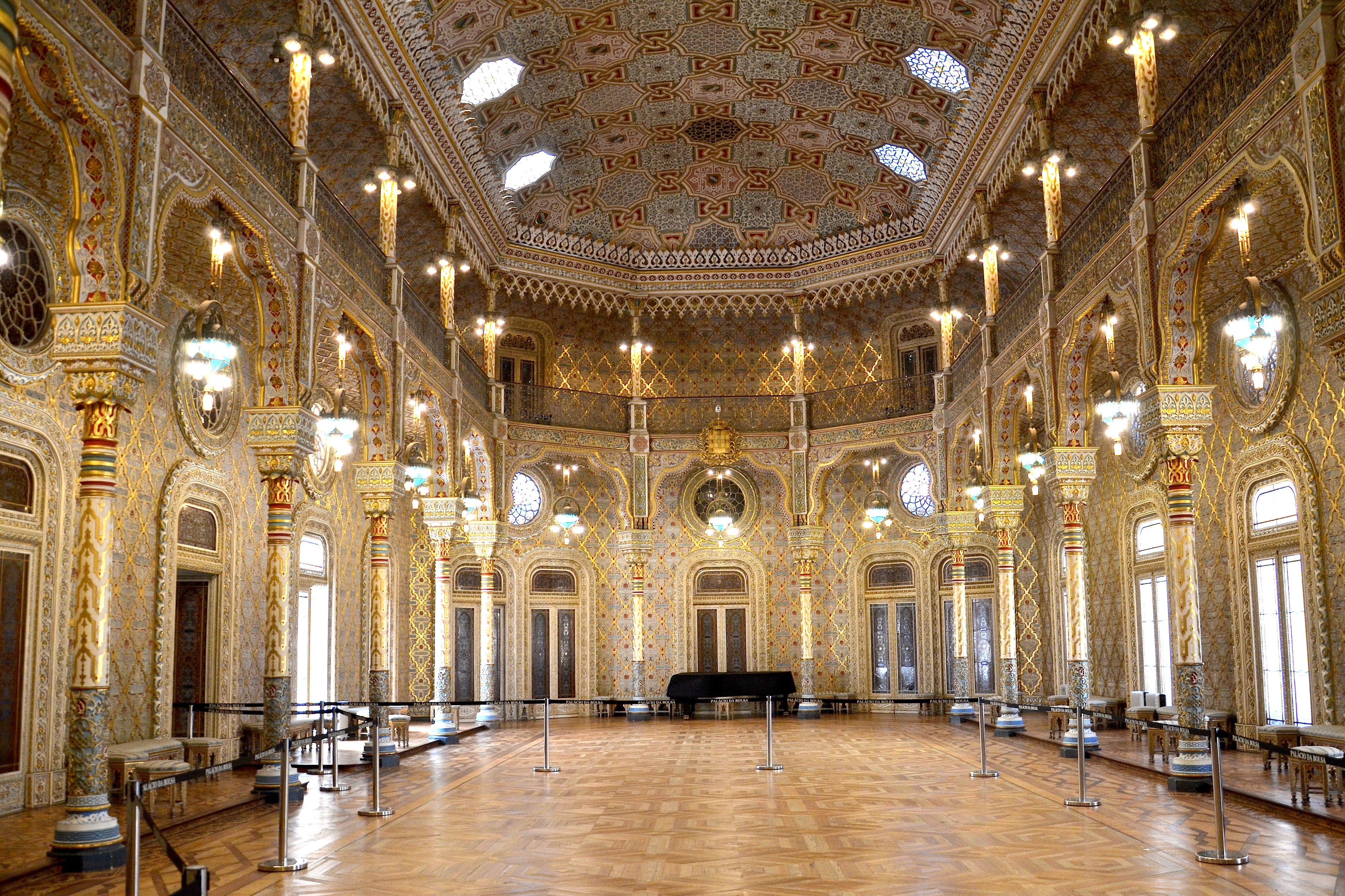
Palácio da Bolsa - Salão Árabe

### Palácio da Bolsa (Beursgebouw)
De bouw van het Palácio da Bolsa begon in 1842 en het pand is in gebruik genomen in 1848. Het gebouw zelf was echter pas gereed in 1850 terwijl slechts in 1910 ook het interieur was voltooid. Het ontwerp van het gebouw is van de architect Joaquim da Costa Lima Júnior. Hoogtepunten in het gebouw zijn onder andere de Arabische zaal (Salão Árabe) gerealiseerd in de periode 1862-1880 en ontworpen door de architect Gustavo Adolfo Gonçalves e Sousa en de Pátio das Nações waarvan de koepel is ontworpen door de architect Tomás Augusto Soler. Het gebouw is sinds 1982 een nationaal monument en een van de meest bezochte bezienswaardigheden in de stad.

### Mercado Ferreira Borges

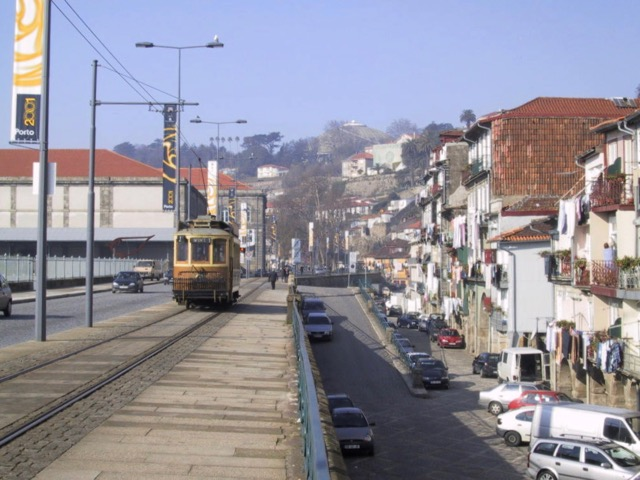
Miragaia met links Alfândega

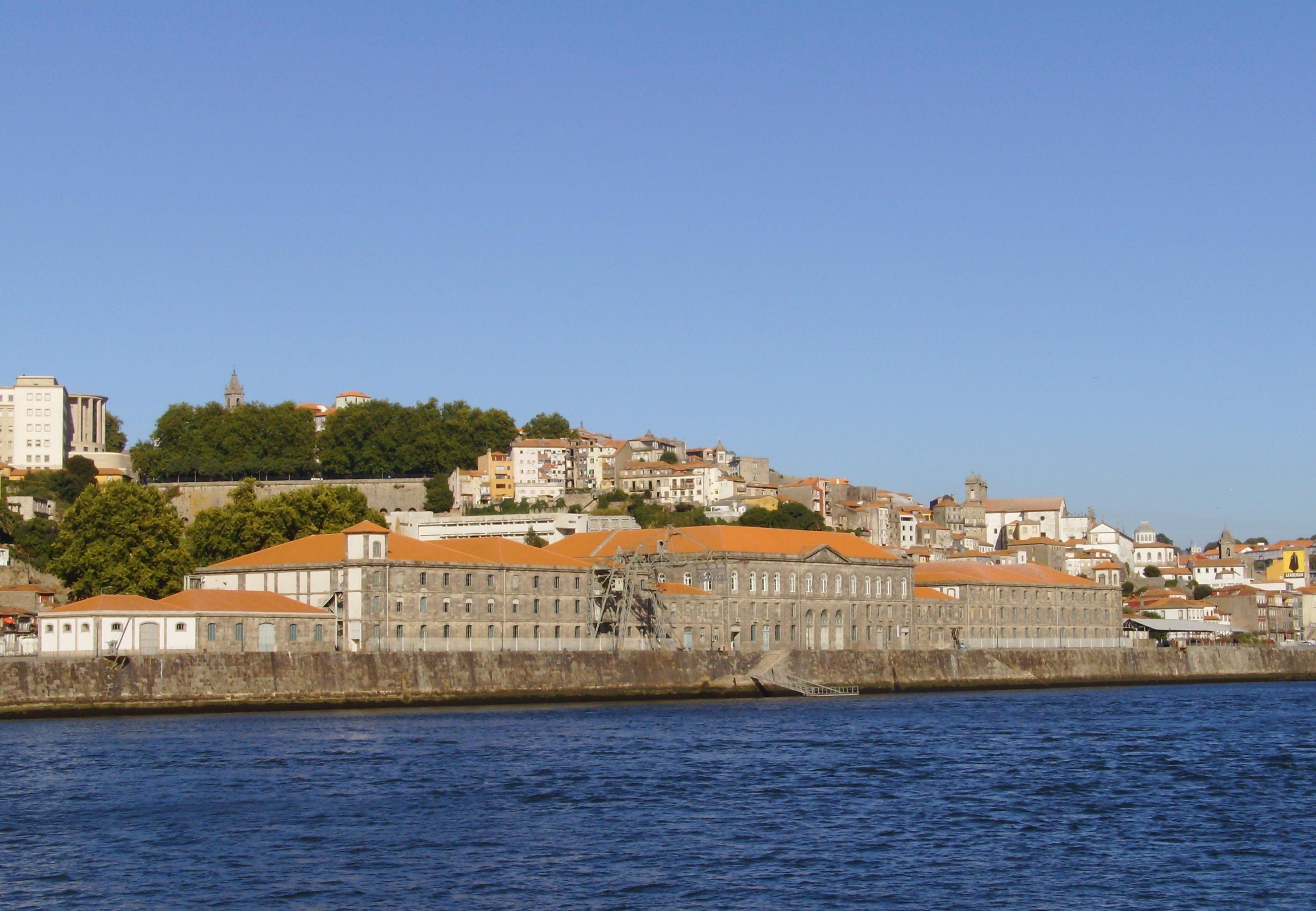
Alfândega Nova

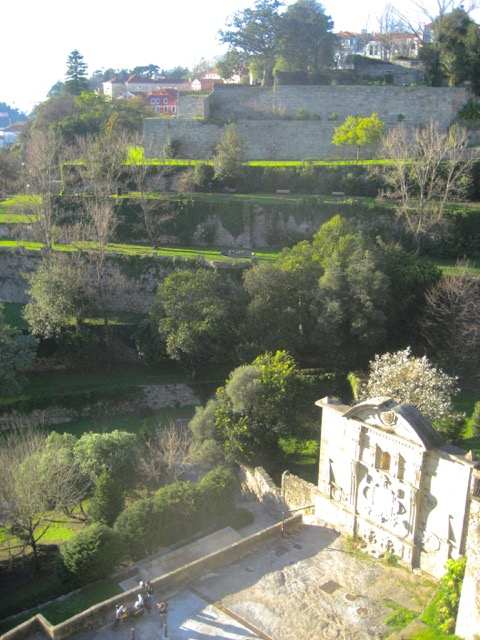
Jardim das Virtudes

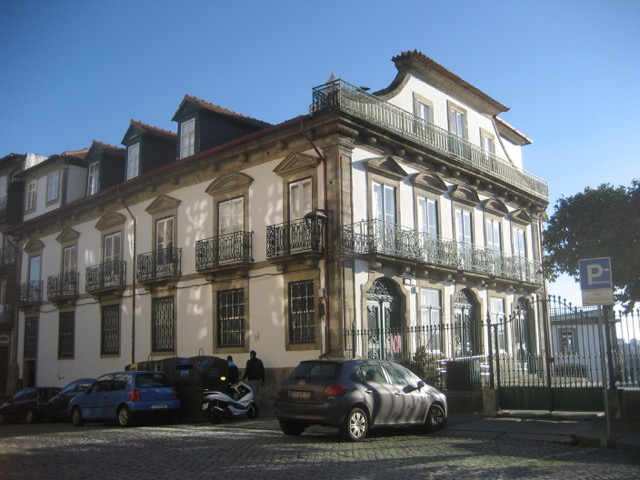
Antigo Clube dos Ingleses

Dit marktgebouw dateert van 1885 en was bedoeld ter vervanging van de markt van Ribeira. Veel markthandelaren verkozen echter om niet naar deze nieuwe locatie te gaan en het gebouw heeft dan ook zijn functie als markt verloren. De locatie aan de noordzijde van de Praça do Infante is op een vrij steile helling. De onderbouw van de markt is in steen uitgevoerd om een horizontaal oppervlak te maken waarop het ijzeren marktgebouw staat. De naam verwijst naar de jurist, econoom en politicus José Ferreira Borges die aan de basis stond van de van het vestigen van het liberale bewind in de negentiende eeuw. Het gebouw wordt tegenwoordig gebruikt voor tentoonstellingen en andere culturele activiteiten en is sinds 1982 een nationaal monument.

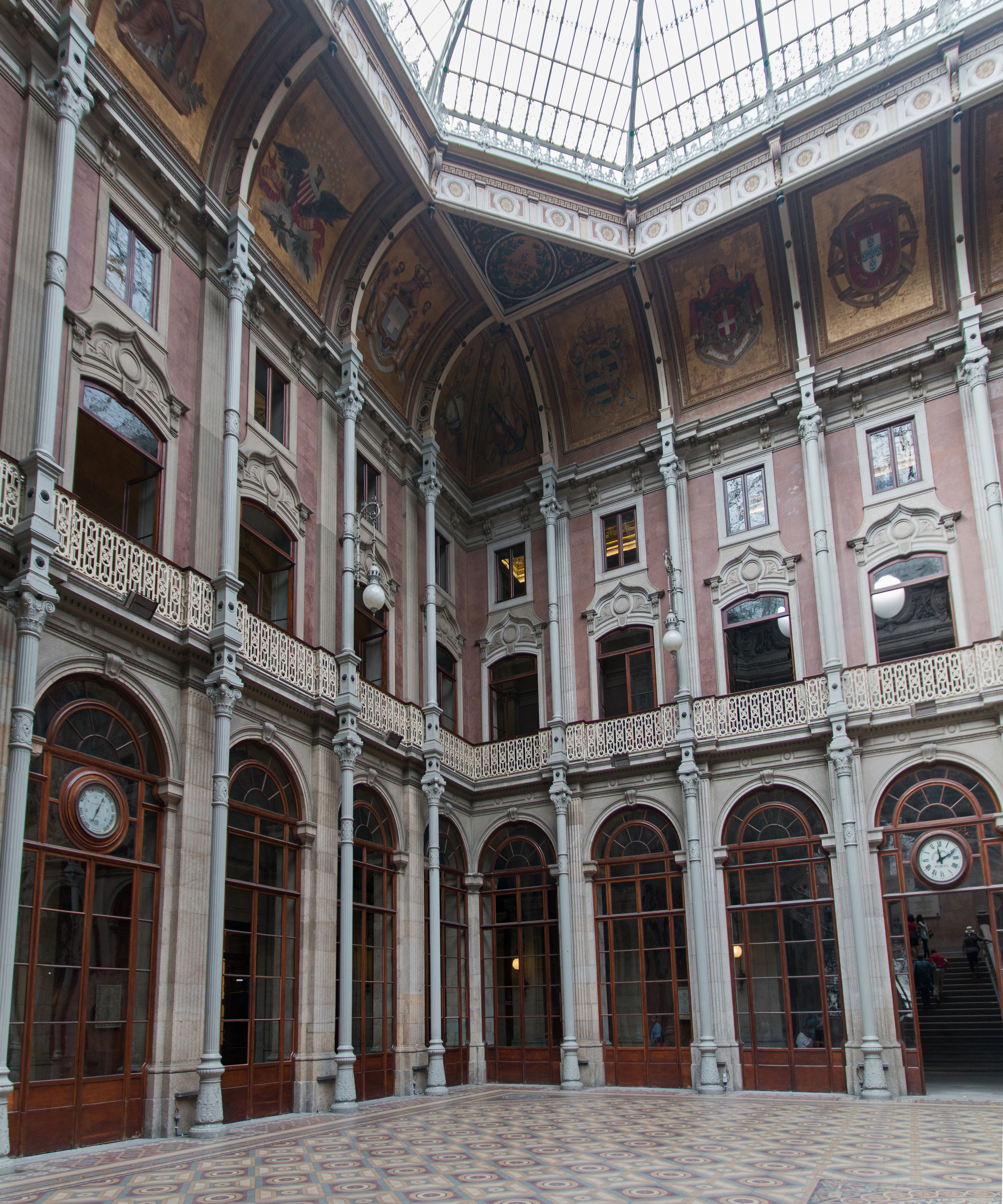
Palácio da Bolsa - Pátio das Nações
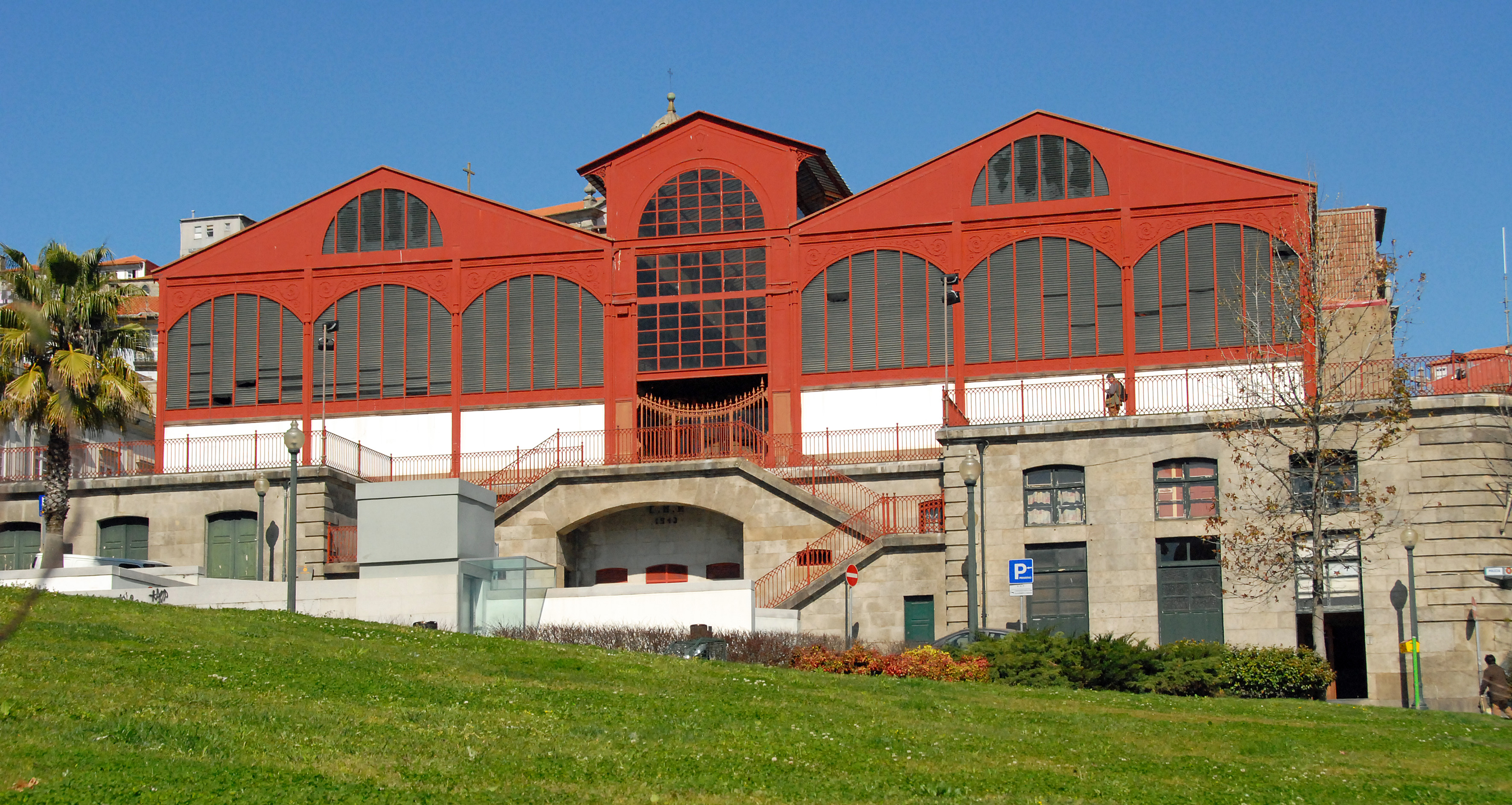
Mercado Ferreira Borges

## Miragaia
Miragaia was van oudsher een vissersgemeenschap die waarschijnlijk al bestond in de tweede eeuw, maar mogelijk zelfs nog ouder is. Toen in de 14e eeuw de Muralhas Fernandinas (stadsmuren) werden gebouwd werd Miragaia echter hierdoor niet omsloten. In de tweede helft van de 19e eeuw werd op het strand een enorme wal aangelegd voor de bouw van Alfândega. Hierdoor ontstond een barrière tussen de wijk en de rivier.

### Alfândega Nova (Douanegebouw en goederenstation)
Alfândega Nova, meestal kortweg Alfândega genoemd is ontworpen door de Franse architect Jean-François Colson. De bouw begon in 1859 en het eerste deel werd in 1869 in gebruik genomen. In 1879 was het geheel gereed. Het gebouw staat aan de rivieroever op een grote wal aangelegd op het strand van Miragaia. Aan de oostzijde was een goederenstation van de spoorwegen, dat via een deels ondergrondse spoorlijn was verbonden met het station Campanhã. Het complex raakte rond 1980 buiten gebruik. Tegenwoordig is er een transport museum en een congrescentrum in gevestigd. Het gebouw is sinds 2012 een nationaal monument.

### Igreja de São Pedro de Miragaia (Sint-Pieterskeerk van Miragaia)
De Igreja de São Pedro de Miragaia in zijn huidige vorm stamt uit het midden van de 18e eeuw. Er heeft echter een kerk gewijd aan Petrus op deze locatie gestaan sinds de middeleeuwen. De azulejos werden aangebracht in de periode 1863-1876.

### Igreja e Mosteiro de São João Novo (Kerk en klooster van São João Novo)
De bouw van het klooster van São João Novo begon in 1613 naast een al bestaande kerk. De werkzaamheden vorderden echter traag. Uiteindelijk werd de oude kerk gesloopt en werd in 1672 begonnen met de bouw van een nieuwe kerk. De bouw van het complex werd in 1779 afgerond. Met de verbanning van de kloosterorden in 1834 werd het complex eigendom van de staat. Sinds 1863 is het Tribunal Criminal e Correccional do Porto (Strafrechtbank) er gevestigd.

### Palácio de São João Novo
Het Palácio de São João Novo is gebouwd aan het einde van de achttiende eeuw en diende als woonhuis voor een vooraanstaande familie. Tijdens het beleg van Porto werd het gebruikt door het liberale leger als militair ziekenhuis. Na nog diverse andere  gebruikers te hebben gehad, staat het gebouw sinds 1992 leeg. Het is sinds 1977 een nationaal monument.

### Jardim das Virtudes
De Jardim das Virtudes is een park in het dal van de Rio Frio, een klein riviertje dat stroomde aan de westzijde van de oude stad. Met de urbanisatie is de Rio Frio onder de grond verdwenen. Het park wordt gekenmerkt door steile hellingen met een fraai uitzicht over de Douro. In het park bevindt zich de Chafariz das Virtudes, een fontein uit de 17e eeuw met de status van nationaal monument.

### Antigo Clube dos Ingleses
Dit pand in de Rua das Virtudes is gebouwd in de zeventiende eeuw was in eerste instantie eigendom van een religieuze gemeenschap, sinds 1834 van een familie van rijke handelaren en vanaf 1923 van de Clube Inglês do Porto / Oporto British Club. Tegenwoordig is het eigendom van de Portugese staat. Het terras ligt aan een deel van de oude Muralhas Fernandinas. Tijdens het beleg van Porto stond hier een batterij artillerie opgesteld van de liberale troepen. Het pand is sinds 1983 een nationaal monument.

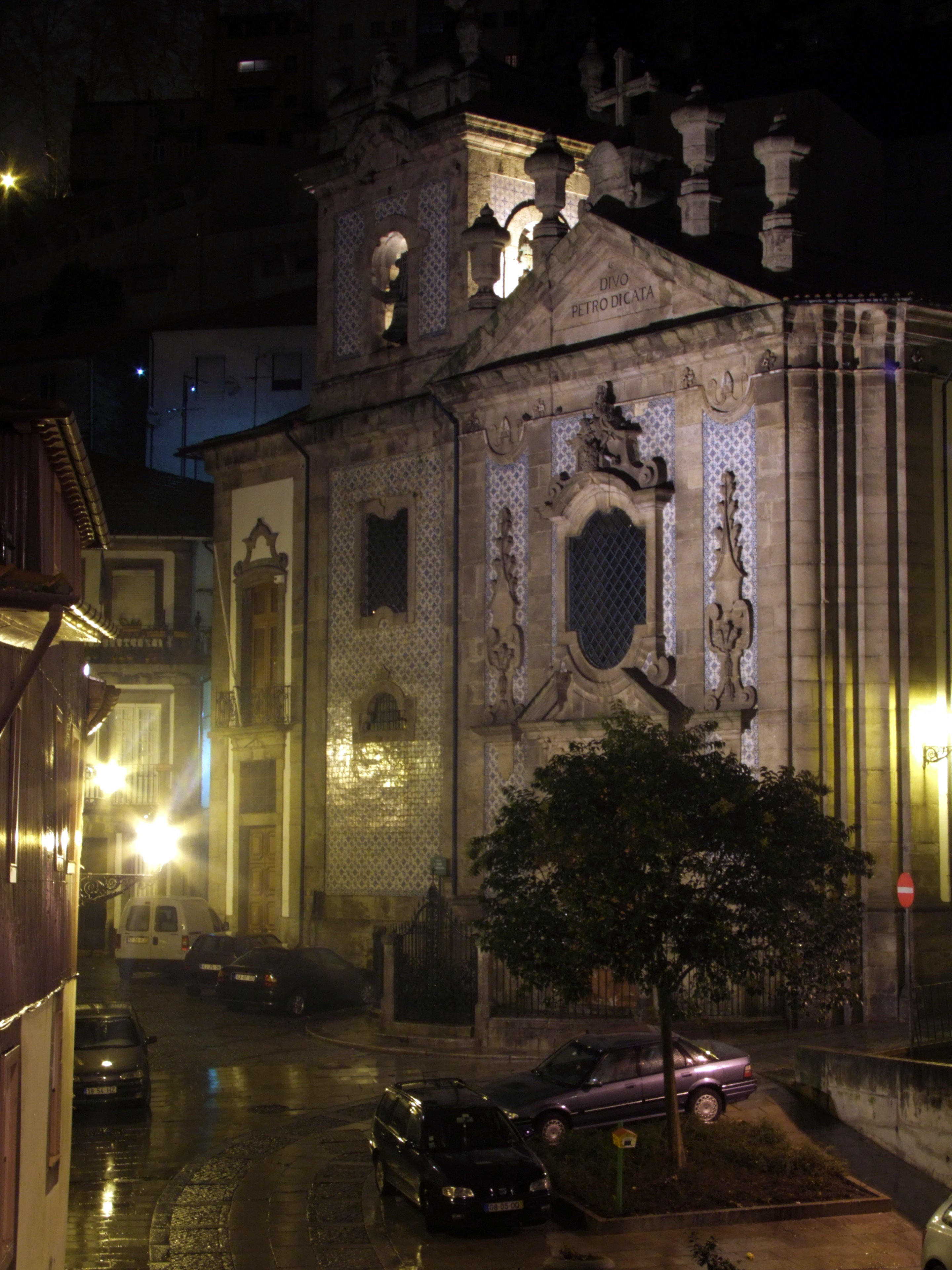
Igreja de São Pedro de Miragaia bij avond
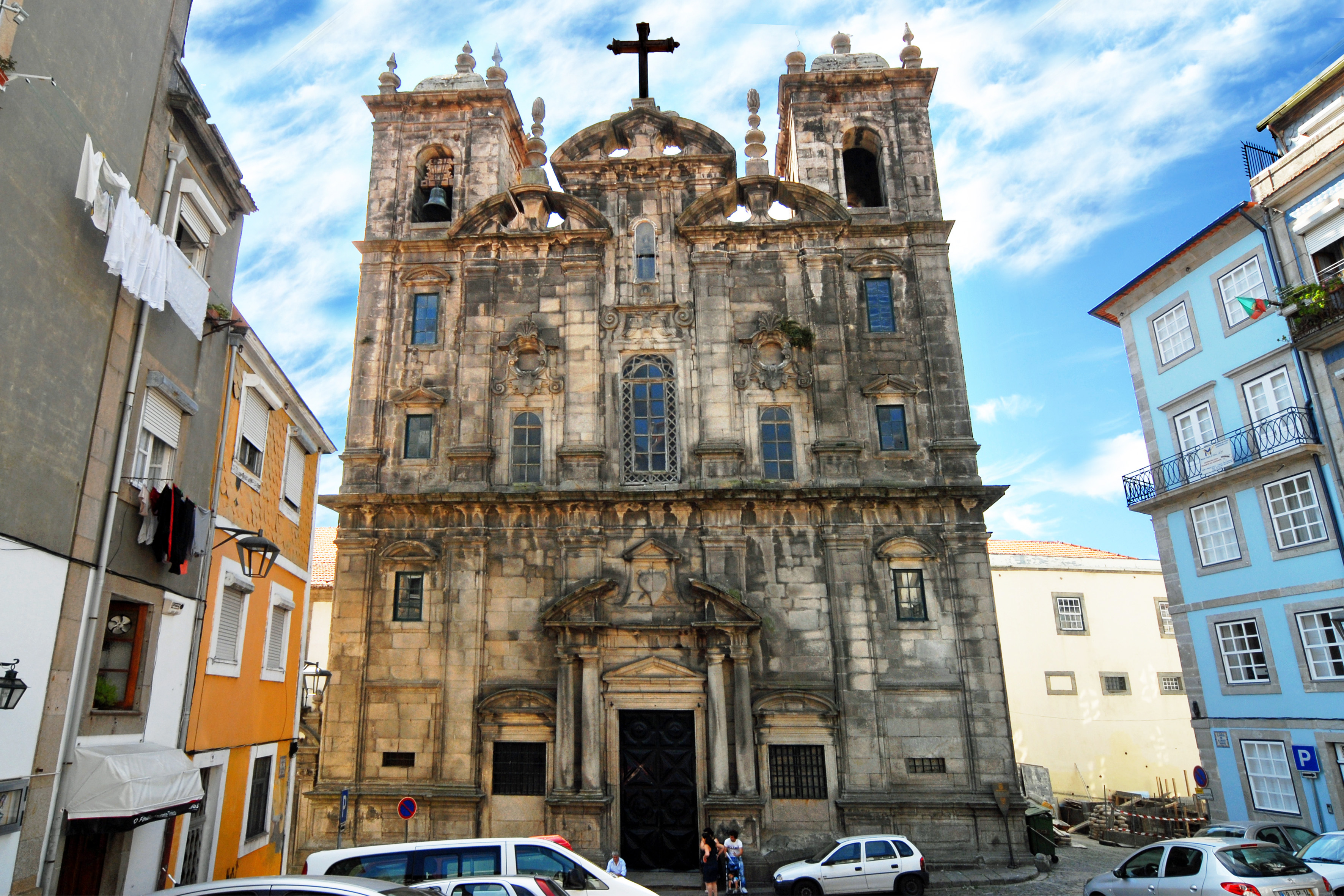
Igreja de São João Novo
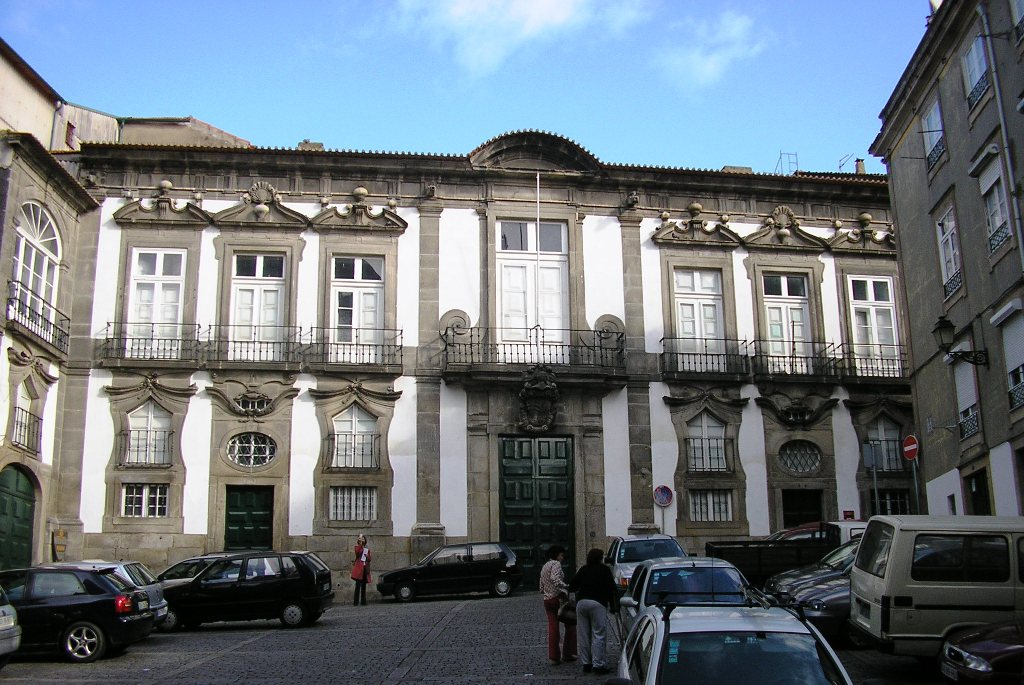
Palácio de São João Novo

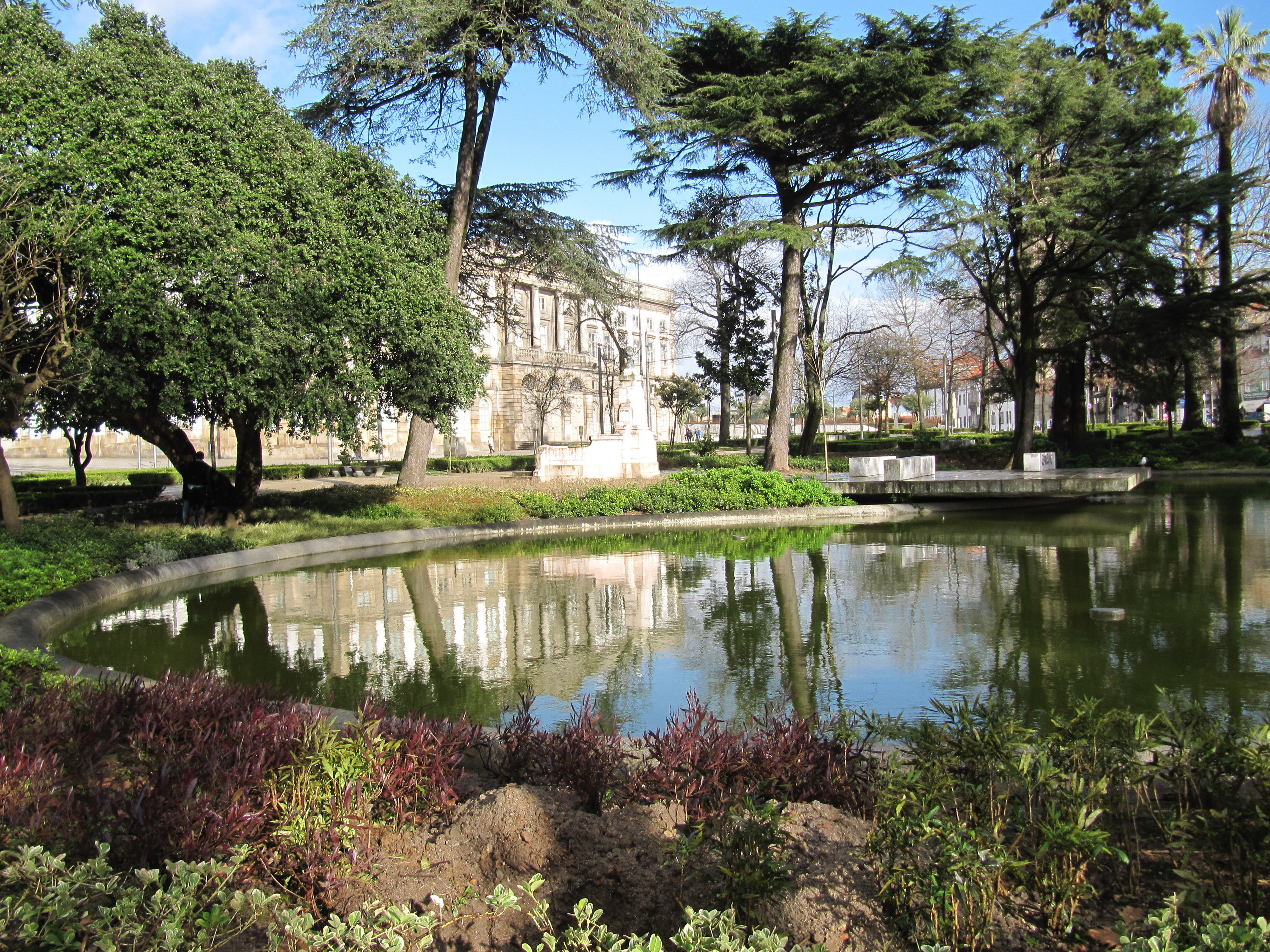
Cordoaria

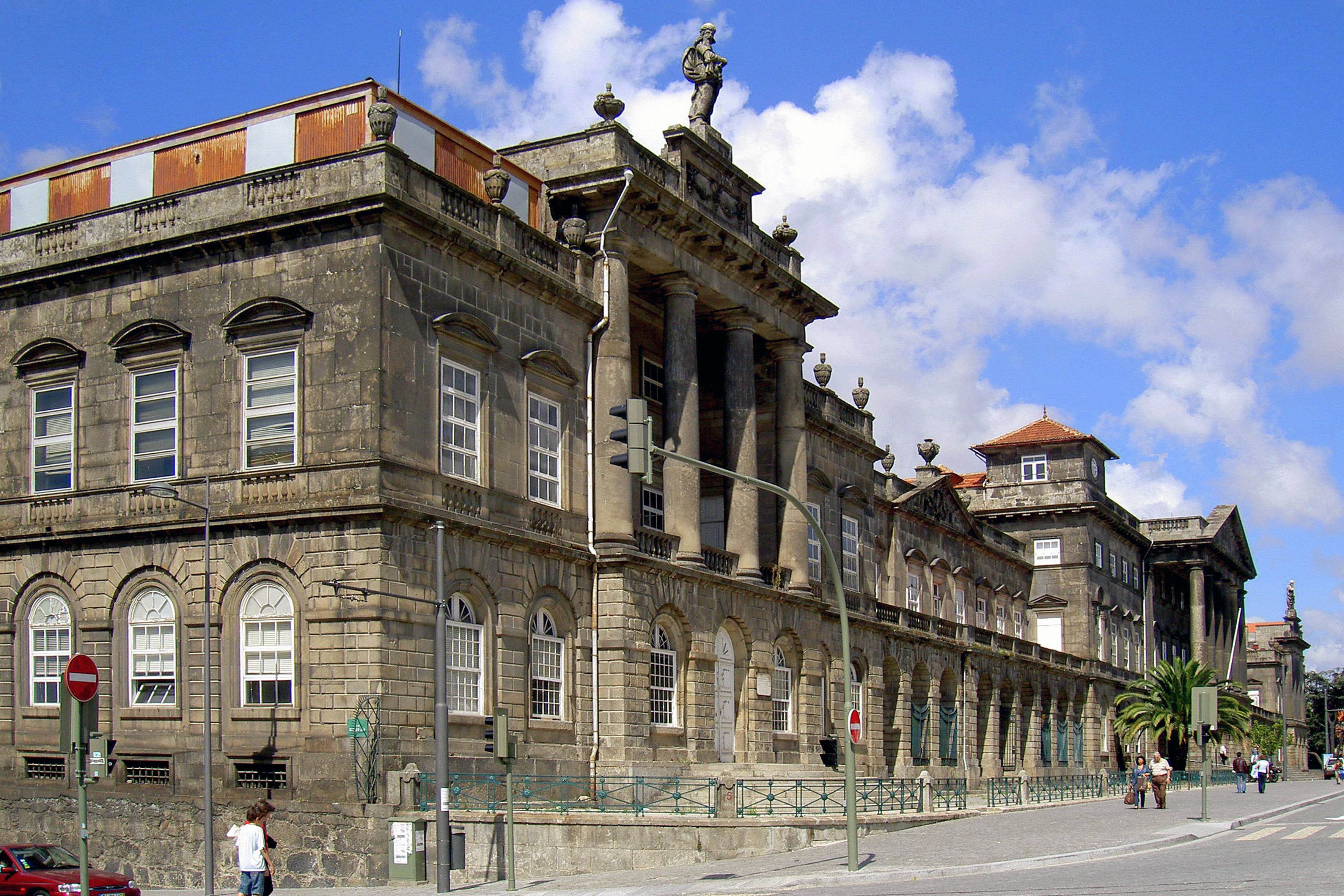
Hospital de Santo António

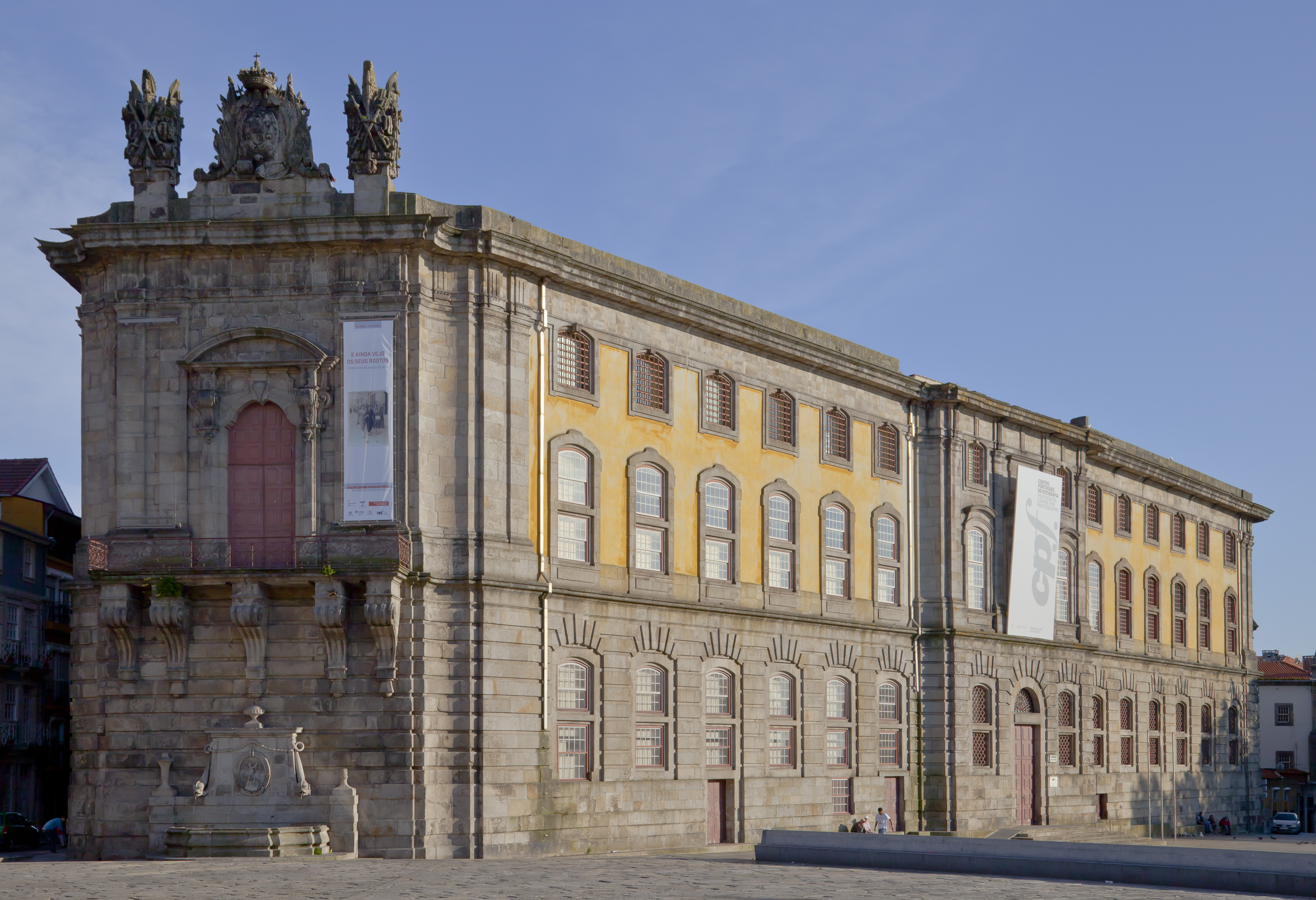
Cadeia da Relação

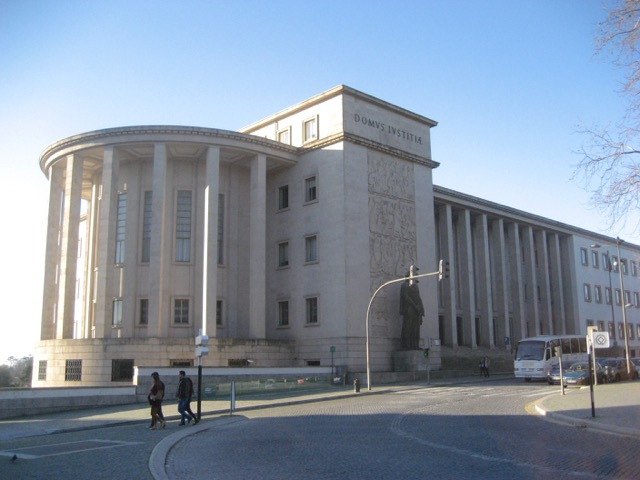
Palácio da Justiça

## Morro do Olival
De Morro do Olival of Morro da Vitória is de heuvelrug in het westen van het stadscentrum. Aan weerszijden stroomden de riviertjes Rio da Vila en de Rio Frio, beiden tegenwoordig geheel overkluisd, aan de noordzijde gaat de heuvel over in het hoger gelegen gebied ten noorden van her centrum.

### Mosteiro e igreja de São Bento da Vitória (Sint-Benedictusklooster en kerk)
De bouw van het Mosteiro e igreja de São Bento da Vitória begon aan het einde van de zestiende eeuw, maar was pas in 1707 gereed. De kerk was een ontwerp van de architect Diogo Marques Lucas. Het complex is sinds 1977 een nationaal monument. Tegenwoordig is in het voormalige klooster het archief van het district Porto gevestigd.

### Cordoaria
De Jardim de João Chagas, beter bekend onder de vroegere naam Jardim de Cordoaria of kortweg Cordoaria is oorspronkelijk aangelegd in 1865. Het oorspronkelijk ontwerp is van Émile David. Het is 1,59 ha groot en ligt in het centrum van de stad in de directe omgeving van Carmo.

### Igreja de São José das Taipas
Deze kerk is gebouwd in de periode 1795-1878 voor de Irmandade das Almas de S. José das Taipas. Het ontwerp is van de architect Carlos Amarante.

### Hospital de Santo António (Sint-Antonius-ziekenhuis)
De bouw van het Hospital de Santo António begon in 1770 naar een ontwerp van de Engelse architect John Carr. Het gebouw was in 1824 gereed en werd in 1910 een nationaal monument. Het ziekenhuis is nog altijd een van de belangrijkste van de stad, mede dankzij moderne uitbreidingen aan de achterzijde die gebouwd zijn aan het einde van de twintigste eeuw.

### Cadeia da Relação (Voormalig gerechtshof en gevangenis)
Dit pand is in 1765-1796 gebouwd als vervanging van een eerder gebouw op dezelfde plaats dat in 1752 was ingestort. Het oorspronkelijke ontwerp was van Eugénio dos Santos, maar na diens dood in 1760 aangepast en gebouwd door Francisco Pinheiro da Cunha. Het pand diende als gerechtshof en gevangenis. Onder degenen die ooit hier gevangen hebben gezeten waren de staatsman António José Severim de Noronha, de beroemde schrijver Camilo Castelo Branco en diens minnares Ana Plácido alsmede journalist en politicus João Chagas. In de laatste jaren voor 1974 was het het hoofdkwartier in Porto van de beruchte geheime politie, de PIDE. Na veertien jaar ongebruikt te zijn werd het gebouw in 1988 gerestaureerd. Tegenwoordig wordt het gebruikt door het Centro Português de Fotografia, een in 1997 ingesteld museum voor Fotografie.

### Palácio da Justiça (Paleis van Justitie)

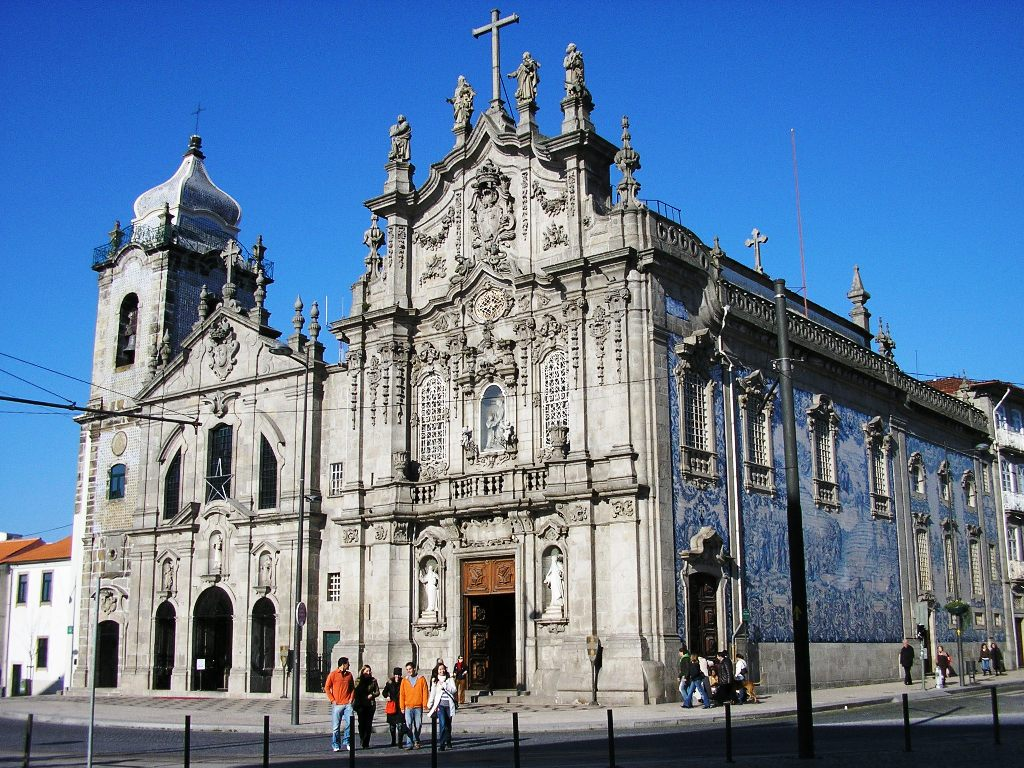
Igreja dos Carmelitas (links) en Igreja do Carmo (rechts)

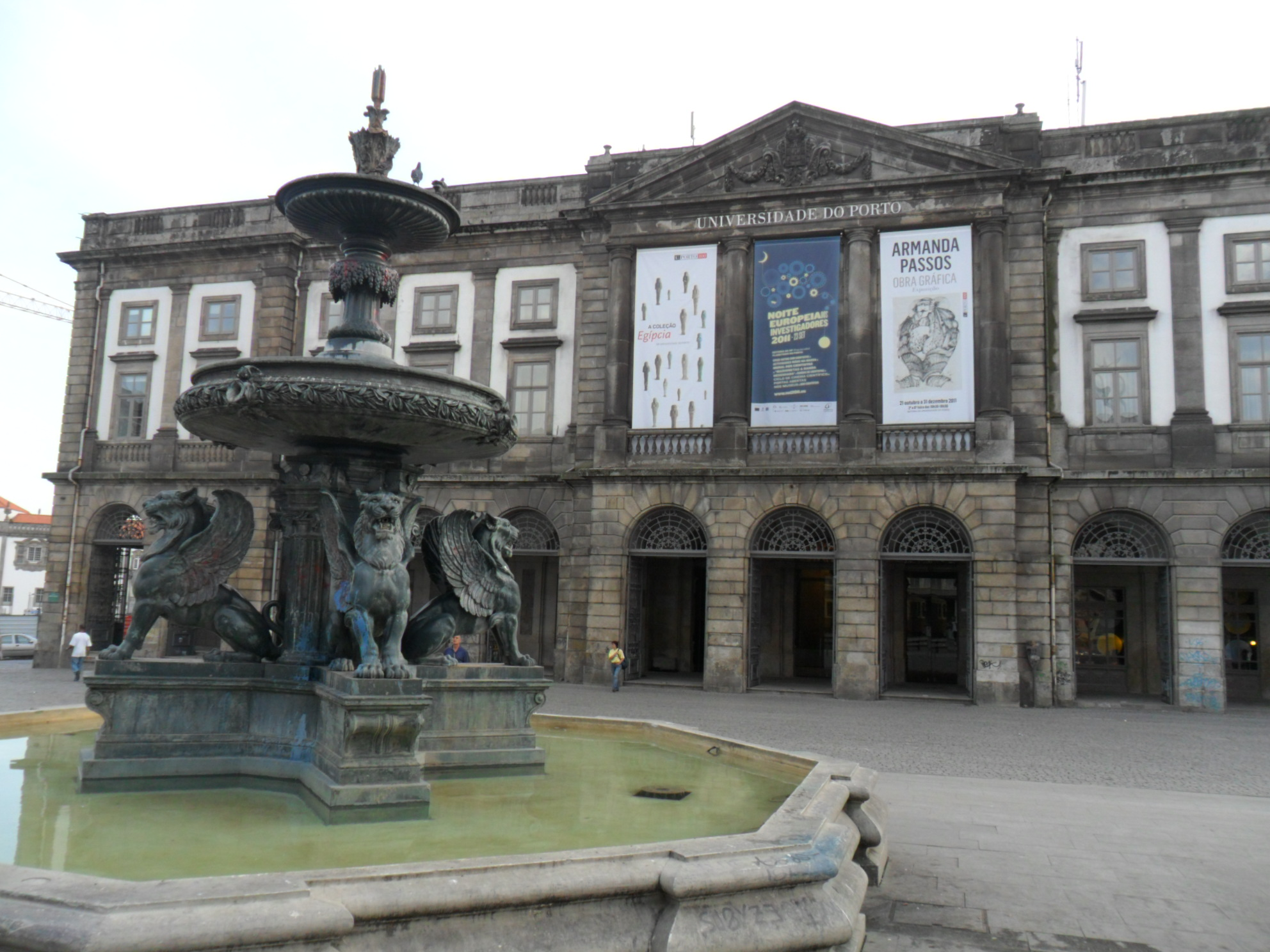
Universiteitsgebouw en Leeuwenfontein (Fonte dos Leões) op Carmo

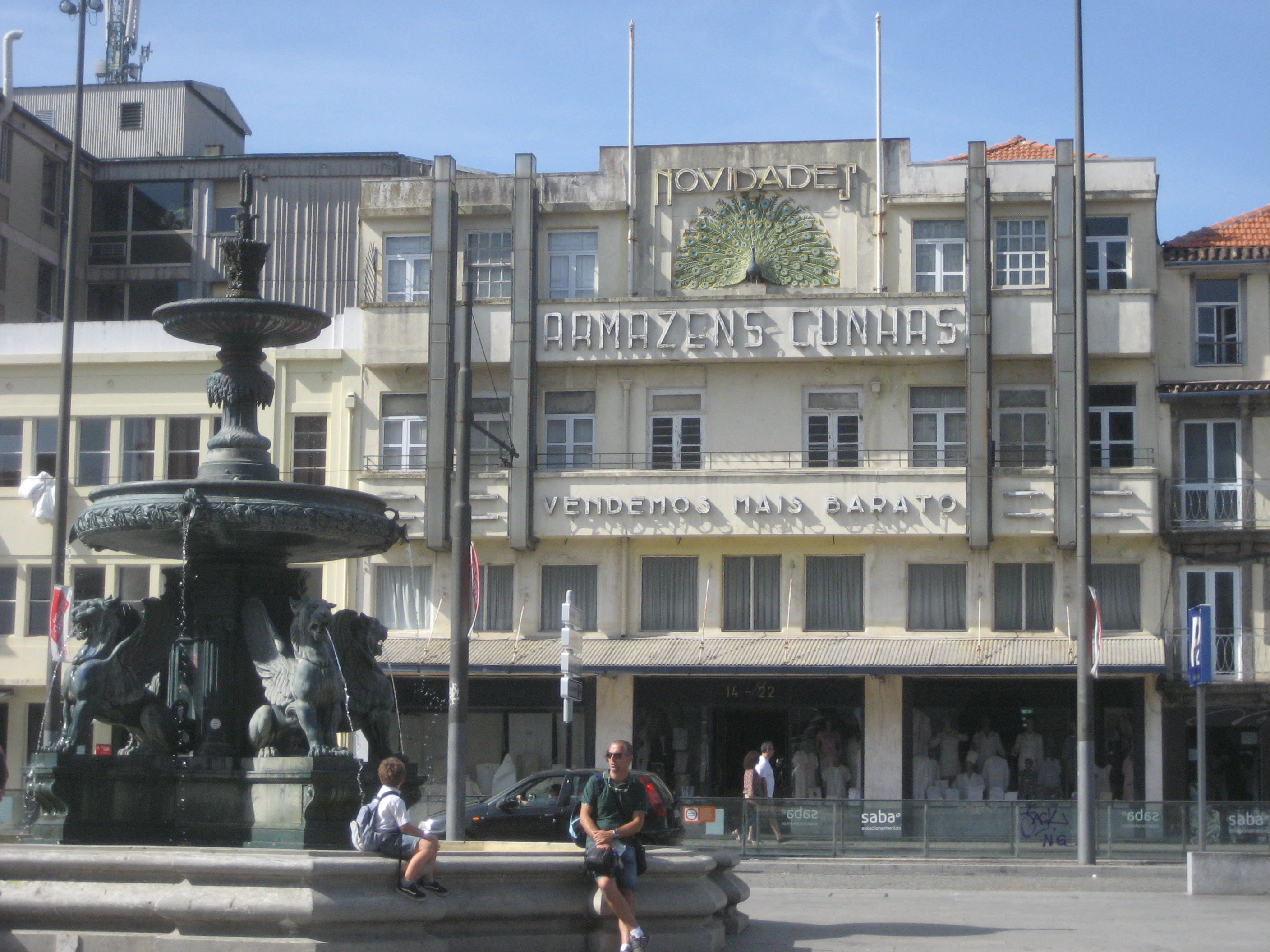
Armazéns Cunhas

Het Palácio da Justiça staat op de locatie waar voorheen de vismarkt was. De bouw begon in 1958 en het geheel granieten gebouw is in 1961 in gebruik genomen. Het ontwerp is van de architect Raul Rodrigues Lima. Voor het gebouw staat een groot standbeeld voorstellende Justitia. Dit standbeeld is van de hand van de beeldhouwer Leopoldo de Almeida. Op de gevel achter het standbeeld zijn granieten panelen ontworpen door de beeldhouwer Euclides Vaz met allegorisches thema's van de vier kardinale deugden.

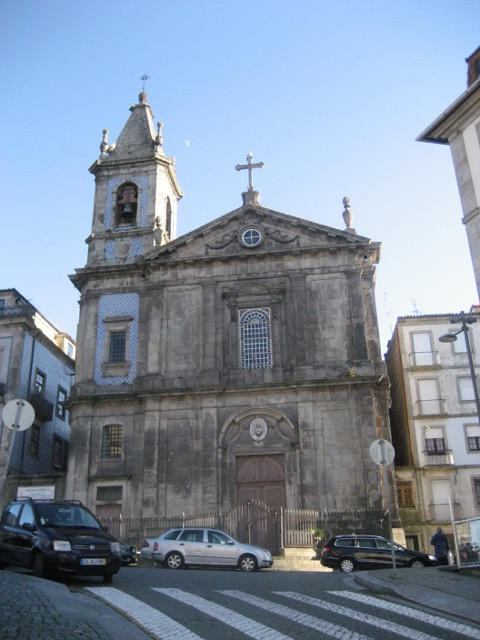
Igreja de São José das Taipas
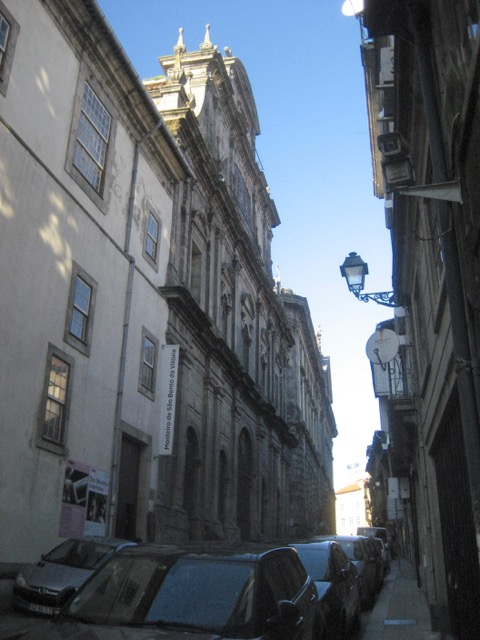
Mosteiro e igreja de São Bento da Vitória
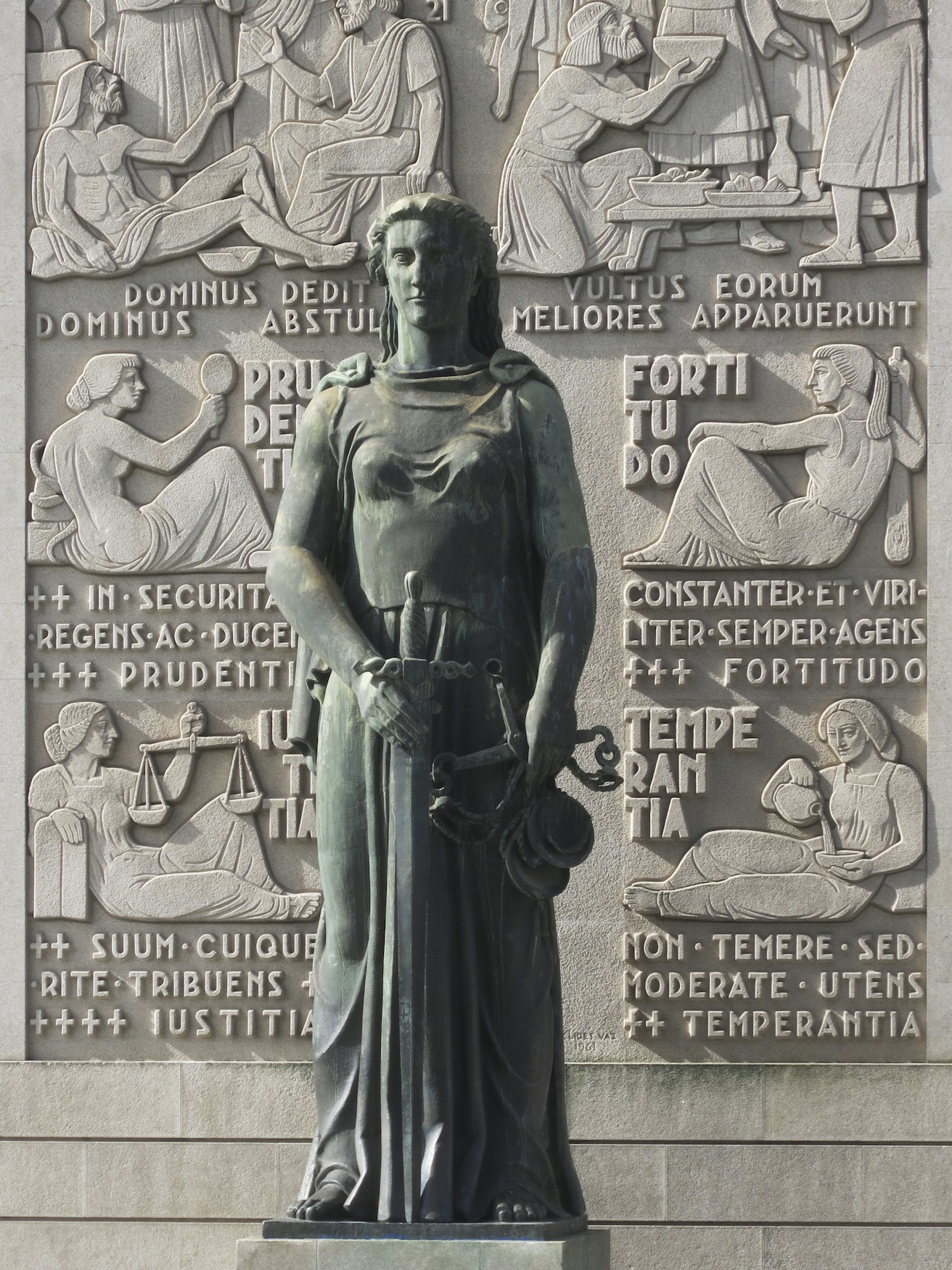
Standbeeld Justitia

## Carmo
De huidige aan elkaar grenzende pleinen Praça de Gomes Teixeira en Praça Parada Leitão worden meestal aangeduid met de naam Carmo. Het eerste plein is het oudste en bestaat sinds 1619. Gedurende het bestaan van dit plein zijn een groot aantal namen, al dan niet officieel, gebruikt: Largo do Carmo, Largo dos Meninos Órfãos, Largo do Colégio de Nossa Senhora da Graça, Praça do Pão, Largo da Feira da Farinha, Praça dos Voluntários da Rainha, Praça da Universidade en Praça dos Leões. Het Praça Parada Leitão bestaat pas sinds de woningen die hier stonden zijn gesloopt aan het begin van de twintigste eeuw. Aan de noordzijde van Carmo staan de Igrejas do Carmo en dos Carmelitas, alsmede een aantal winkels waaronder de Armazens Cunhas. Aan de oostzijde van de Praça de Gomes Teixeira zijn ook winkels. De zuidzijde van dit plein en de oostzijde van de Praça Parada Leitão worden gevormd door het universiteitsgebouw. Aan de westzijde is een blok oude bebouwing met cafés en aan de zuidzijde grenst het aan de Jardim de Cordoaria. Carmo is vaak een levendige locatie waar regelmatig activiteiten plaatsvinden.

### Igrejas dos Carmelitas e do Carmo
De Igreja dos Carmelitas Descalços (Kerk van de ongeschoeide Karmelieten) en de Igreja da Venerável Ordem Terceira de Nossa Senhora do Carmo (Kerk van de Eerbiedwaardige Derde Orde van Onze-Lieve-Vrouw van de berg Carmel) staan naast elkaar en zijn even groot. Ondanks een leeftijdsverschil van 140 jaar en verschil in bouwstijl vormen ze een harmonisch geheel. Beide kerken zijn sinds 2013 een nationaal monument. De Igreja dos Carmelitas is gebouwd in de periode 1616-1628. Het kloostergebouw van de Karmelieten aan de andere zijde van de kerk is nu in gebruik bij de militaire politie GNR (Guarda Nacional Republicana). De Igreja do Carmo is gebouwd in de periode 1756-1768 naar ontwerp van de architect José Figueiredo Seixas. De zijmuur aan de zijde van de Praça de Carlos Alberto is in 1912 bedekt met azulejos.

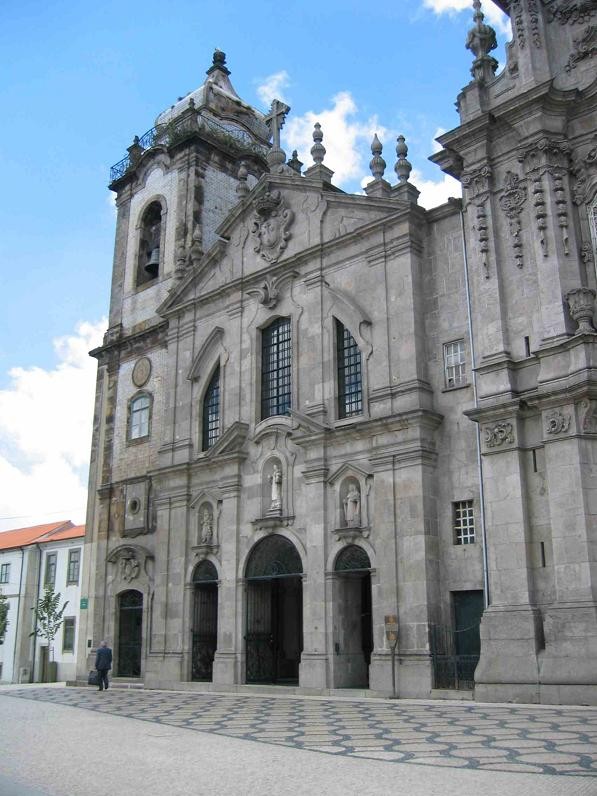
Igreja dos Carmelitas
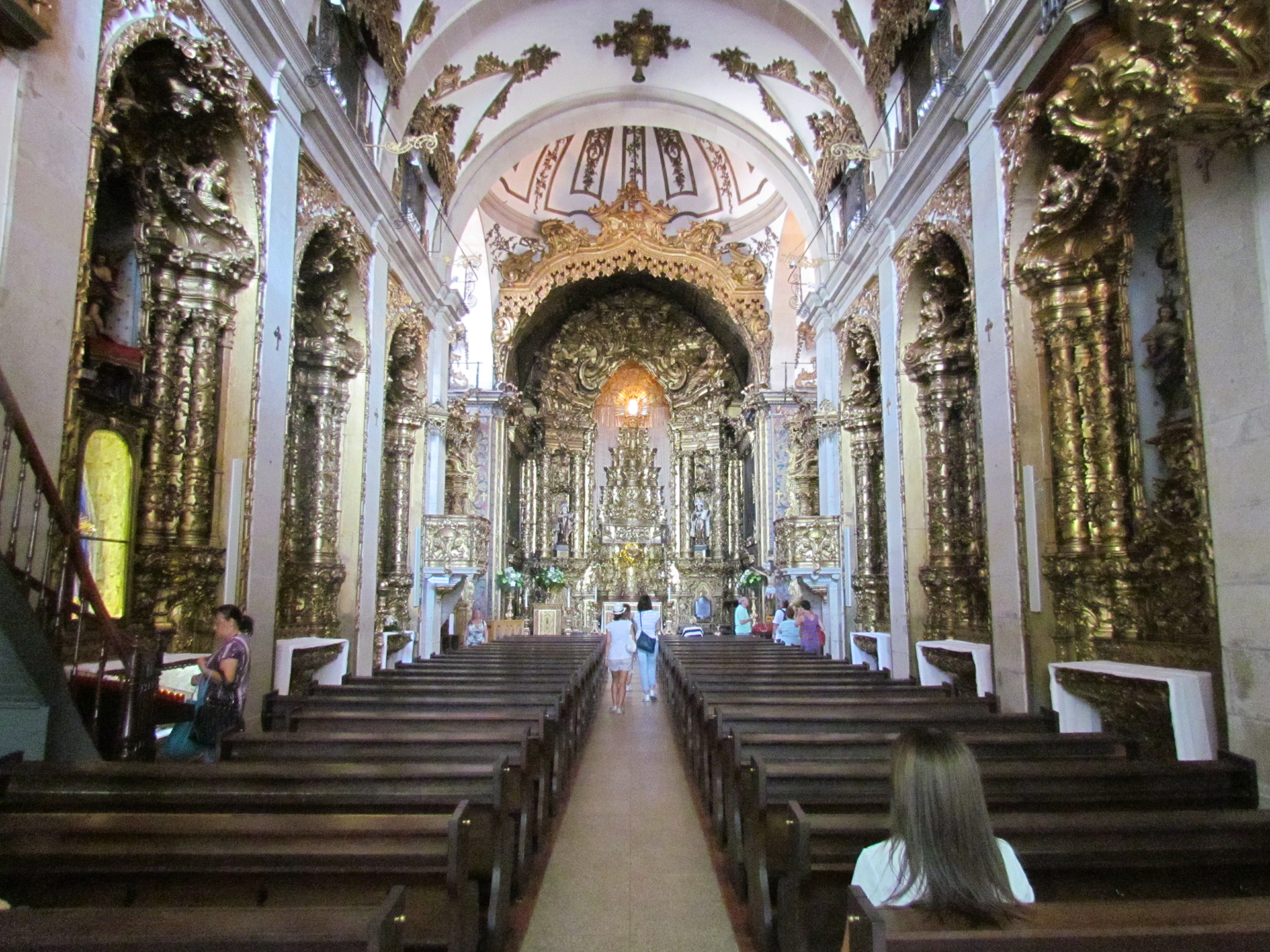
Igreja dos Carmelitas - interieur
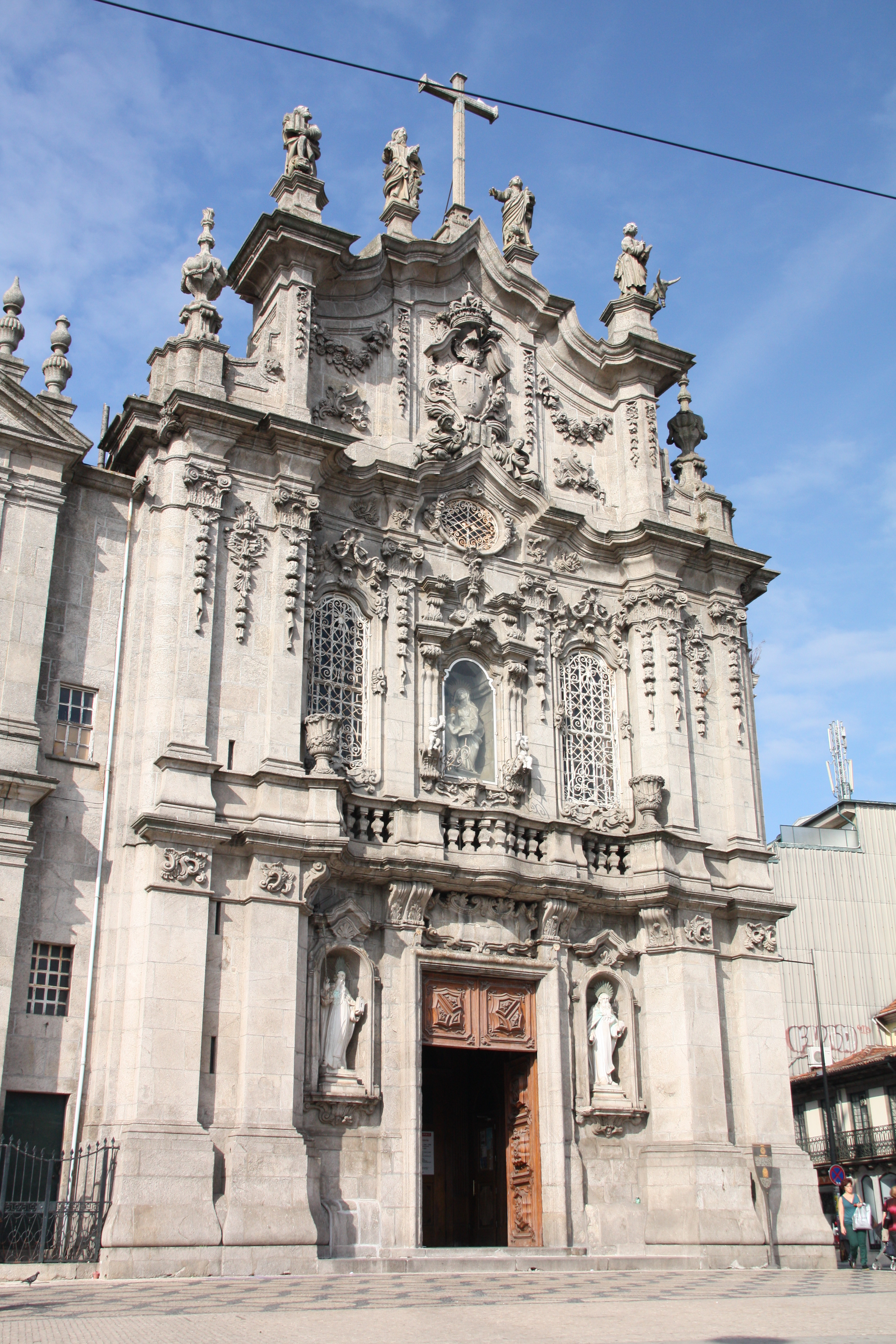
Igreja do Carmo
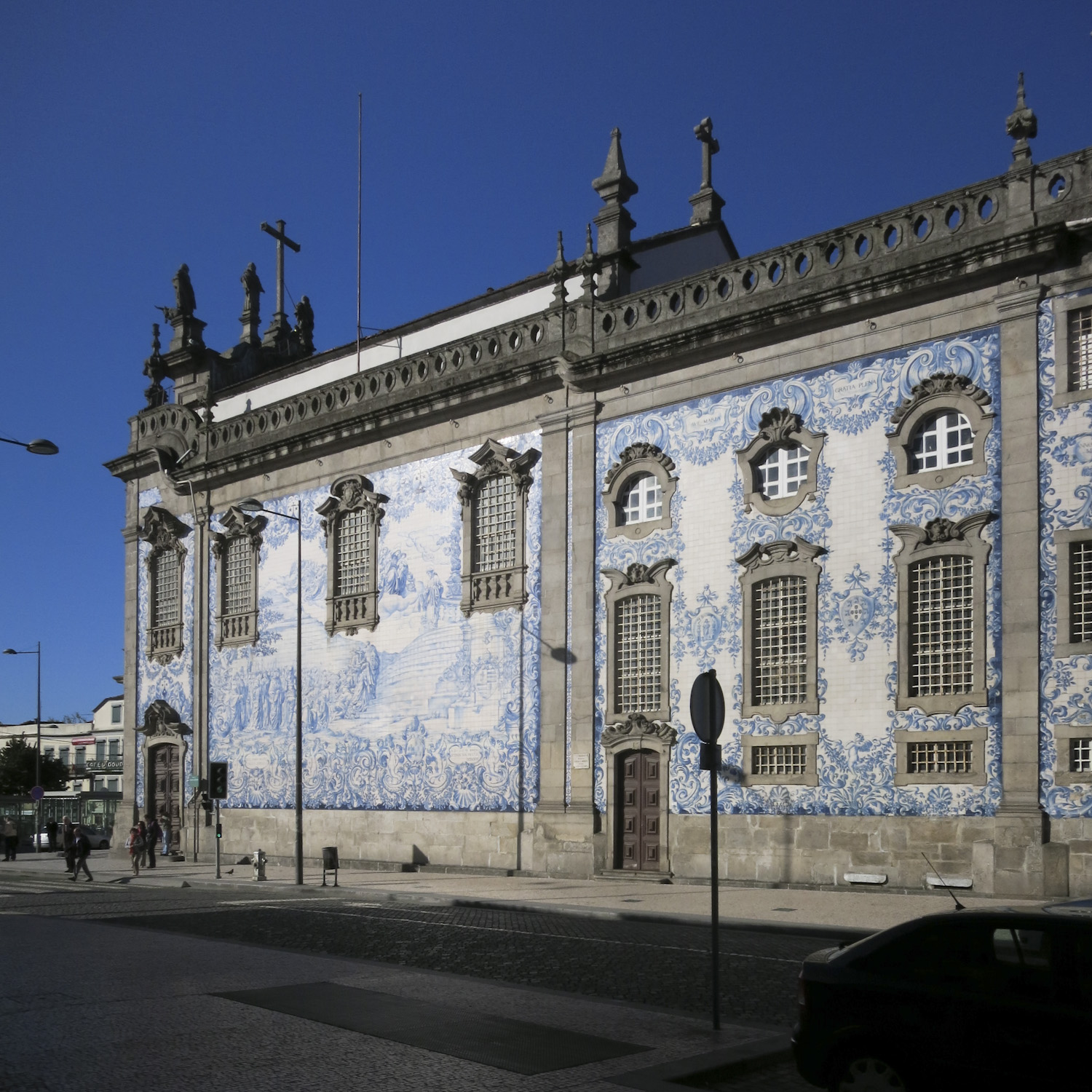
Igreja do Carmo - zijgevel
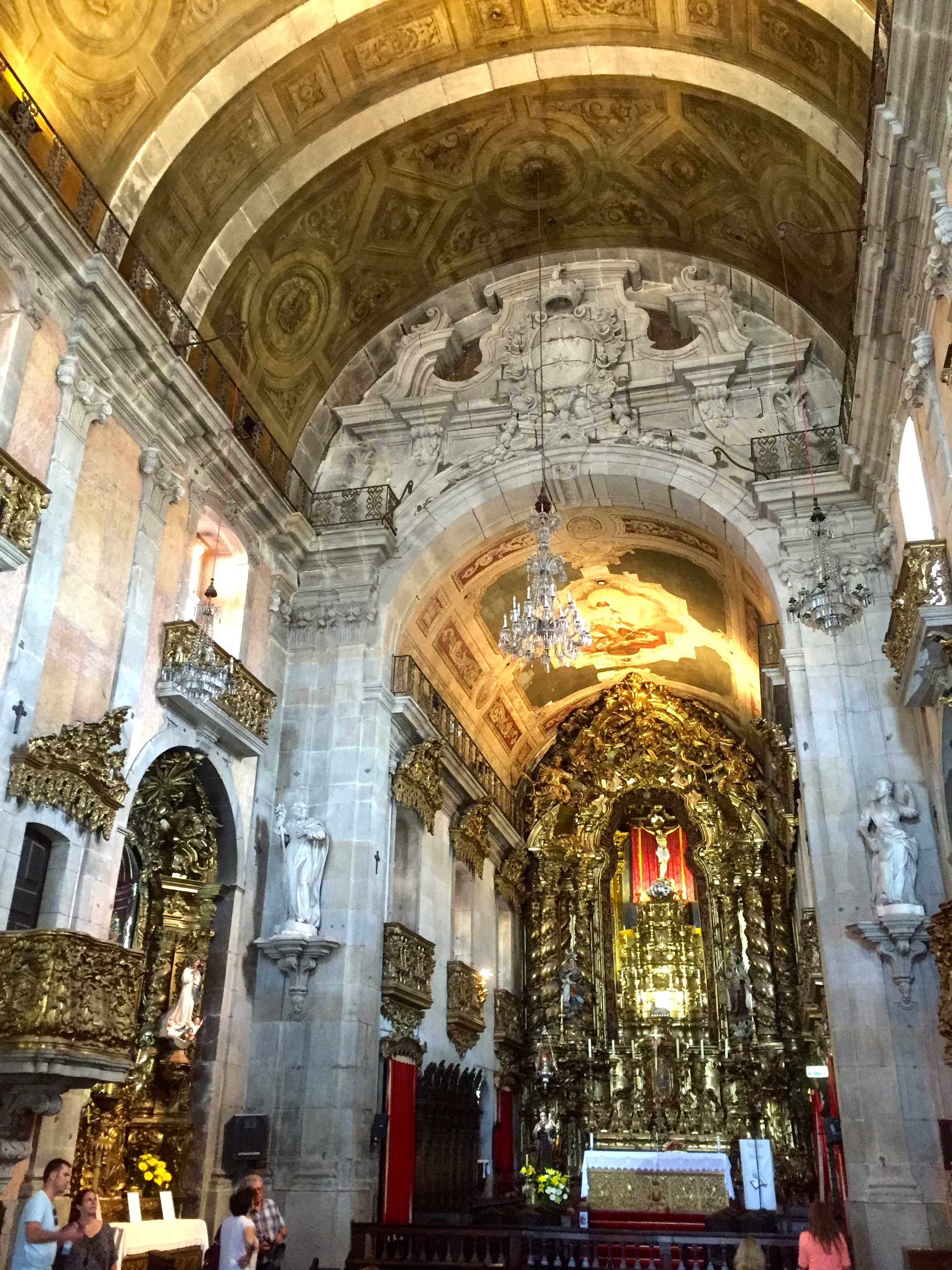
Igreja do Carmo - interieur

### Armazéns Cunhas
De Armazéns Cunhas staan aan de noordzijde van Carmo en bestaan uit drie panden uit de achttiende eeuw die in 1933-1936 zijn samengevoegd en van een nieuwe gevel in art-decostijl voorzien naar een ontwerp van de architecten Manuel Marques, Amoroso Lopes en Coelho Freitas.

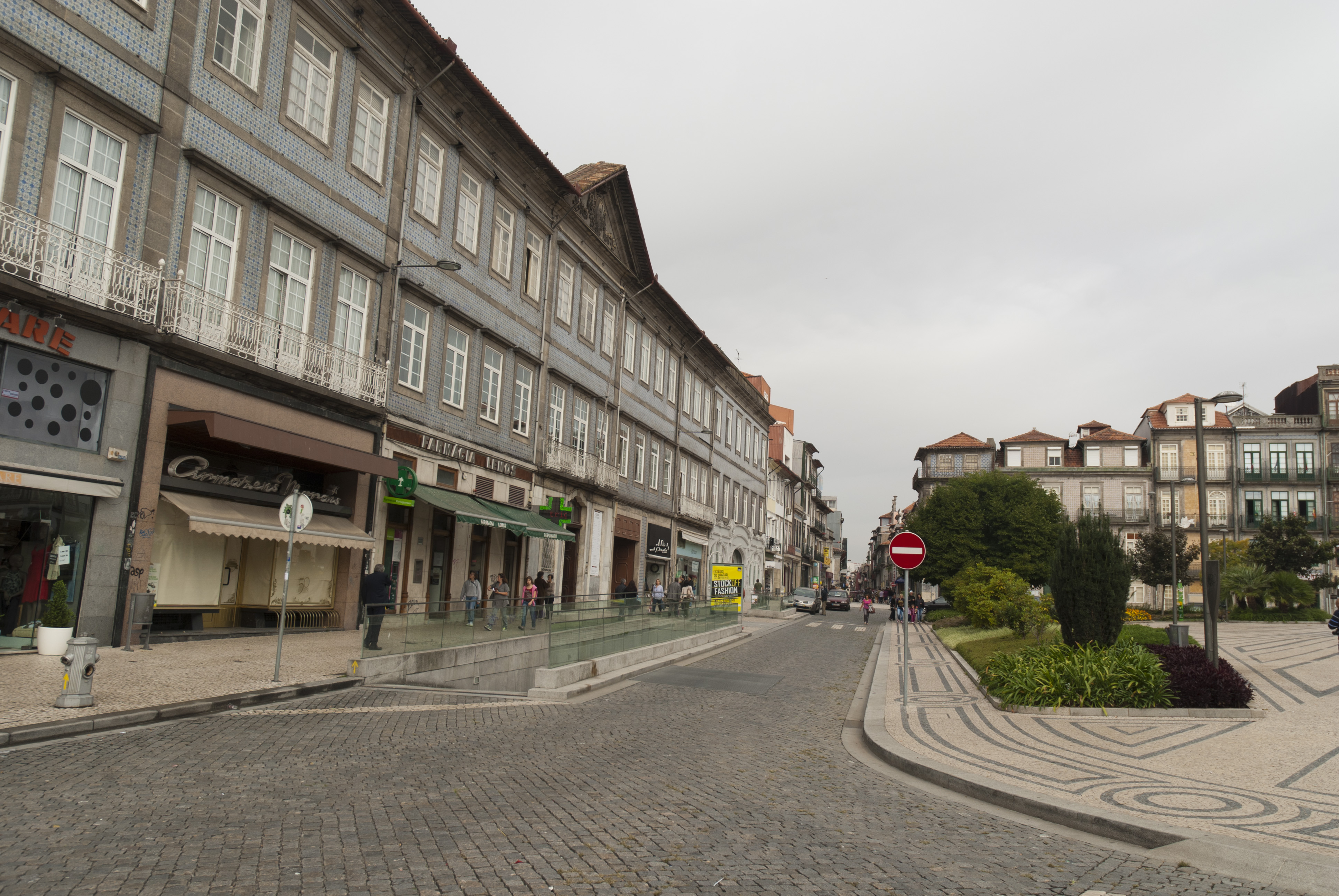
Praça Carlos Alberto - westzijde met het Hospital do Carmo

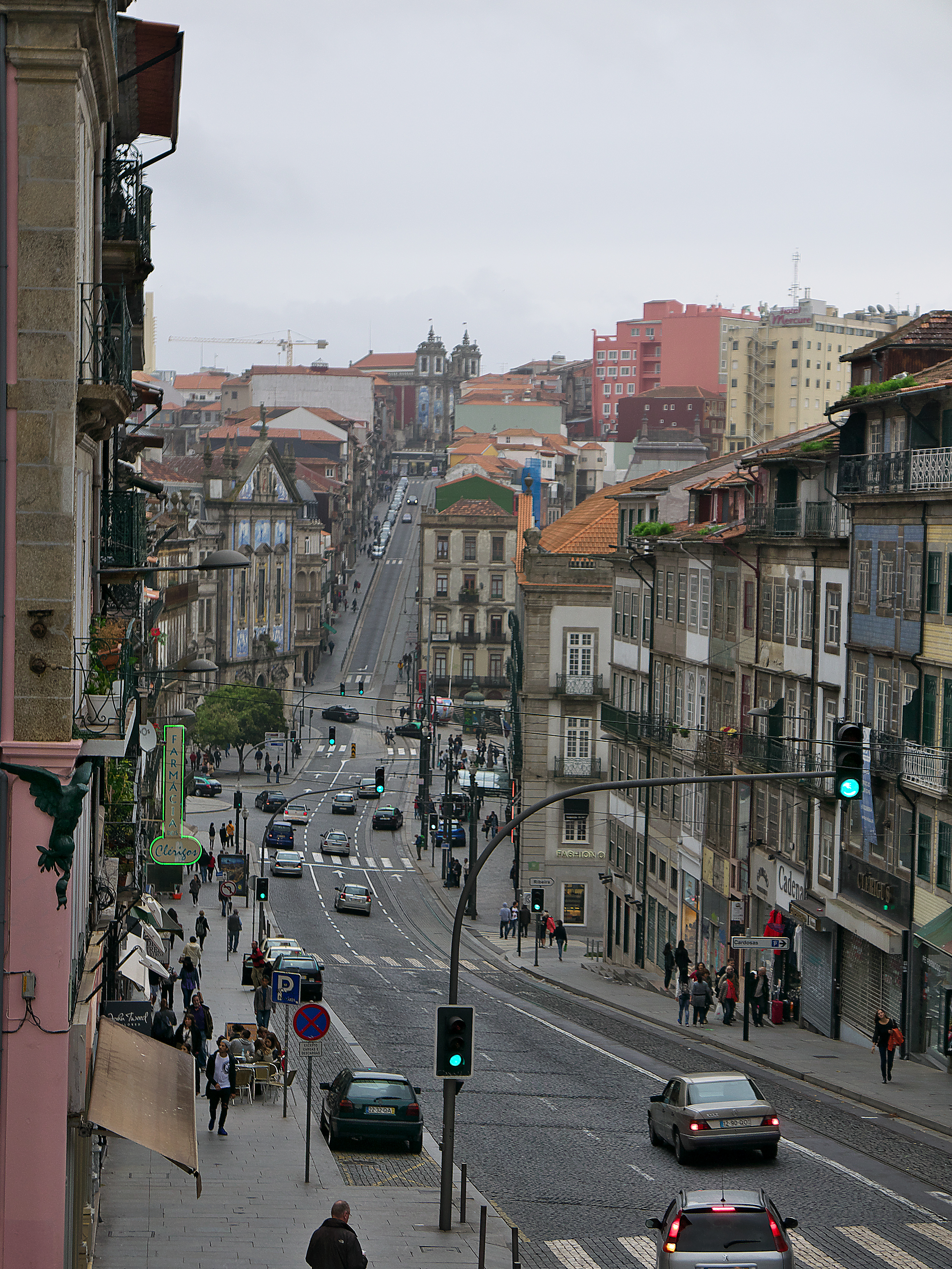
Rua dos Clerigos

## Praça Carlos Alberto
Het Praça Carlos Alberto bevindt zich direct ten noorden van Carmo. Het is ontstaan op de splitsing van de toenmalige wegen richting Braga, tegenwoordig de Rua de Cedofeita, en Guimarães, tegenwoordig de Rua das Oliveiras. De gehele westzijde wordt ingenomen door het Hospital do Carmo (Ziekenhuis van Carmo) dat is gebouwd in het laatste decennium van de achttiende eeuw. Aan de noordzijde bevindt zich halverwege de achttiende eeuw gebouwde Palacete dos Viscondes de Balsemão (Paleis van de Hertogen van Balsemão), tegenwoordig in gebruik bij de Camera Municipal (gemeente) voor de huisvesting van enkele diensten op cultureel gebied. De locatie aan het begin van twee wegen maakte dat er tal van herbergen, maar ook hoefsmeden waren gevestigd. Het plein heette oorspronkelijk dan ook Largo dos Ferradores, maar werd ook wel Feira das Caixas genoemd. De huidige naam Praça Carlos Alberto is naar Karel Albert van Sardinië die tijdens zijn ballingschap kortstondig in het Palacete dos Viscondes de Balsemão heeft gewoond.

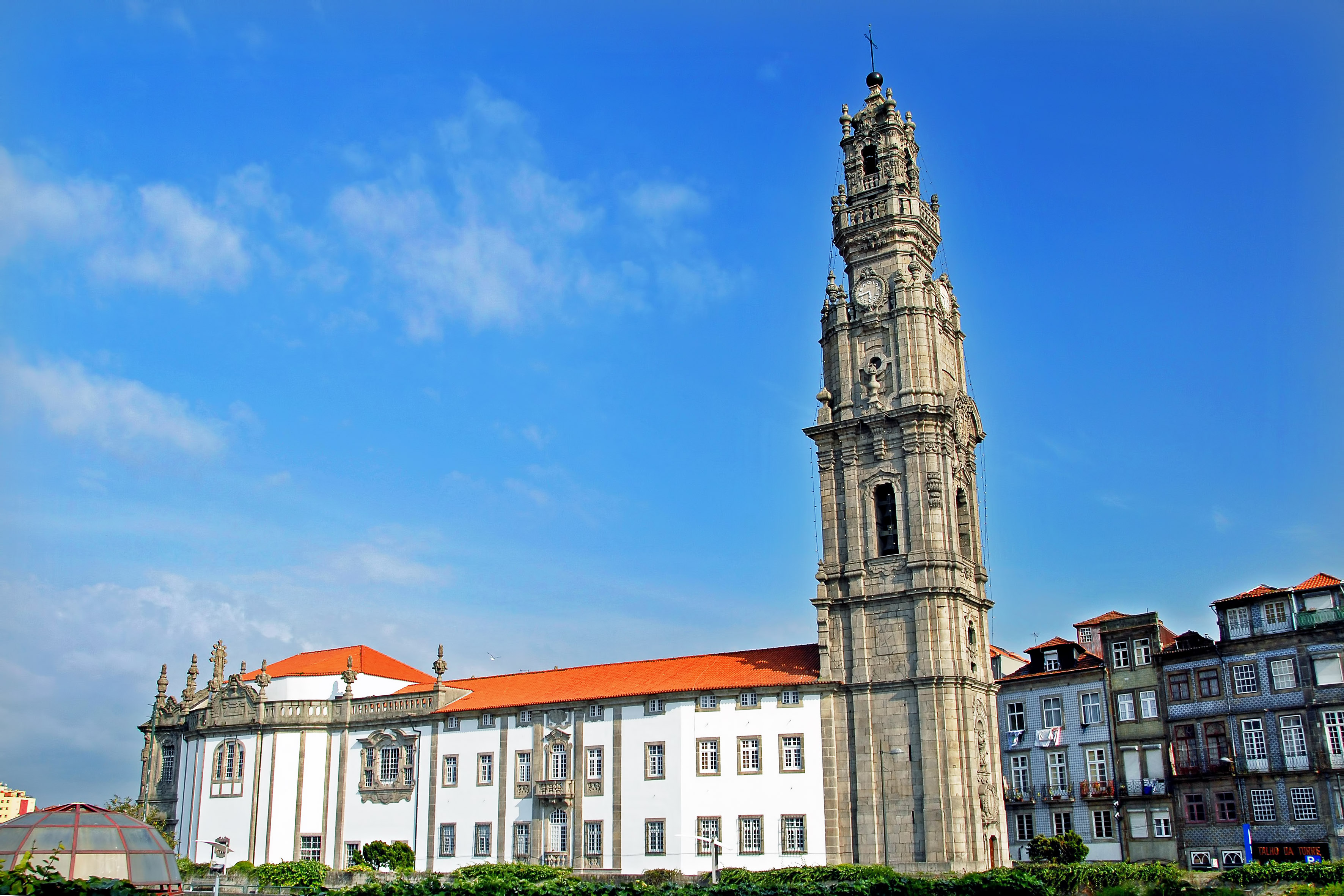
Igreja en Torre dos Clerigos met v.l.n.r. de kerk, het voormalig zieken- en verpleeghuis en de toren

## Rua dos Clerigos en Rua das Carmelitas

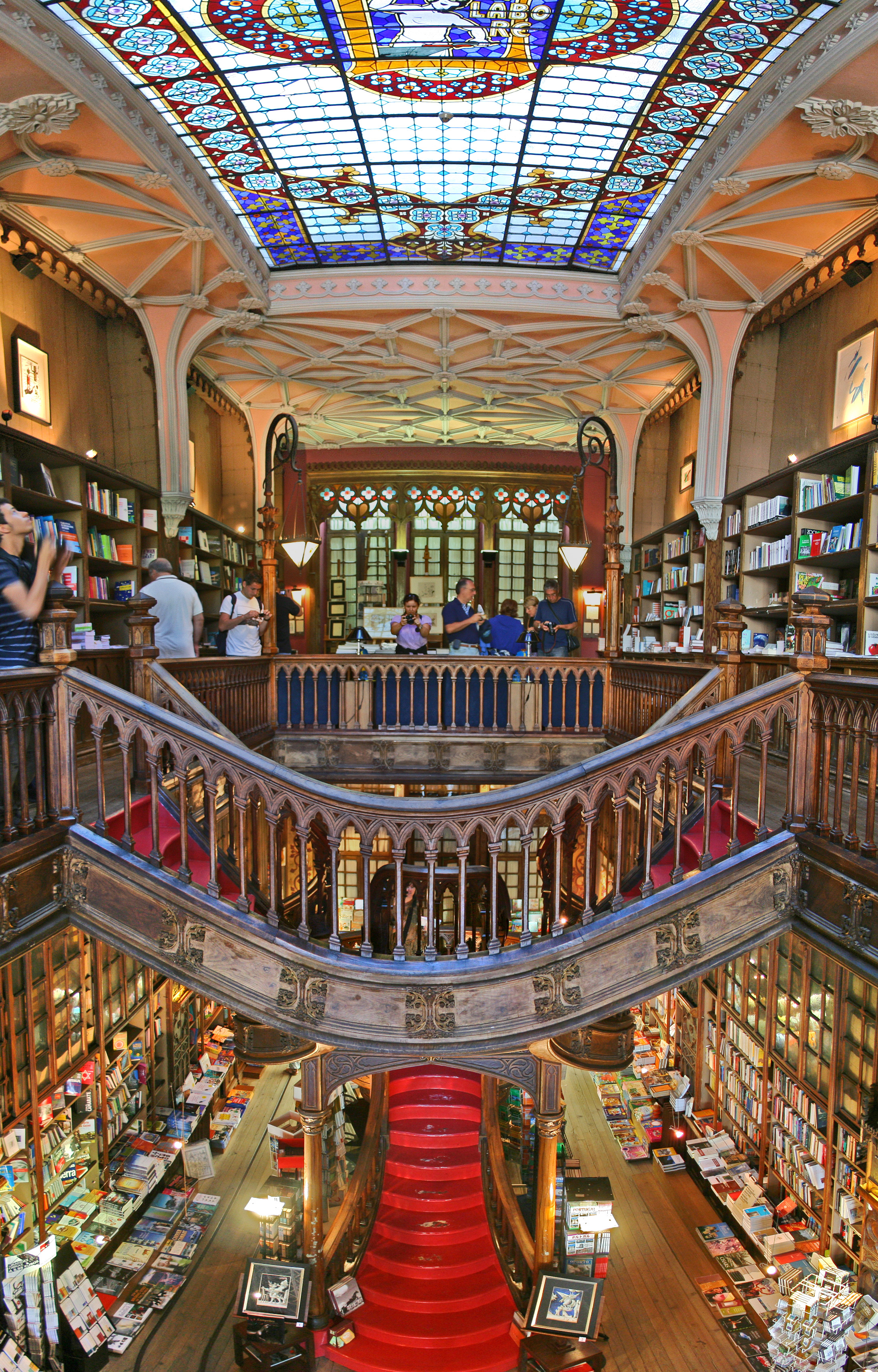
Boekwinkel Lello e Irmão - interieur

De Rua dos Clerigos loopt vanaf Praça da Liberdade in oostelijke richting omhoog als tegenhanger van de Rua de 31 de Janeiro. Samen met de aansluitende Rua das Carmelitas vormt de Rua dos Clerigos de verbinding tussen Praça da Liberdade en Carmo. Beide zijn belangrijke winkelstraten in het centrum.

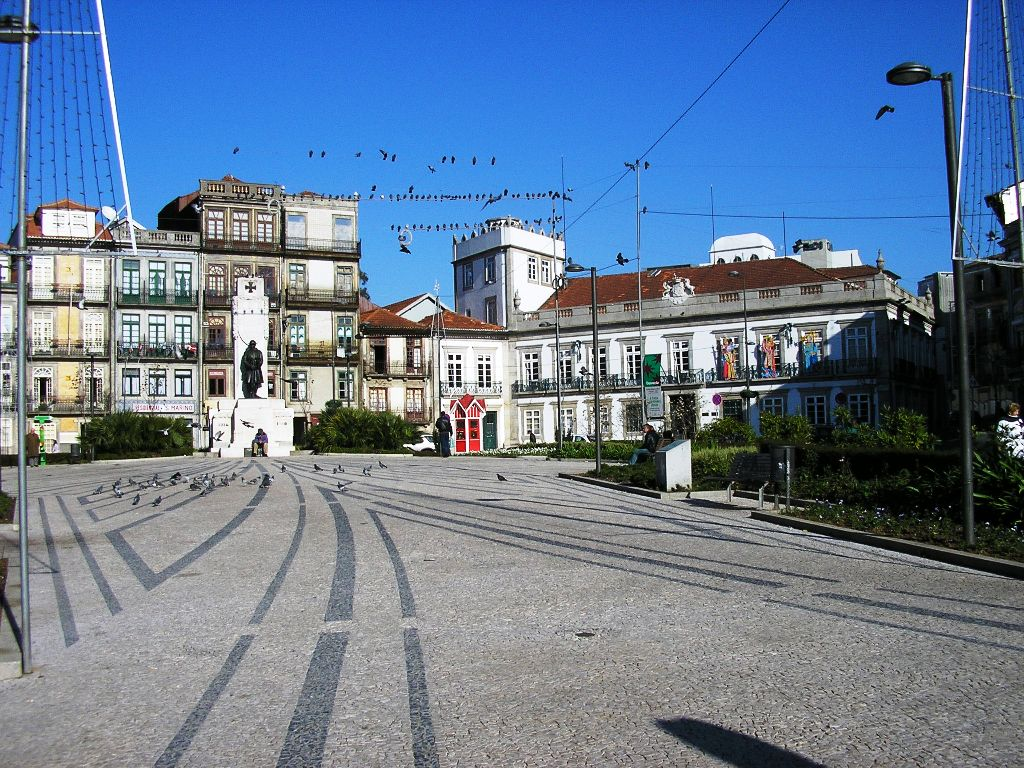
Praça Carlos Alberto - noordzijde met het Palacete dos Viscondes de Balsemão
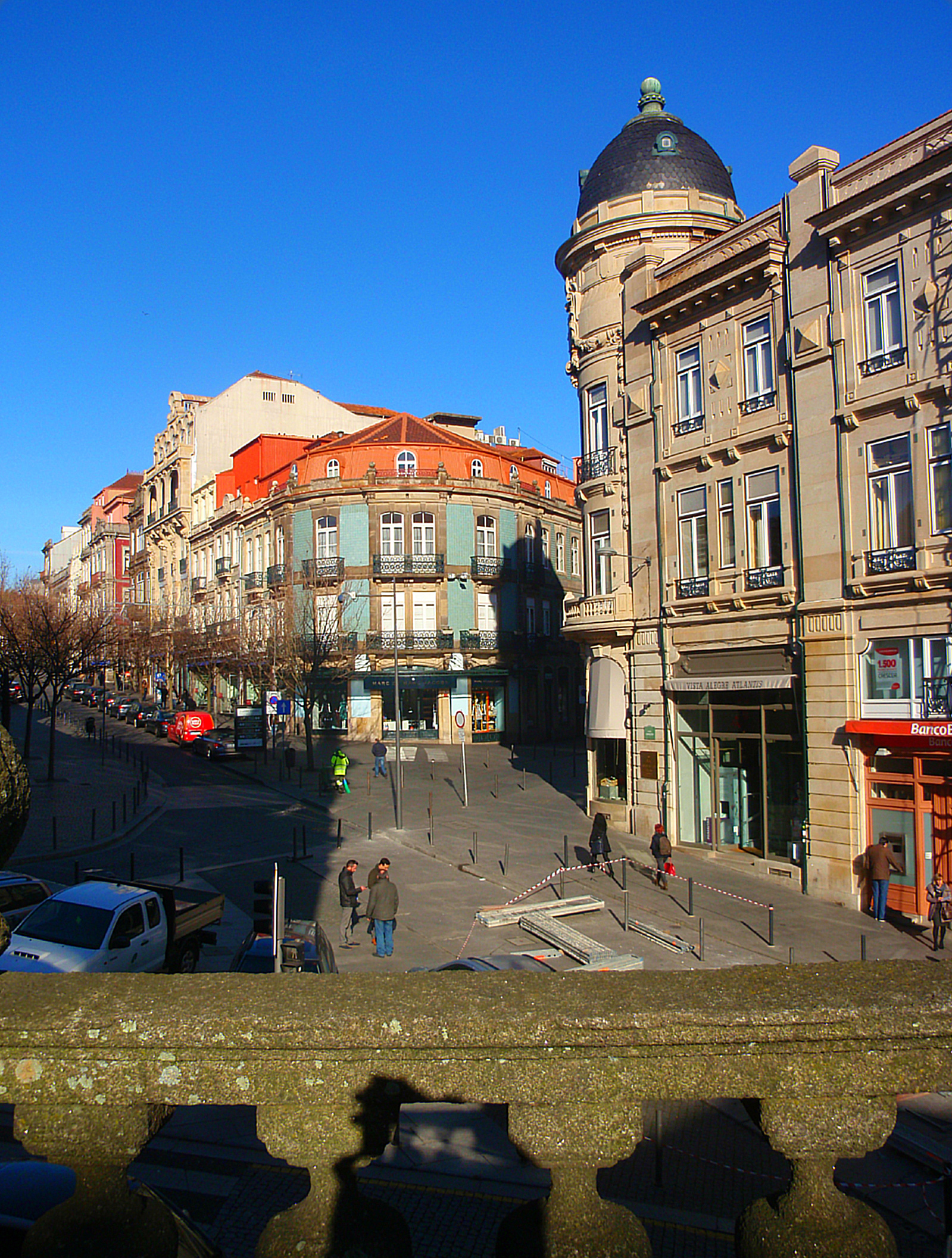
Rua das Carmelitas

### Igreja dos Clérigos en Torre dos Clérigos
Dit complex van kerk, zieken- en verpleeghuis en toren is een ontwerp van Nasoni. Staand aan de top van de Rua dos Clerigos is de kerk een van de meest prominente in de stad. De bouw begon in 1732 en de kerk werd ingewijd in 1748. De constructie van de trappen voor de hoofdingang begon echter pas in 1750 en duurde vier jaar. Het deel van het complex tussen de kerk en de toren is een (voormalig) zieken- en verpleeghuis, waarvan de bouw begon in 1753. De klokkentoren is gebouwd in de periode 1754-1763. Met 75 meter is het de hoogste kerktoren van Portugal. Aangezien de toren vrijwel op de top van een heuvelrug (Morro do Olival) staat steekt hij hoog boven de oude stad uit. Het complex is sinds 1910 een nationaal monument.

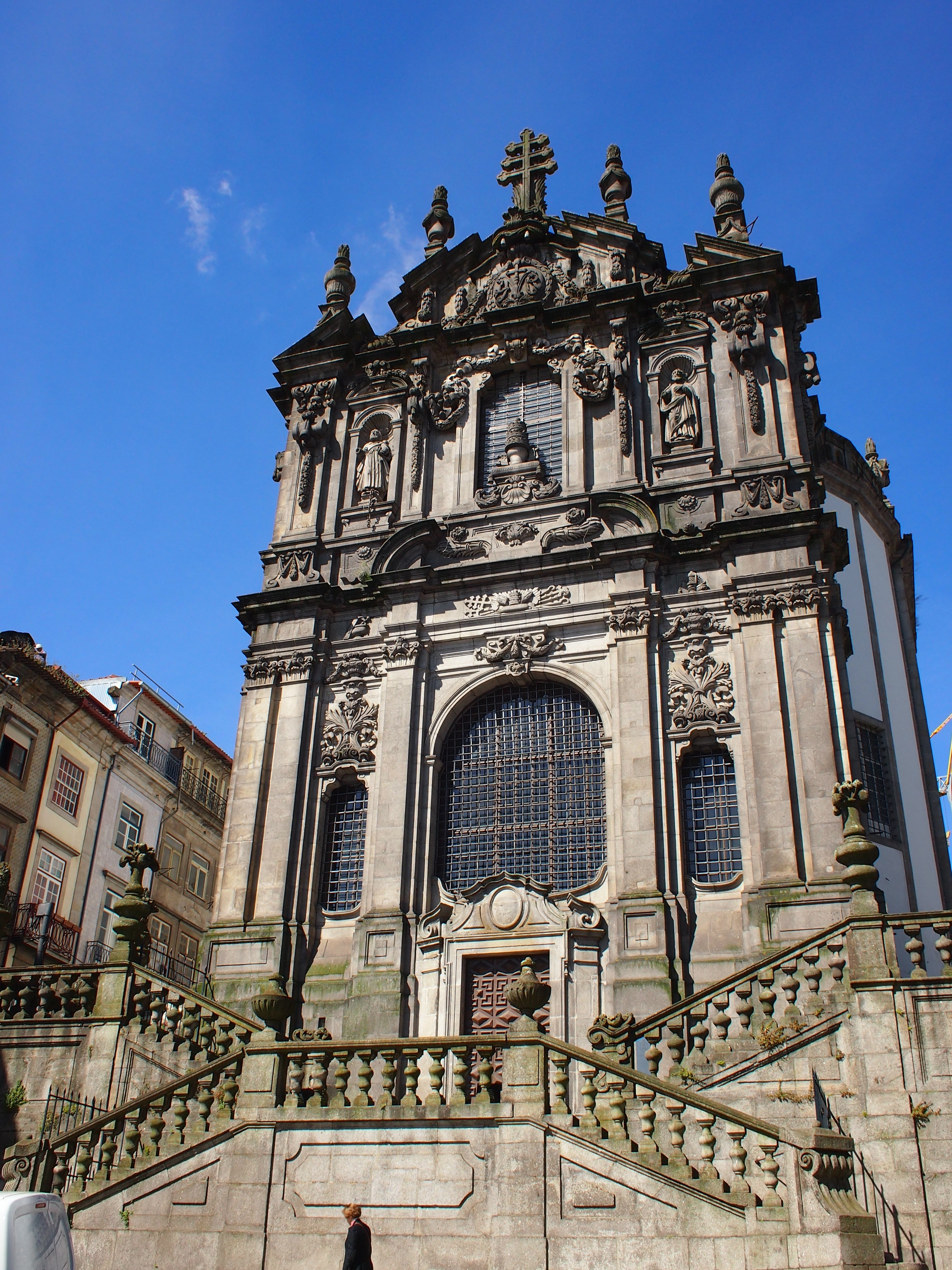
Igreja dos Clérigos - gevel aan de top van de Rua dos Clerigos
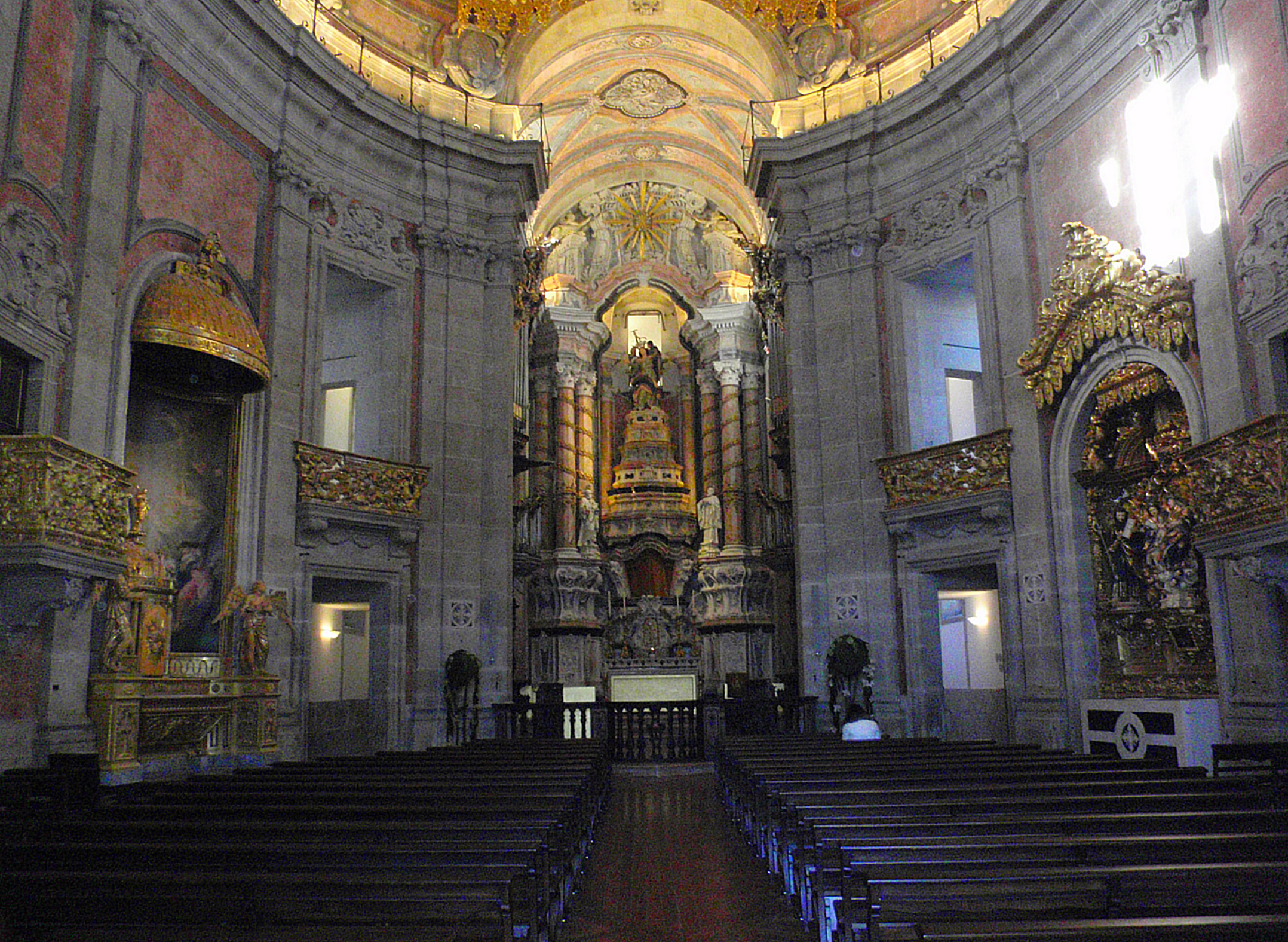
Igreja dos Clérigos - interieur
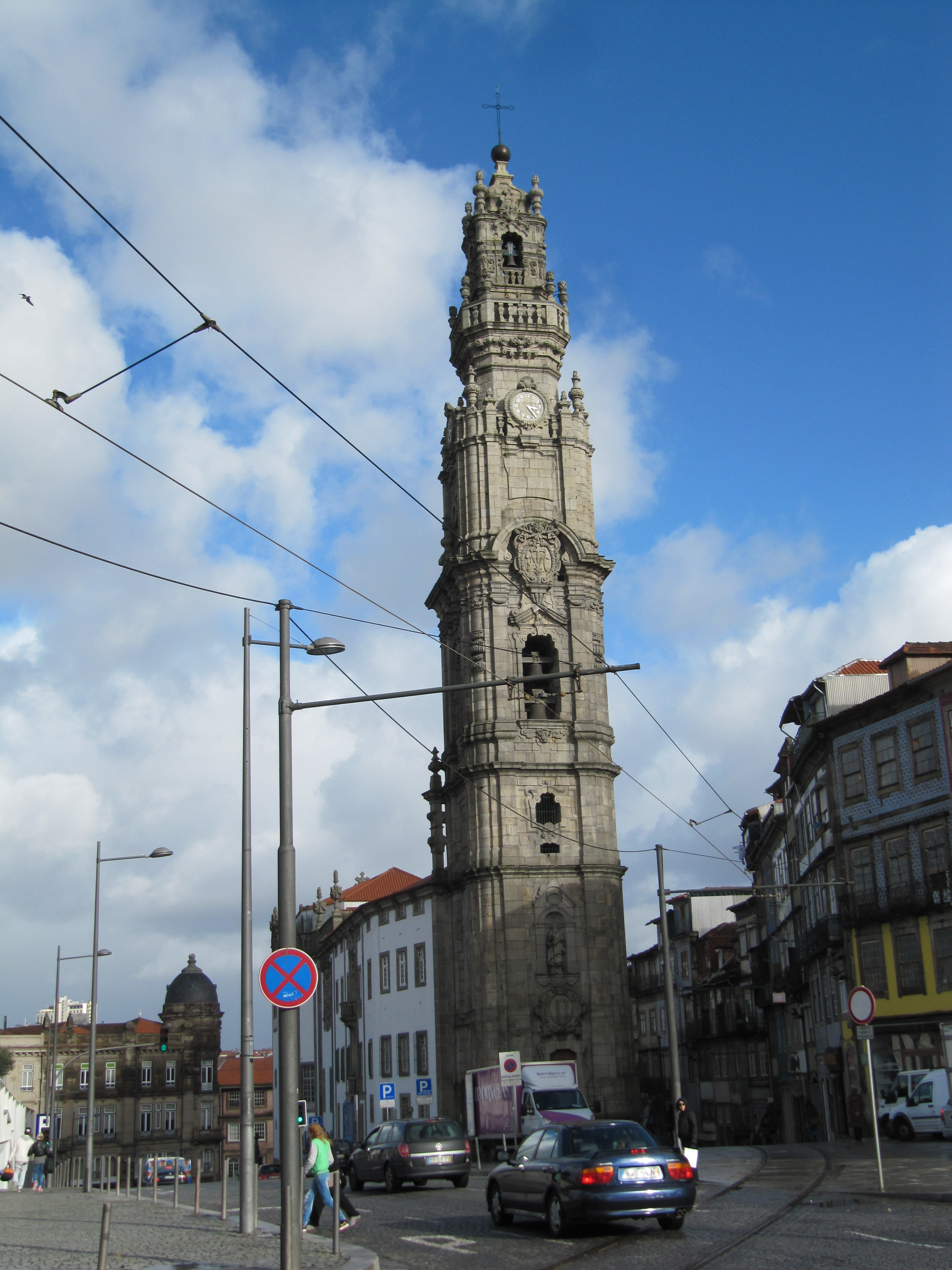
Torre dos Clérigos

### Boekwinkel Lello e Irmão
Deze boekwinkel aan de Rua das Carmelitas werd geopend in 1906 en is wereldberoemd wegens het interieur. Tegenwoordig is het een van de belangrijkste bezienswaardigheden in de stad en de toeloop van toeristen die niets kochten was dermate groot dat sinds juli 2015 een toegangsprijs van € 3 wordt geheven om de kosten van het in stand houden van het pand mede te kunnen dekken. Deze toegangsprijs wordt in mindering gebracht op de prijs indien men iets koopt. Het pand is sinds 2013 een nationaal monument.

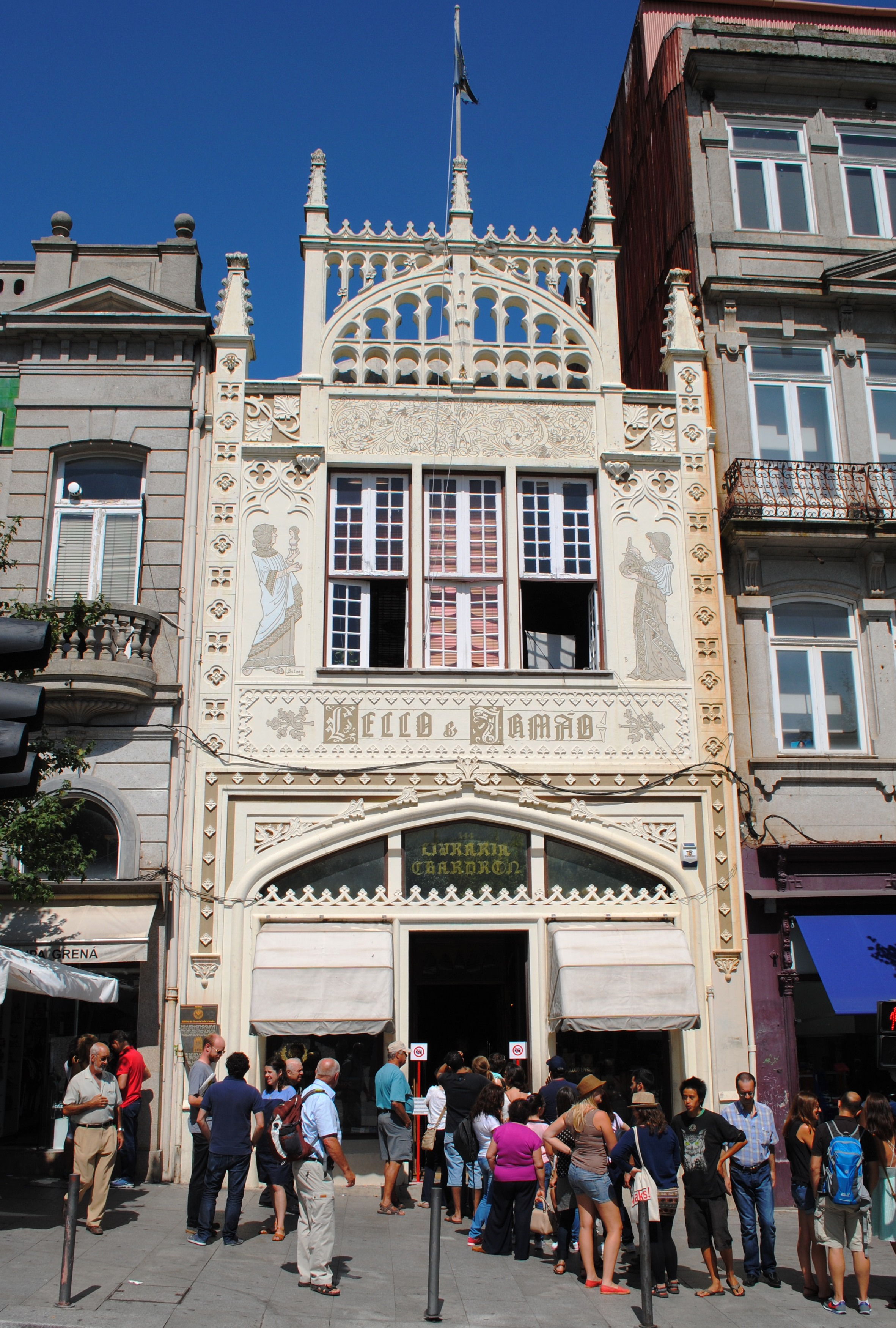
Boekwinkel Lello e Irmão
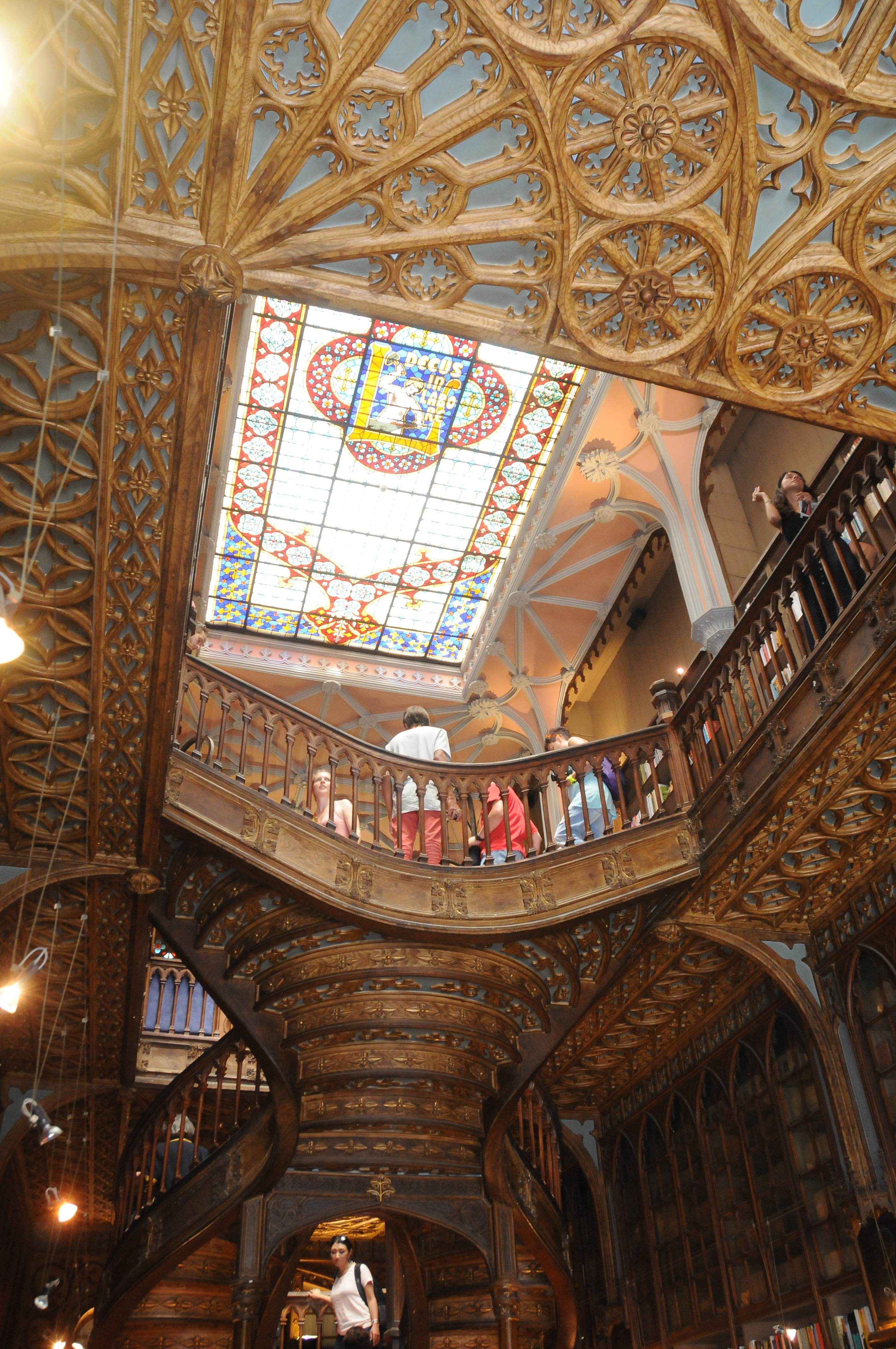
Boekwinkel Lello e Irmão - interieur

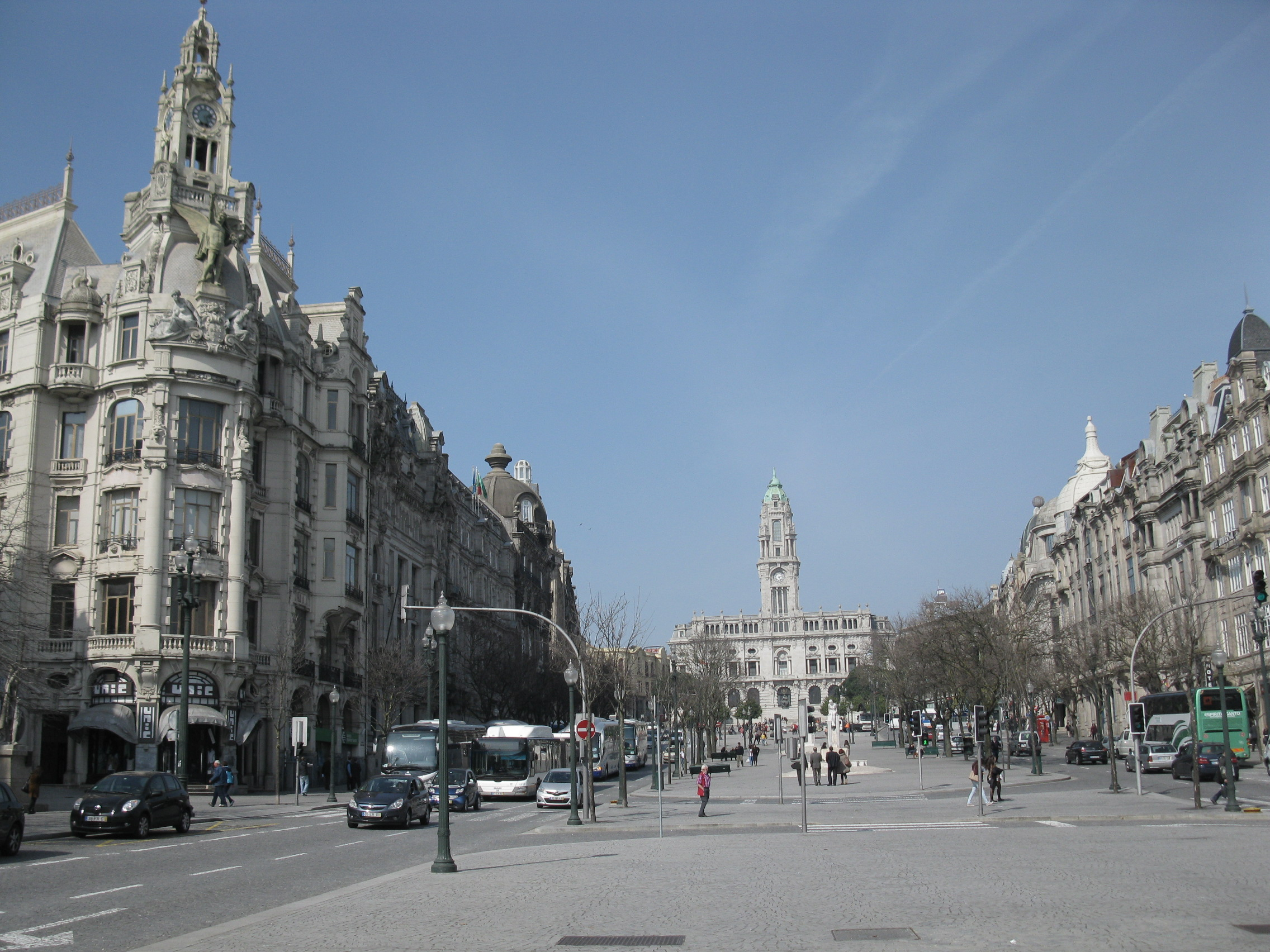
Avenida dos Aliados met op de achtergrond het stadhuis

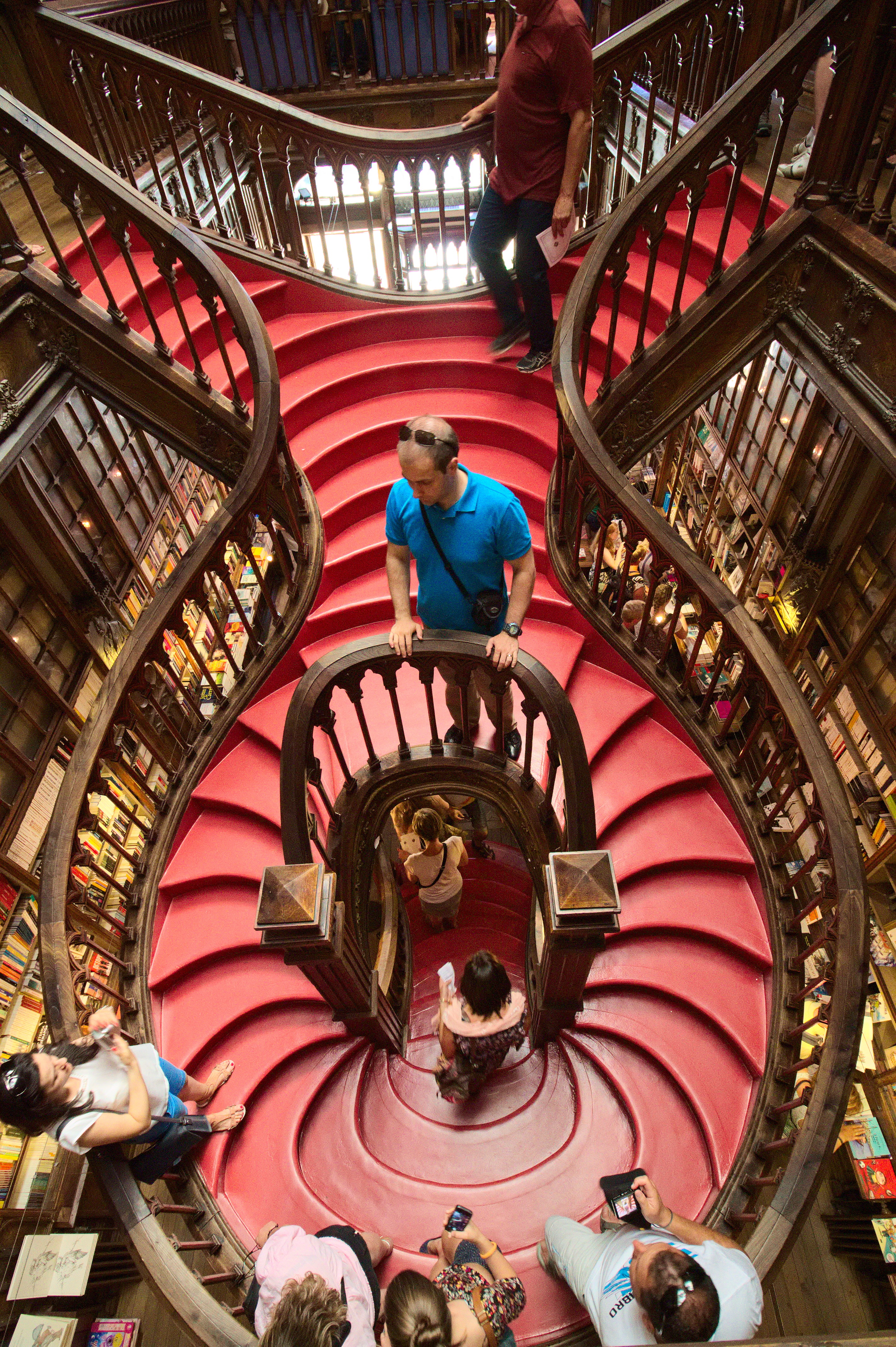
Boekwinkel Lello e Irmão - trappen

## Praça da Liberdade en Avenida dos Aliados
De huidige Praça da Liberdade lag oorspronkelijk net buiten de stadsmuren Muralhas Fernandinas. Toen in de achttiende eeuw dit buitenmuurs gebied geleidelijk bebouwd werd is een ruimte open gelaten die de naam Praça Nova kreeg. Aan de noordzijde verrezen twee kleine paleizen die tussen 1819 en 1916 gebruikt werden als stadhuis. Mede hierdoor werd het plain al spoedig een centrale plaats in de stad. In 1916 werd de achttiende-eeuwse wijk ten noorden van het plein, inclusief het stadhuis gesloopt voor de aanleg van een nieuwe stadsboulevard met aan het noordeinde daarvan een nieuw stadhuis. In het plan was ook voorzien dat aan weerszijden een plein werd aangelegd  met een verbindingsstraat die zicht zou geven van het plein op het nieuwe stadhuis. Aan de oostzijde is dit plan met de Praça Dom João I en de Rua Rodrigues Sampoio gerealiseerd, maar aan de westzijde is het slechts gekomen tot aanleg van een deel van de Praça Filipa de Lencastre en de Rua de Ramalha Ortiga. De nieuwe boulevard kreeg de naam Avenida dos Aliados ter ere van de geallieerde landen in de Eerste Wereldoorlog. Het meest noordelijk deel van de Avenida dos Aliados kreeg in 1975 de naam Praça Humberto Delgado. Praça da Liberdade, Avenida dos Aliados en Praça Humberto Delgado vormen van zuid naar noord een langgerekte open ruimte die wordt beschouwd als het hart van de stad en die behalve als verkeersader gebruikt wordt voor tal van manifestaties. De Praça da Liberdade wordt aan de zuidzijde afgesloten door het Palácio das Cardosas en de Praça Humberto Delgado aan de noordzijde door het stadhuis. De panden aan de oost- en westzijde stammen vrijwel allemaal uit de periode 1920-1950 en zijn, evenals het stadhuis opgetrokken uit graniet.

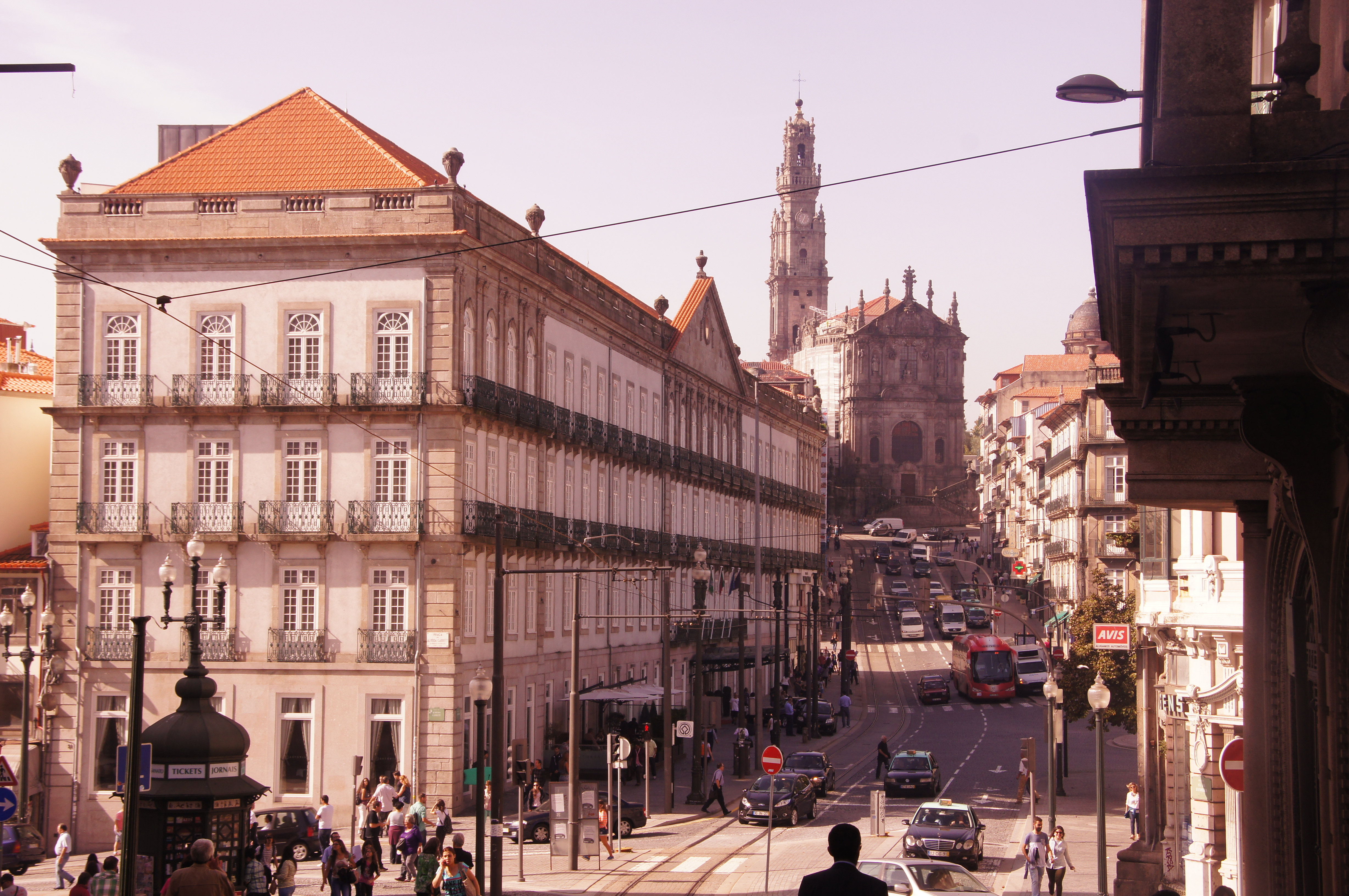
Palácio das Cardosas met op de achtergrond de Rua dos Clerigos en de Igreja dos Clerigos

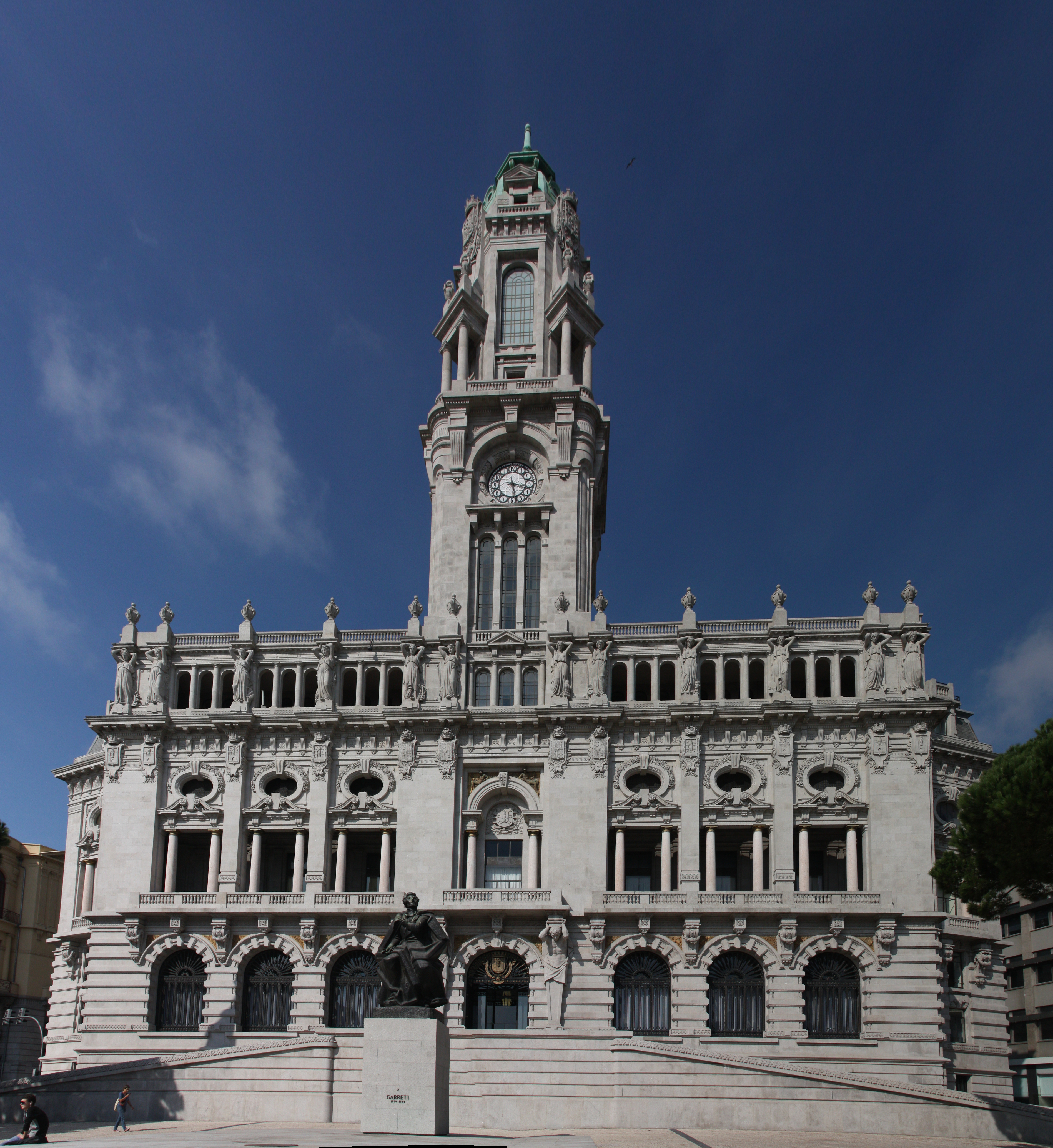
Câmara Municipal / Stadhuis

### Palácio das Cardosas
Met de goedkeuring tot sloop van de stadsmuur (Muralhas Fernandinas) die stond aan de zuidzijde van wat nu Praça da Liberdade is, besloot de kloosterorde van Santo Elói (Sint-Eligius) hun aanpalende doch bouwvallige klooster te vervangen door een nieuw gebouw. Voordat dit nieuwe gebouw gereed was werden in 1834 de kloosterordes uit Portugal verbannen en verviel het gebouw in aanbouw aan de staat. Deze verkocht het door aan de handelaar Manuel Cardoso dos Santos. Het pand werd volgens de oorspronkelijke plannen voltooid. Na de dood van de eigenaar kwam het bezit van zijn weduwe en dochters en sindsdien staat het bekend als Palácio das Cardosas. Sinds 2011 is het in gebruik als luxe hotel. Een klein deel van het pand is reeds decennialang in gebruik bij een apotheek die een voorzetgevel in art-decostijl heeft laten aanbrengen ontworpen door de architecten Manuel Marques en Amoroso Lopes.

### Câmara Municipal do Porto (Stadhuis van Porto)
De bouw van het stadhuis naar een ontwerp van de architect Correia da Silva begon in 1920. Het project werd echter diverse keren tijdelijk stilgelegd terwijl ook wijzigingen ten opzichte van het oorspronlelijke ontwero werden aangebracht door de architect Carlos Manuel Oliveira Ramos. Het stadhuis werd pas in 1957, na een bouwtijd van 37 jaar in gebruik genomen. De toren is 70 meter hoog.

### Igreja da Trindade (Kerk van de Drievuldigheid)
De Igreja da Trindade is gebouwd aan het begin van de 19e eeuw naar een ontwerp van de architect Carlos Amarante, die ook in deze kerk is begraven. De kerk is ingewijd in 1841. De Igreja da Trindade staat achter het stadhuis.

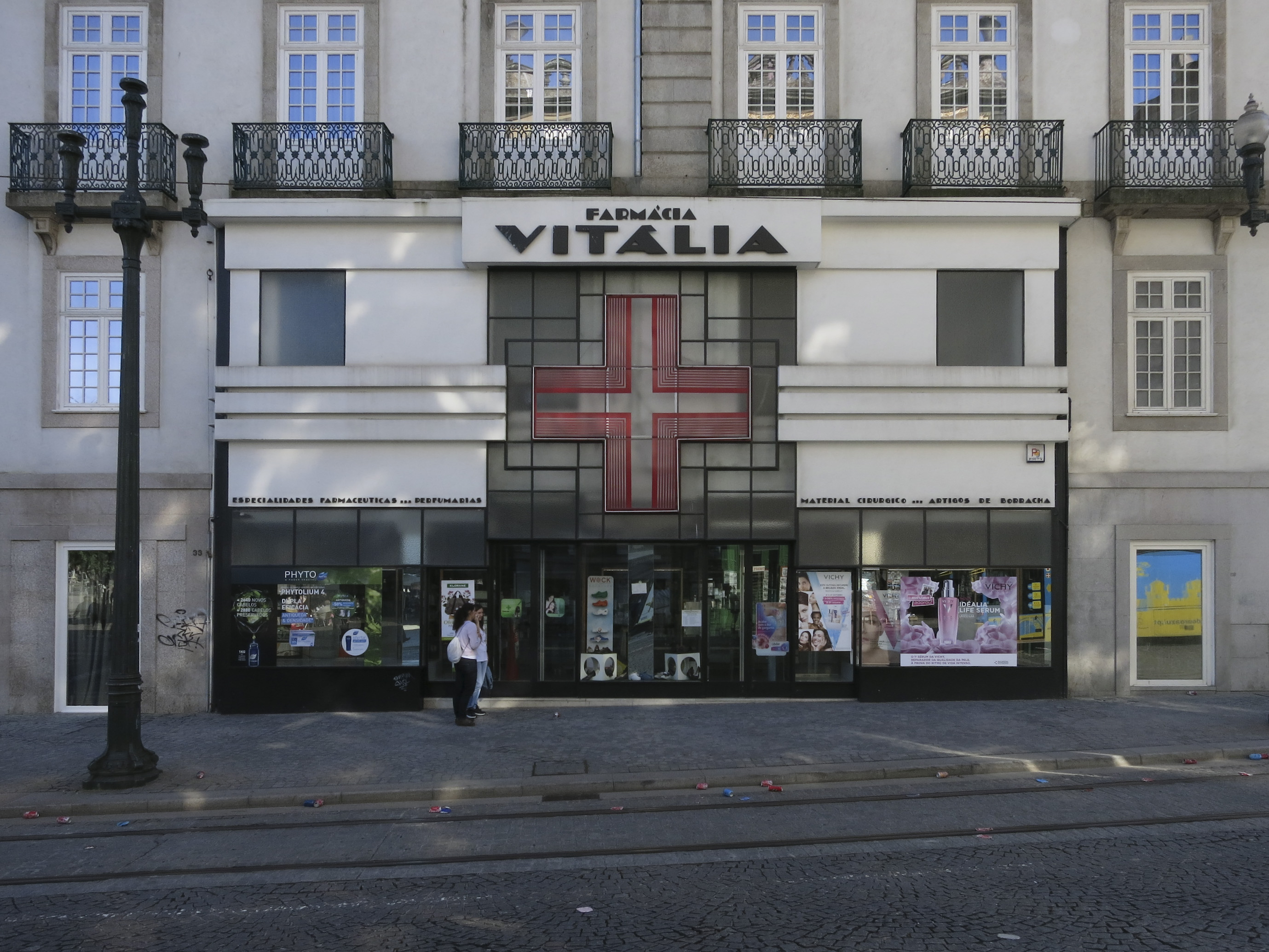
Farmácia Vitália in het Palácio das Cardosas
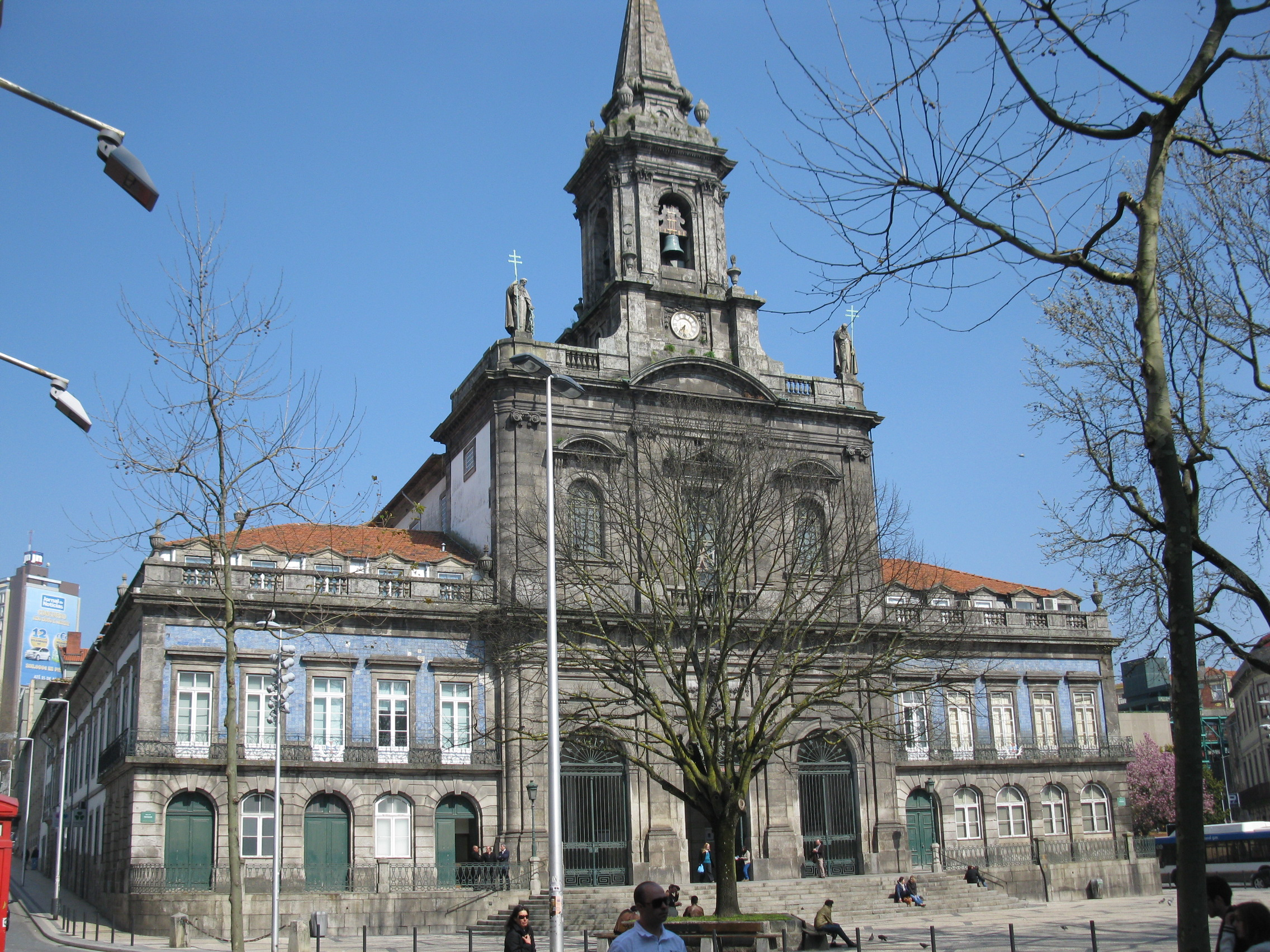
Igreja da Trindade
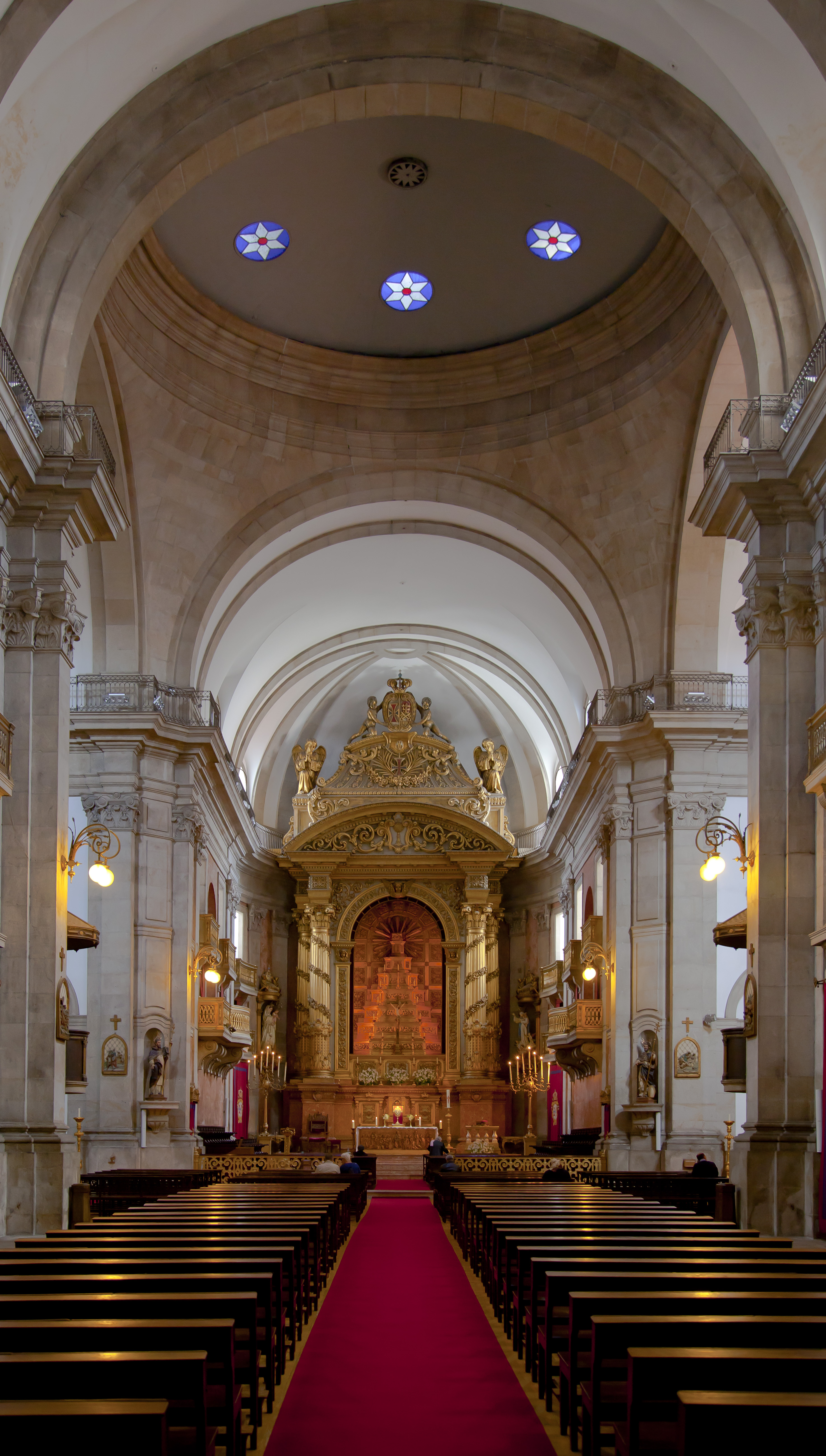
Igreja da Trindade - interieur

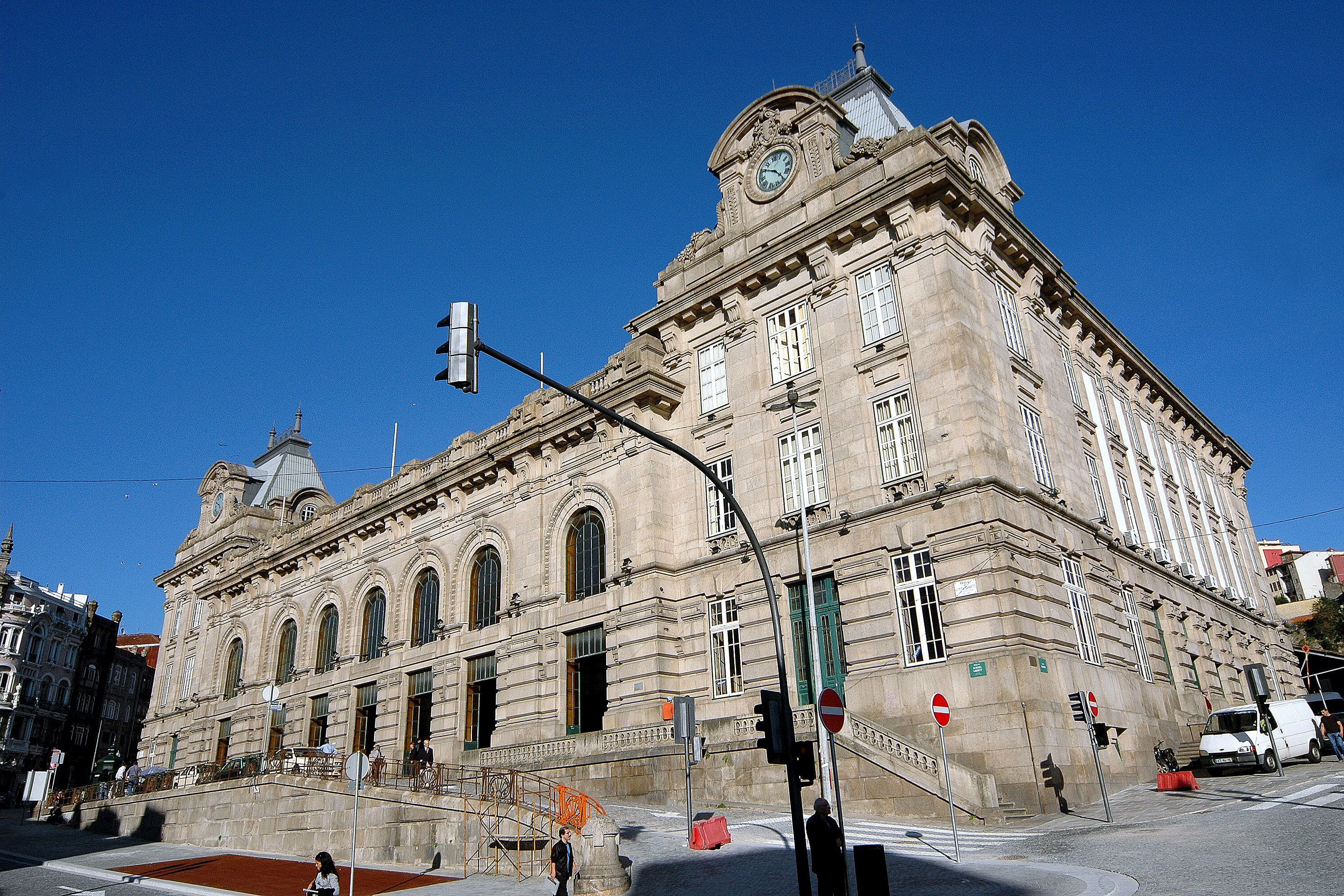
Station São Bento

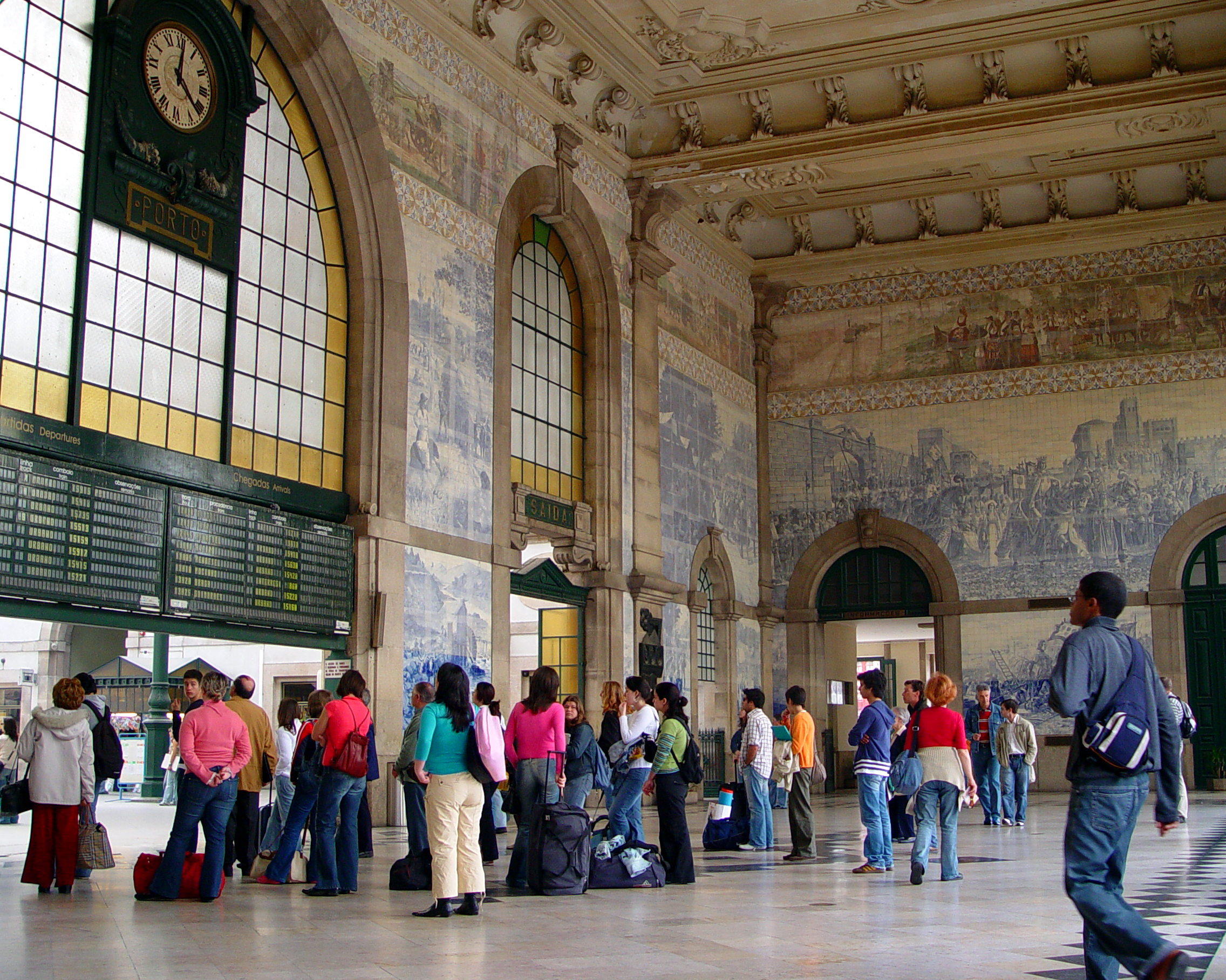
Hal van het station São Bento

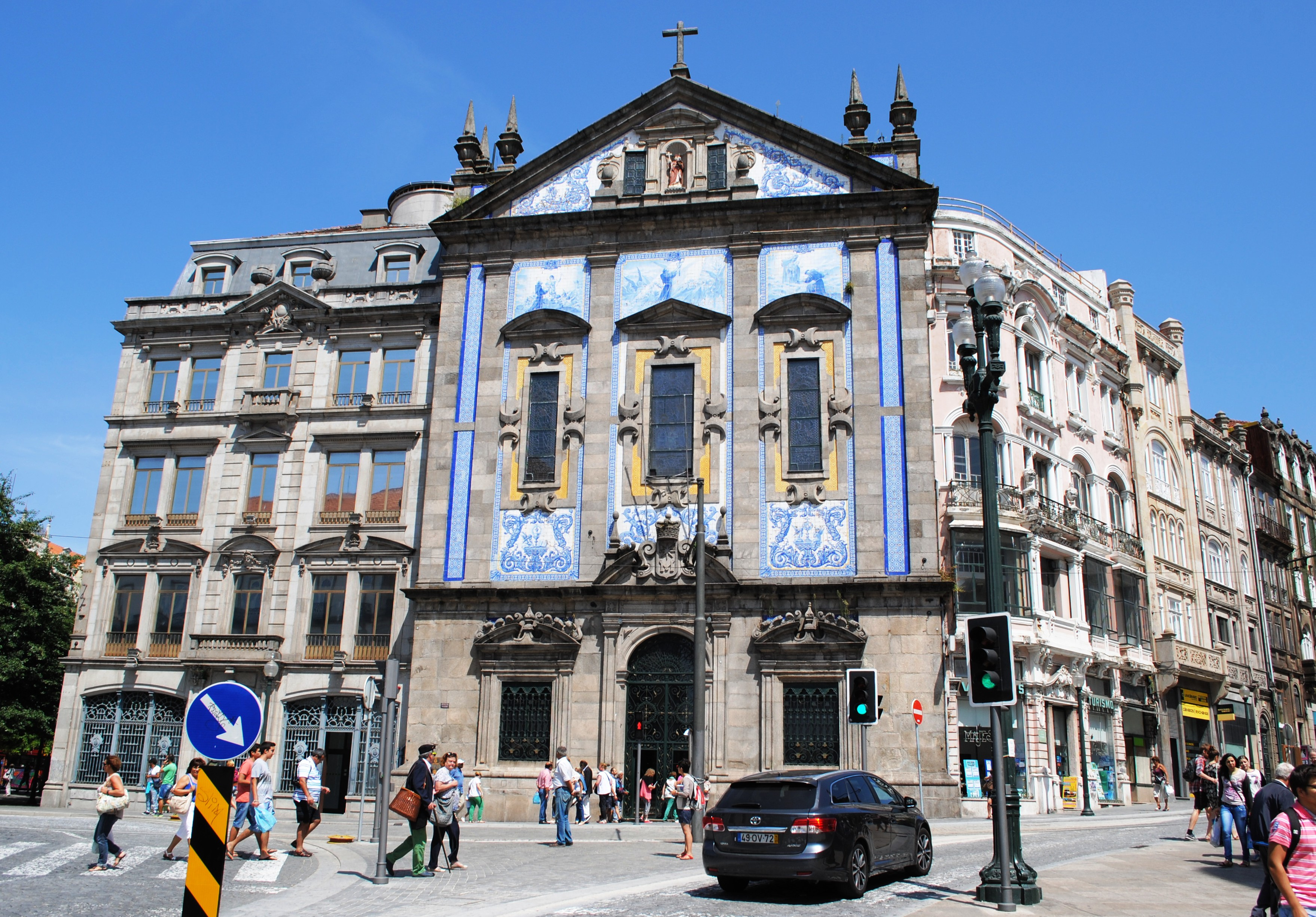
Igreja de Santo António dos Congregados

## Praça de Almeida Garrett
Direct ten zuidoosten van Praça da Liberdade is Praça de Almeida Garrett. In de middeleeuwen was dit de locatie van de Porta dos Carros, gedurende geruime tijd de enige poort in de Muralhas Fernandinas (stadsmuren) die groot genoeg was voor wagens.

### Station São Bento
Hoewel de spoorlijn van het station Campanhã naar de binnenstad al in 1896 was geopend, duurde het nog geruime tijd voordat het definitieve station gereed was. De eerste steen werd in 1901 gelegd, maar aangezien de definitieve plannen nog steeds niet gereed waren duurde het tot 1916 voordat het station gereed was. Aan de muren in de hal zijn azulejos aangebracht met voorstellingen uit de geschiedenis van het noorden van het land. De naam van het station verwijst naar het Benedictinessen klooster São Bento de Avé-Maria dat op deze locatie was gebouwd in de zestiende eeuw. Het klooster is aan het einde van de negentiende eeuw gesloopt om plaats te maken voor het station.

### Igreja de Santo António dos Congregados
De Igreja de Santo António dos Congregados, vaak Igreja dos Congregados genoemd staat aan de noordzijde van Praça Almeida Garrett. De kerk is gebouwd in 1703 op de locatie waar van 1662 tot 1694 al een kapel stond die gewijd was aan Santo António. De kerk is verbouwd in de 19e eeuw. De azulejos op de gevel zijn gemaakt door Jorge Colaço en dateren uit 1920.

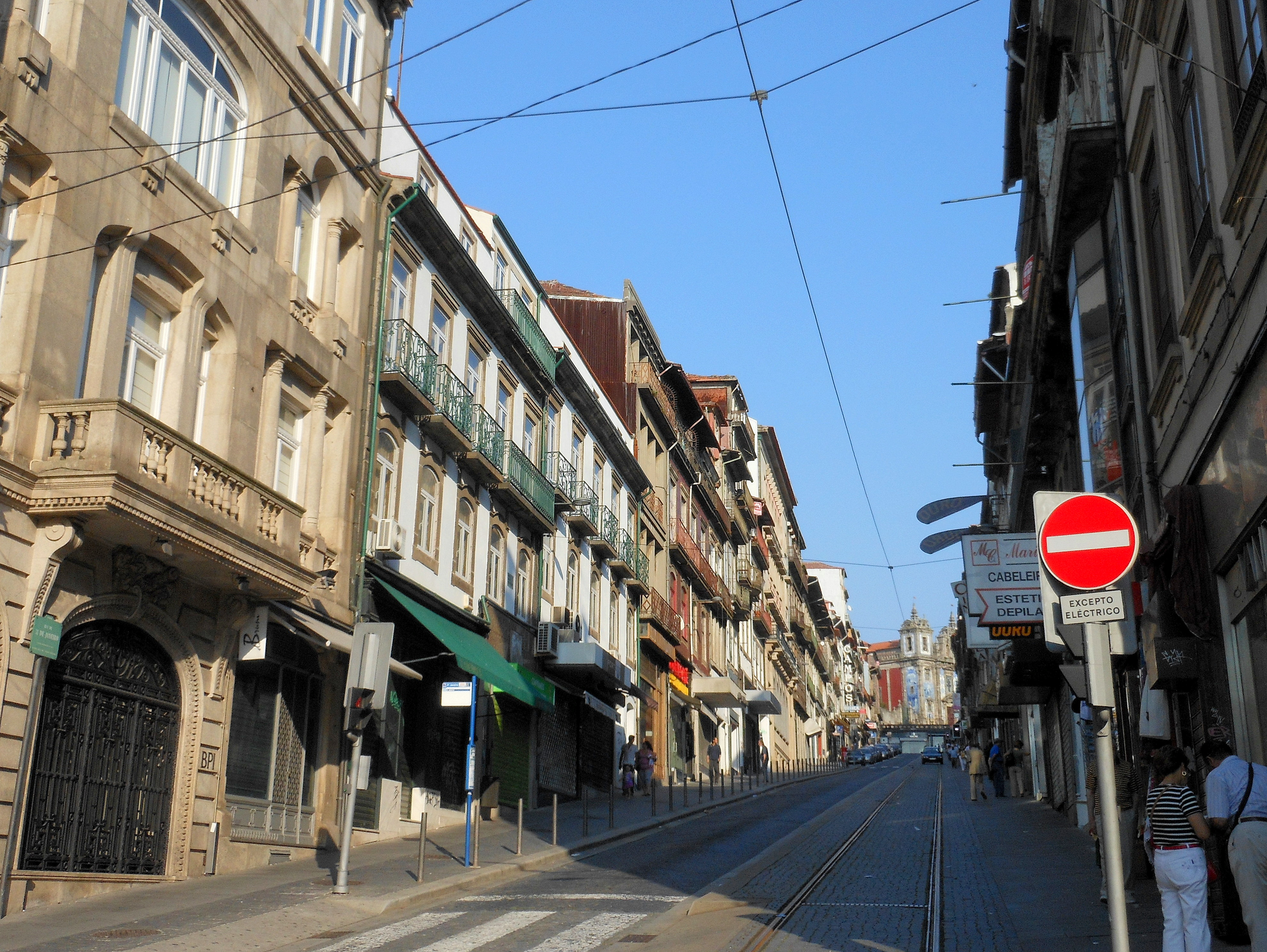
Rua de 31 de Janeiro

## Rua de 31 de Janeiro
De Rua de 31 de Janeiro ligt tussen Praça da Liberdade en Praça da Batalha. De straat is aangelegd in 1784 als de Rua de Santo António. Op 31 januari 1891 was de straat het toneel van een republikeinse opstand, die dezelfde dag nog werd neergeslagen. Nadat in 1910 de republiek was uitgeroepen is de naam van de straat veranderd in Rua de 31 de Janeiro. In 1940 kreeg de straat weer de oude naam Rua de Santo António en in 1975 weer Rua de 31 de Janeiro. De straat is ongeveer 200 meter lang en loopt steil omhoog. Het was altijd en is nog steeds een belangrijke winkelstraat.

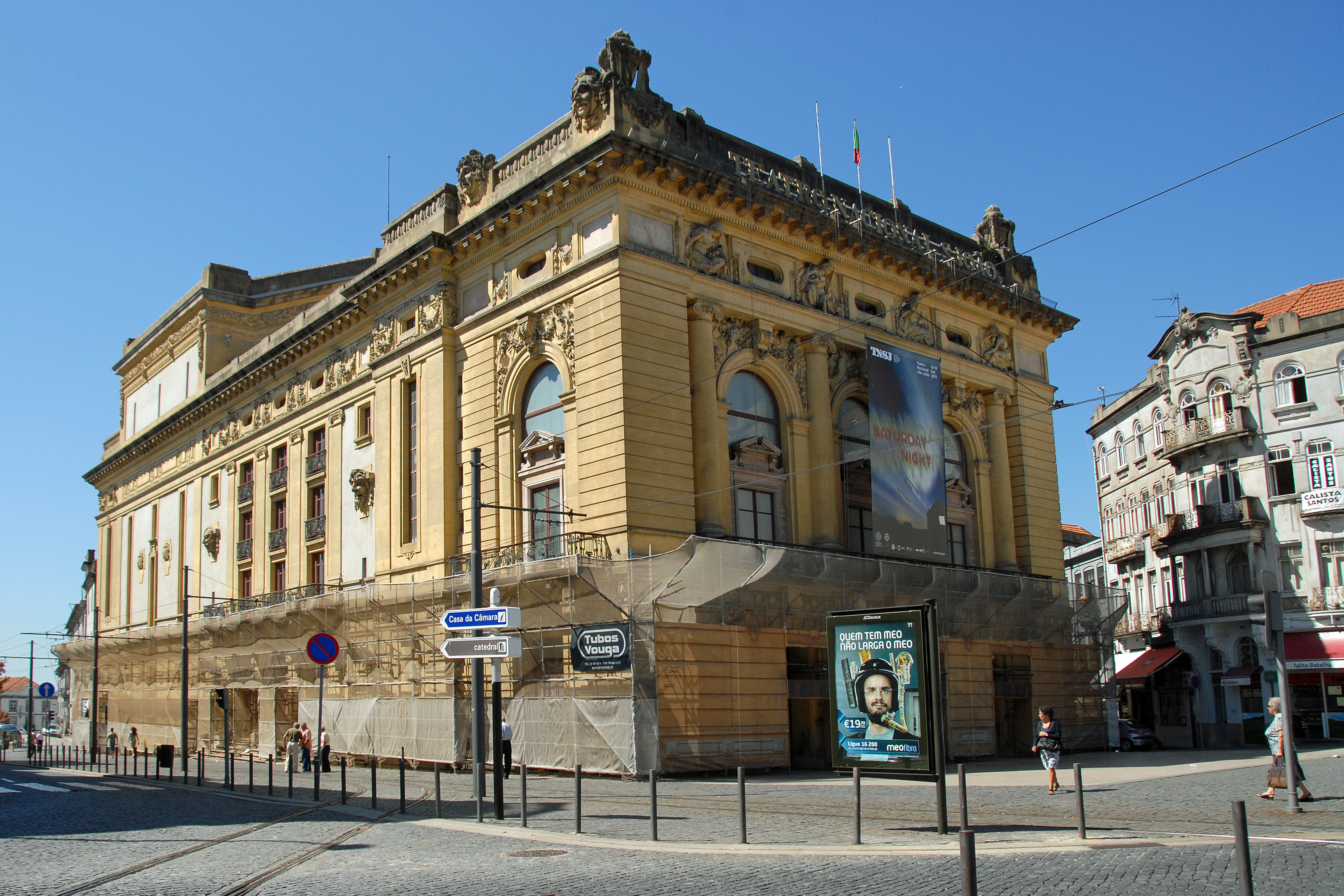
Teatro Nacional São João

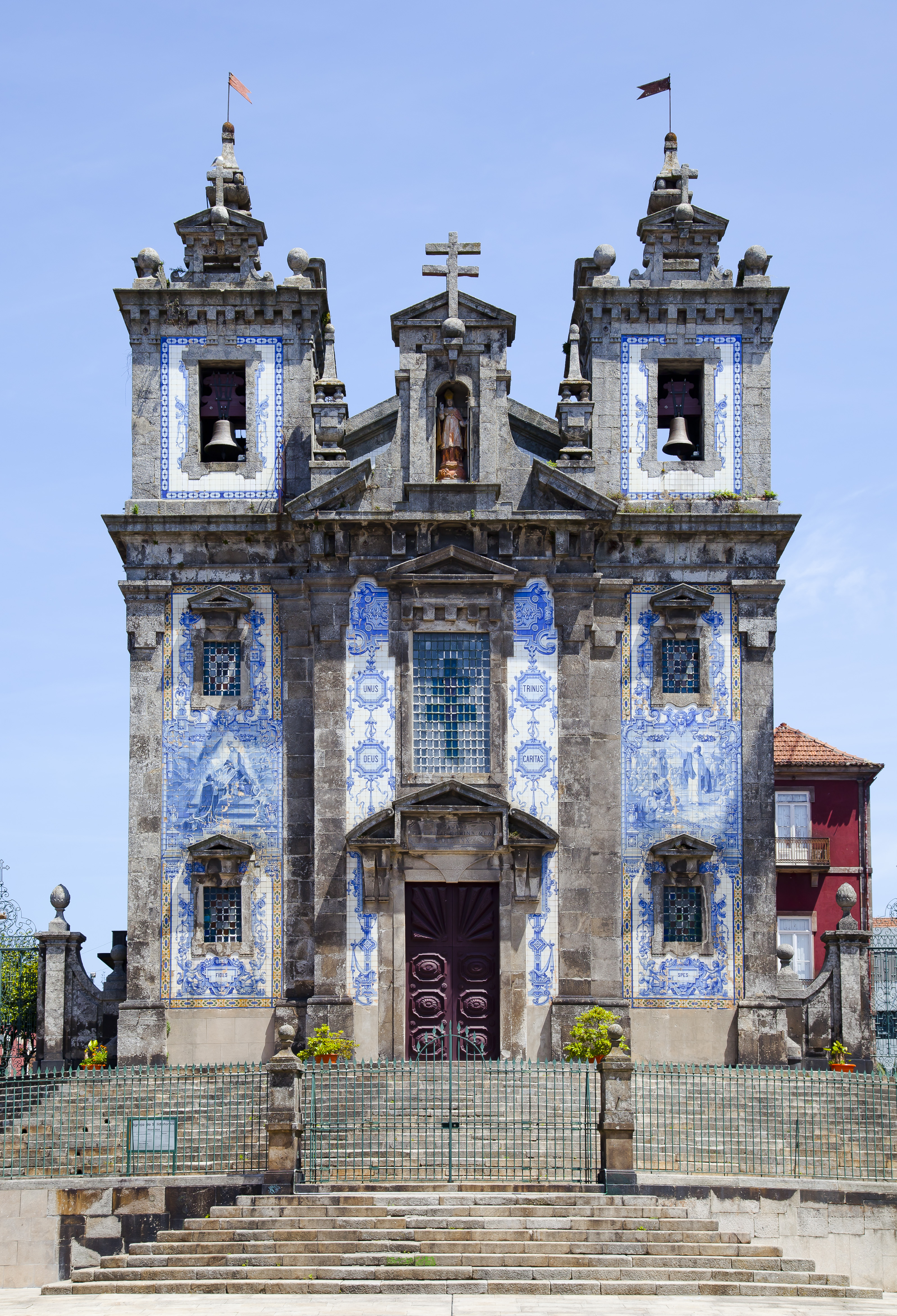
Igreja de Santo Ildefonso

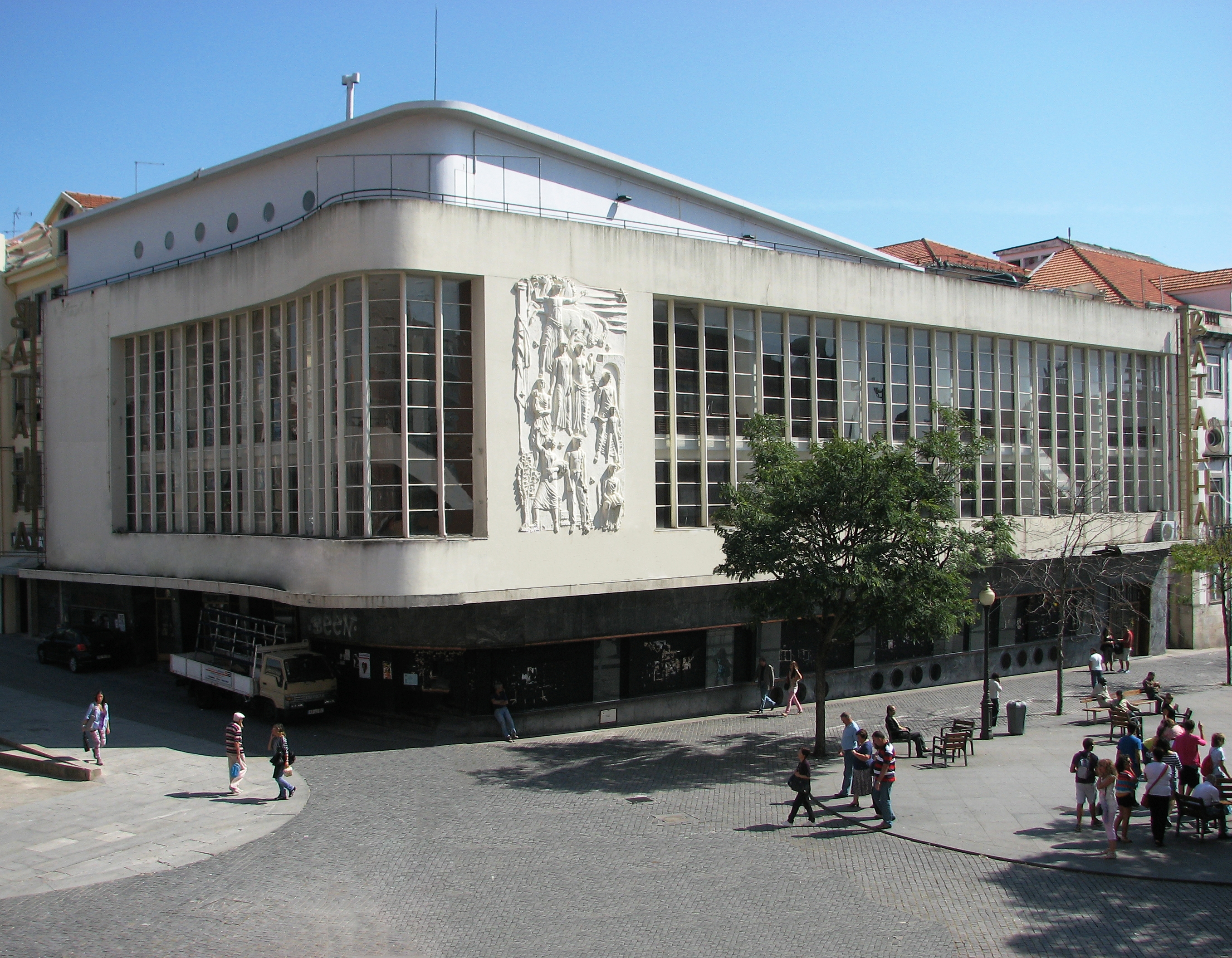
Cinema Batalha

## Batalha
Volgens de overlevering heeft het Praça da Batalha zijn naam te danken aan een bloedige veldslag tussen de Saracenen en de inwoners van Porto die hier in de tiende eeuw plaatsvond. Met theaters, bioscopen, restaurants en cafés was het een belangrijk uitgaansgebied. De bioscopen zijn inmiddels gesloten, maar de restaurants, cafés en het belangrijke Teatro de São João maken dat het nog steeds een levendig plein is.

### Igreja de Santo Ildefonso (Sint-Ildefonsuskerk)
De bouw van de Igreja de Santo Ildefonso begon in 1709. Het kerkgebouw, maar nog zonder de klokkentorens was gereed in 1730. De torens waren gereed in 1739. Met zijn hooggelegen positie domineert de kerk het westelijk deel van Praça da Batalha. Op de voorzijde en de klokkentorens zijn ongeveer 11.000 azulejos aangebracht van de hand van Jorge Colaço, de kunstenaar die ook verantwoordelijk was voor de azulejos in de hal van het station São Bento. Het werk aan de azulejos kwam gereed in 1931.

### Teatro Nacional São João
Het oorspronkelijk Teatro Nacional São João werd gebouwd in de periode 1794-1798 maar dit gebouw werd volledig verwoest door een brand in 1908. In 1911 werd begonnen met de bouw van een nieuw theater op dezelfde locatie naar ontwerp van de architect José Marques da Silva. Dit nieuwe theater werd in 1920 in gebruik genomen. Het is sinds 1992 in bezit van de staat en sinds 2012 een nationaal monument.

### Cinema Batalha
De sinds 1908 bestaande bioscoop Salão High Life werd in 1947 geheel verbouwd naar een ontwerp van de architect Artur Andrade. Sindsdien zijn er twee zalen, een met een capaciteit van 950 toeschouwers en een voor 135 toeschouwers. Er zijn ook ruimtes met een bar en een restaurant. Het complex is in 2000 gesloten, tijdelijk weer geopend in 2006 maar nu weer buiten gebruik. Het pand is sinds 2012 een nationaal monument.

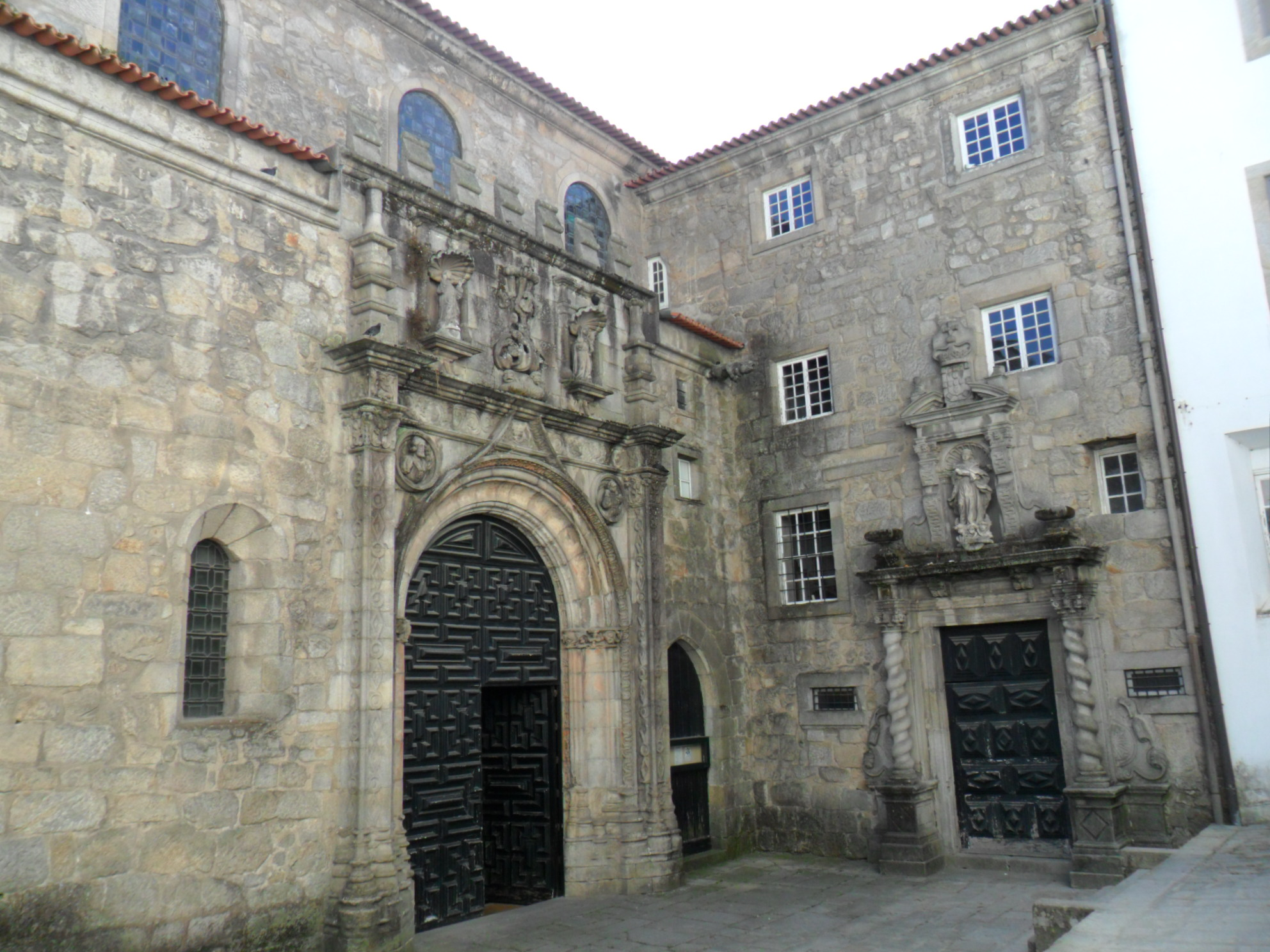
Igreja en convento de Santa Clara met links de ingang van de kerk en rechts de ingang van het klooster

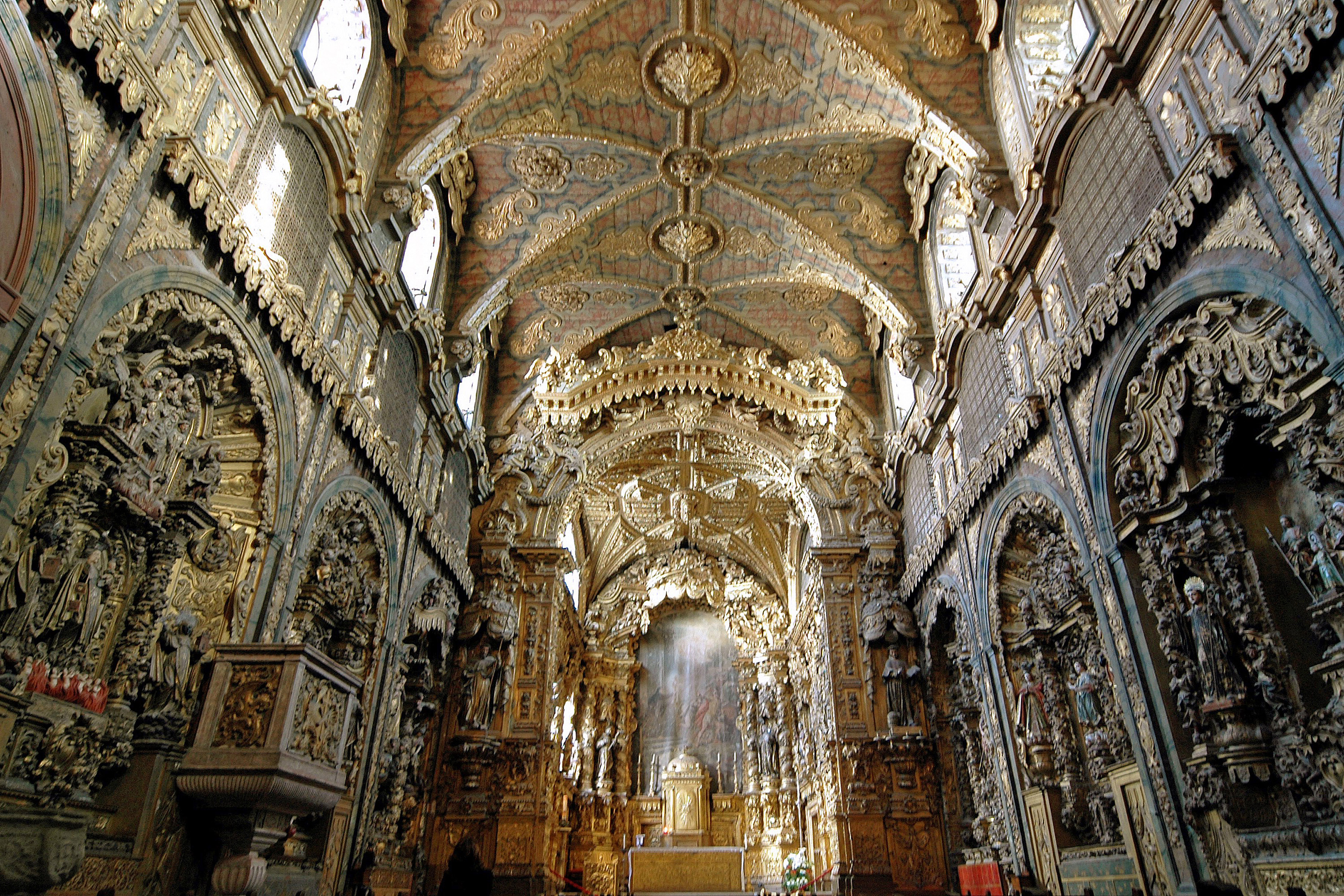
Igreja de Santa Clara - interieur

### Igreja da Ordem do Terço (Kerk van de Rozenkransorde)
De bouw van deze kleine kerk in de Rua de Cimo de Vila begon in 1759. De architect is onbekend.

### Capela dos Alfaiates (Kleermakerskapel)
Deze kapel die officieel Capela de Nossa Senhora de Agosto heet is gebouwd in 1554. De kapel is sinds 1927 een nationaal monument en stond oorspronkelijk voor de Sé (kathedraal), maar is daar in 1935 afgebroken en in 1953 weer opgebouwd op de huidige locatie tussen de Rua do Sol en Rua de São Luís.

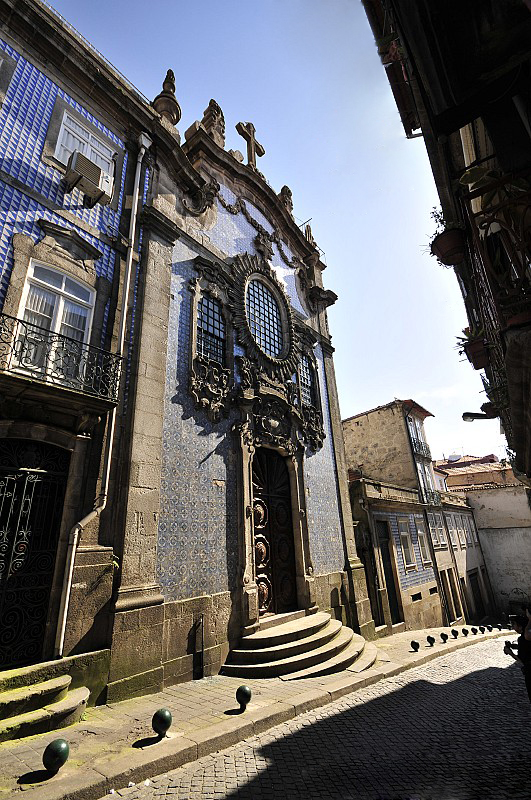
Igreja da Ordem do Terço
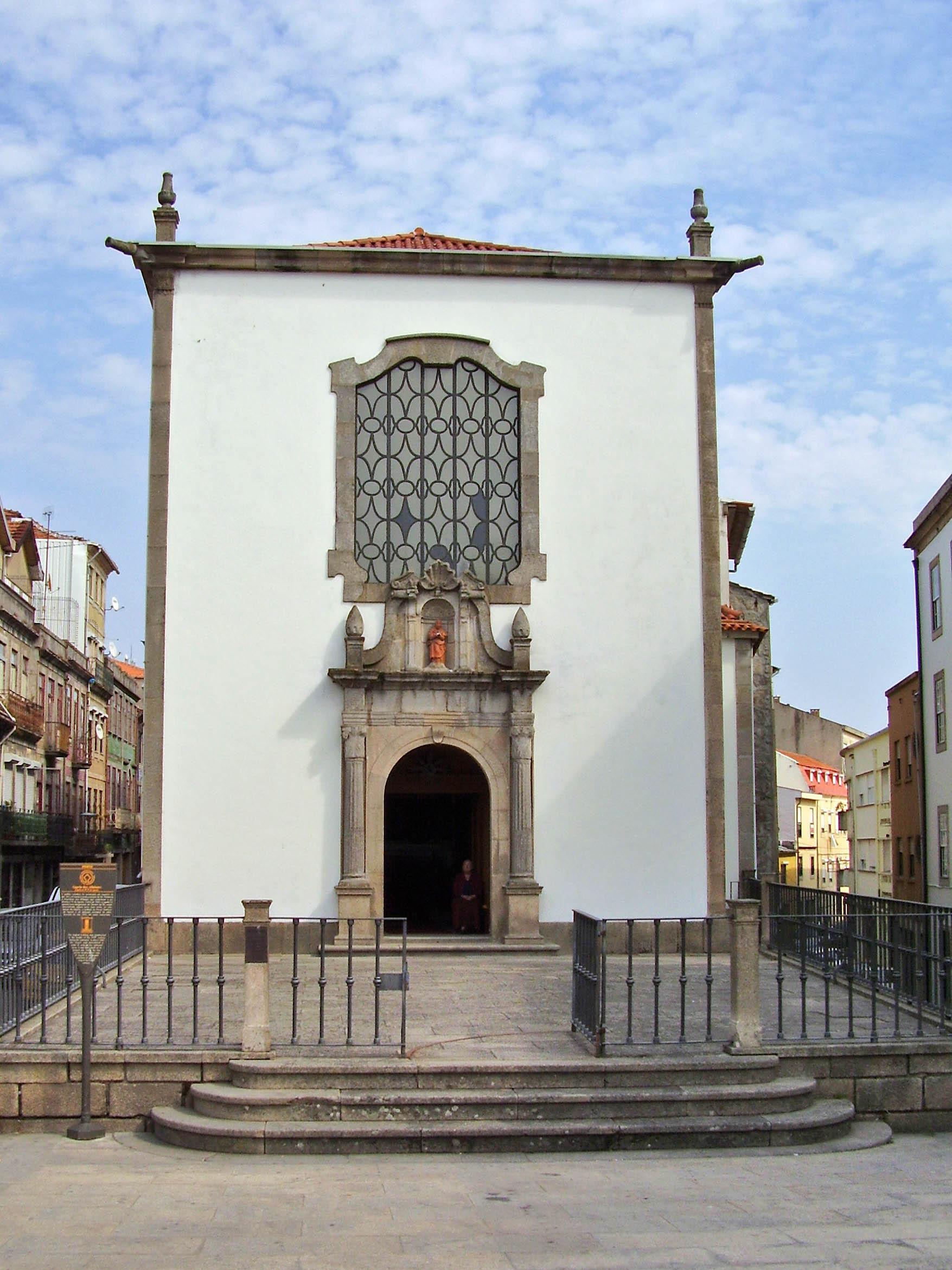
Capela dos Alfaiates
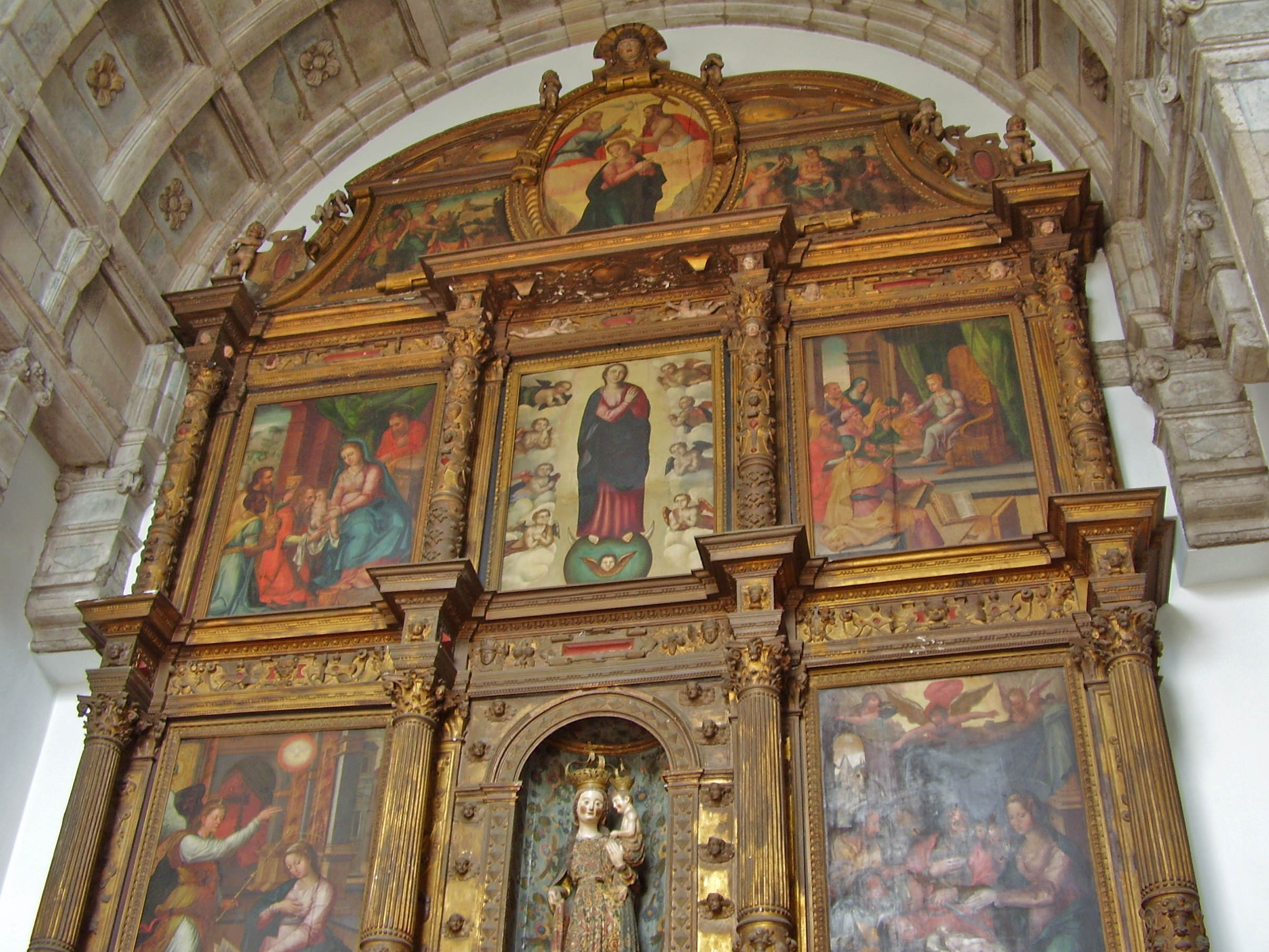
Capela dos Alfaiates - interieur

## Igreja e Convento de Santa Clara (Sint-Clarakerk en klooster)
Dit klooster met de bijbehorende kerk zijn gebouwd in 1416-1457. Aan het eind van de zeventiende en in de achttiende eeuw zijn wijzigingen aangebracht in barokstijl. Nadat de laatste non was overleden aan het einde van de negentiende eeuw kwam het complex in bezit van de Portugese staat. Het is sinds 1910 een nationaal monument.

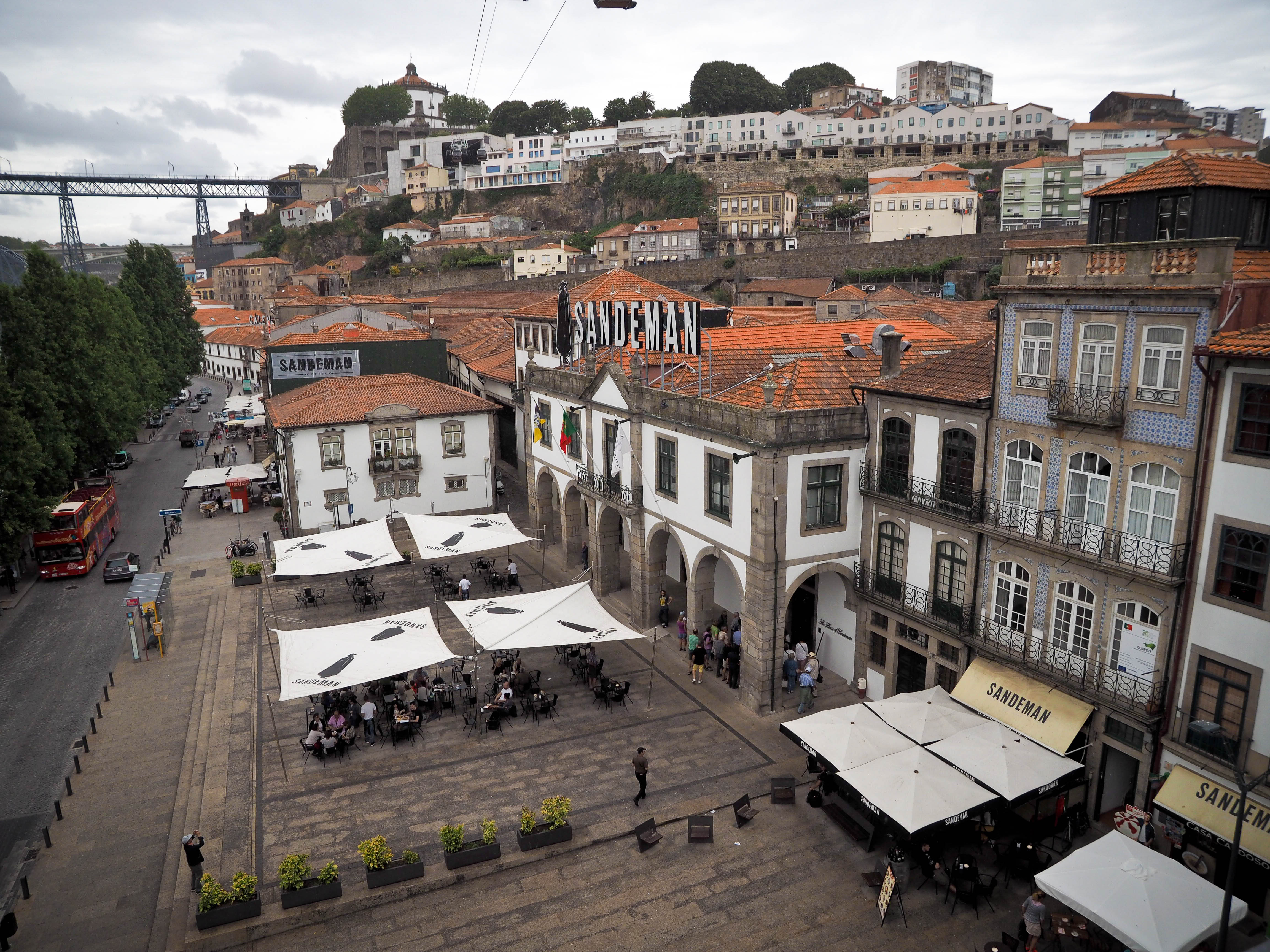
Vila Nova de Gaia

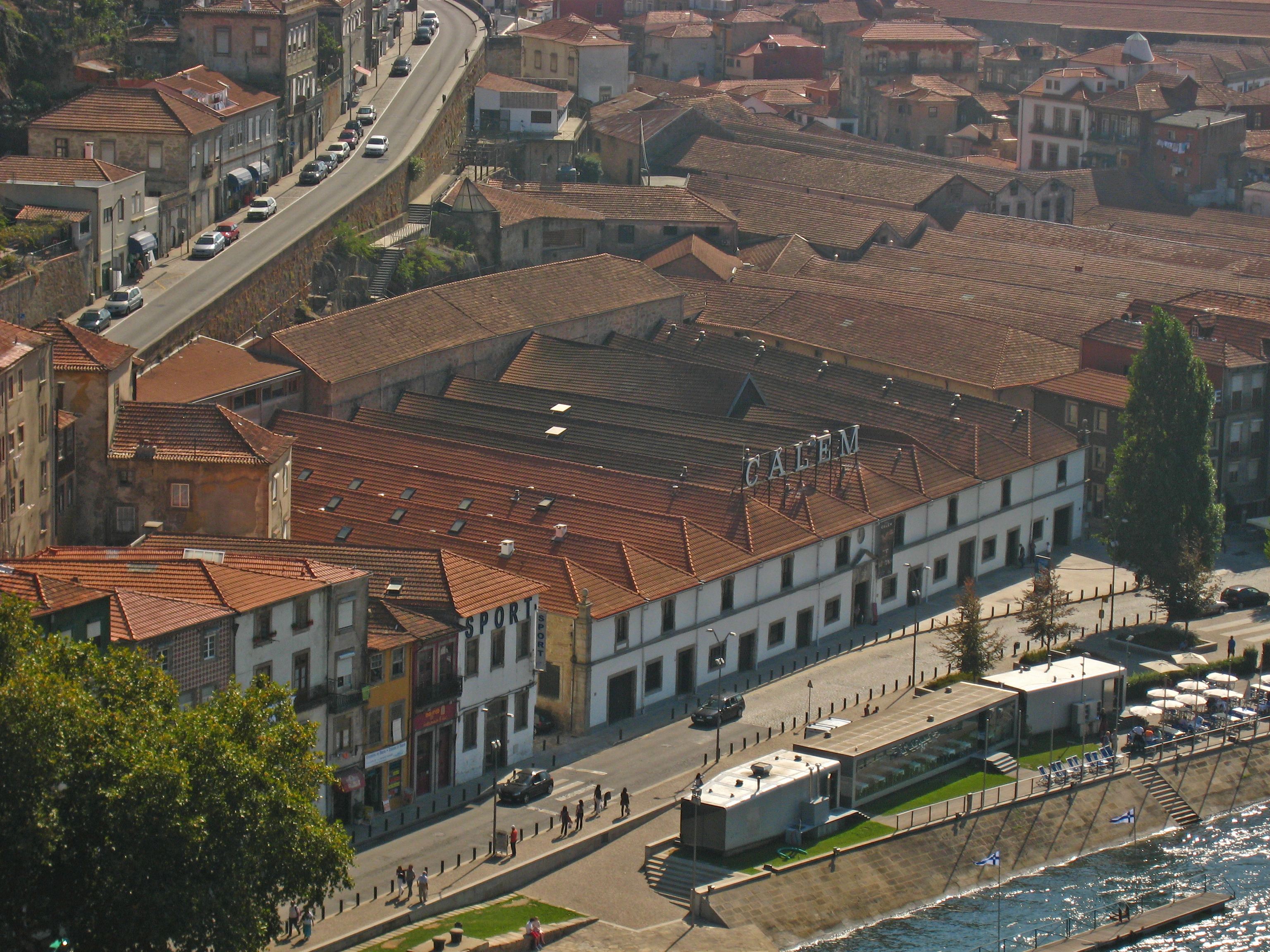
Vila Nova de Gaia

## Vila Nova de Gaia
Vila Nova de Gaia op de zuidoever van de Douro is geen onderdeel van Porto, maar het deel aan de oever hoort wel bij het officieel door de UNESCO erkend gebied als Centro Histórico do Porto. Aan de oever bevinden zich de portkelders.

### Mosteiro do Serra do Pilar
Boven op de heuvel aan het zuideinde van de Ponte Luís I bevindt zich het  Mosteiro do Serra do Pilar (Klooster van Serra do Pilar). De bouw van het klooster en de bijbehorende kerk begon in 1538, maar het complex was pas gereed in 1672. Gedurende het beleg van Porto werd het complex ernstig beschadigd. Na een langdurige periode van restauratie is het complex pas in de twintigste eeuw weer in oude luister hersteld.

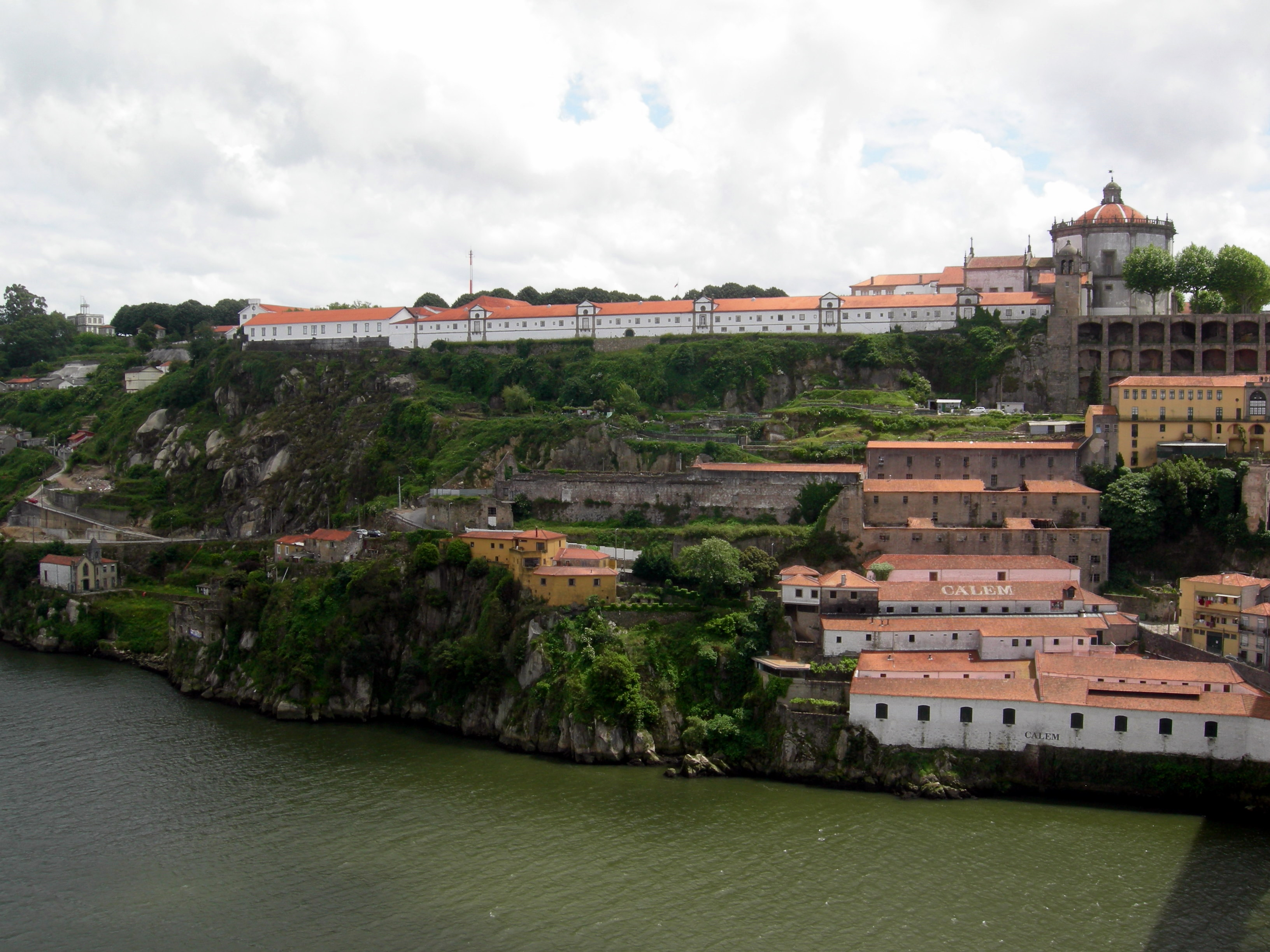
Mosteiro en Igreja van Serra do Pilar
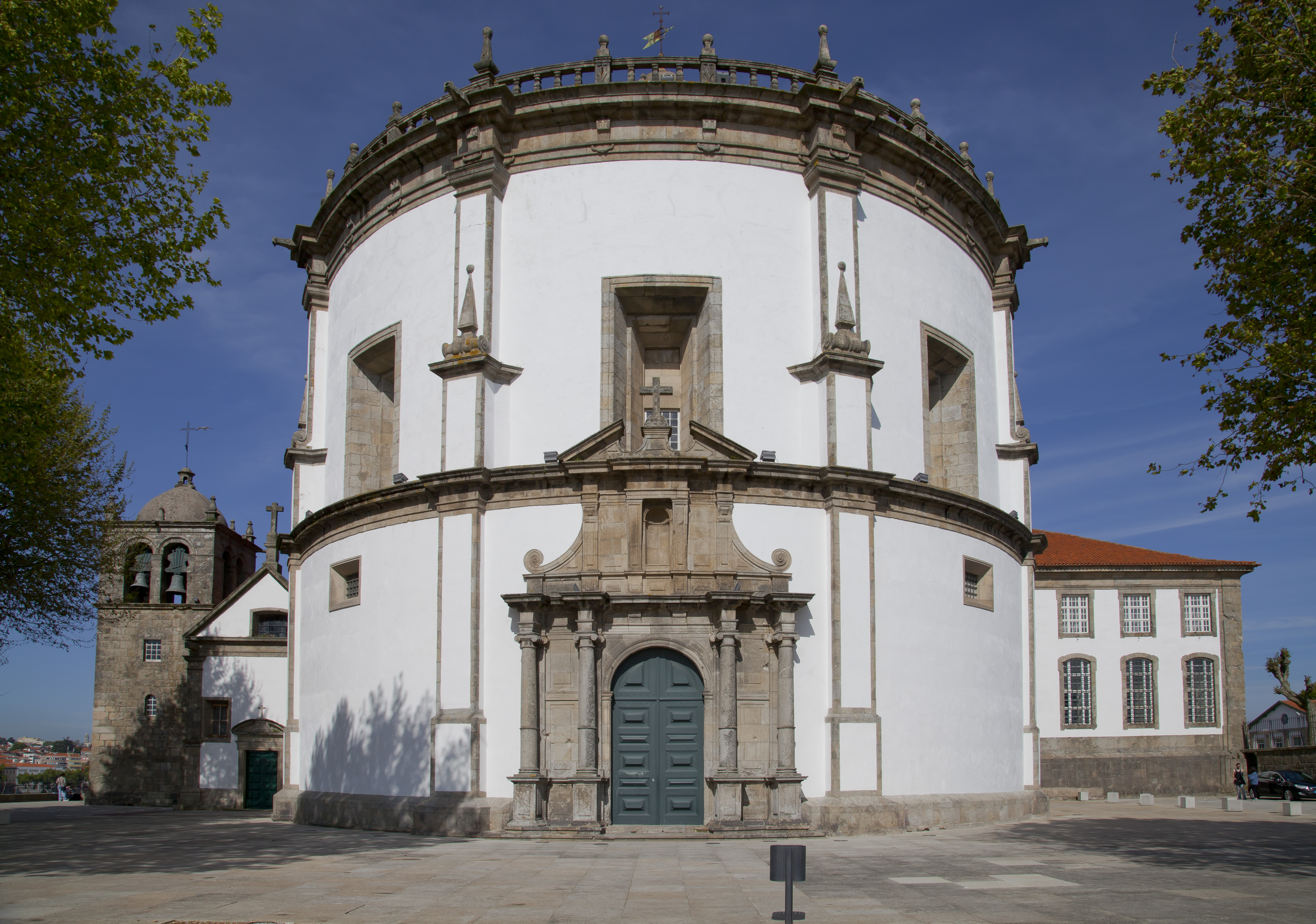
Igreja da Serra do Pilar
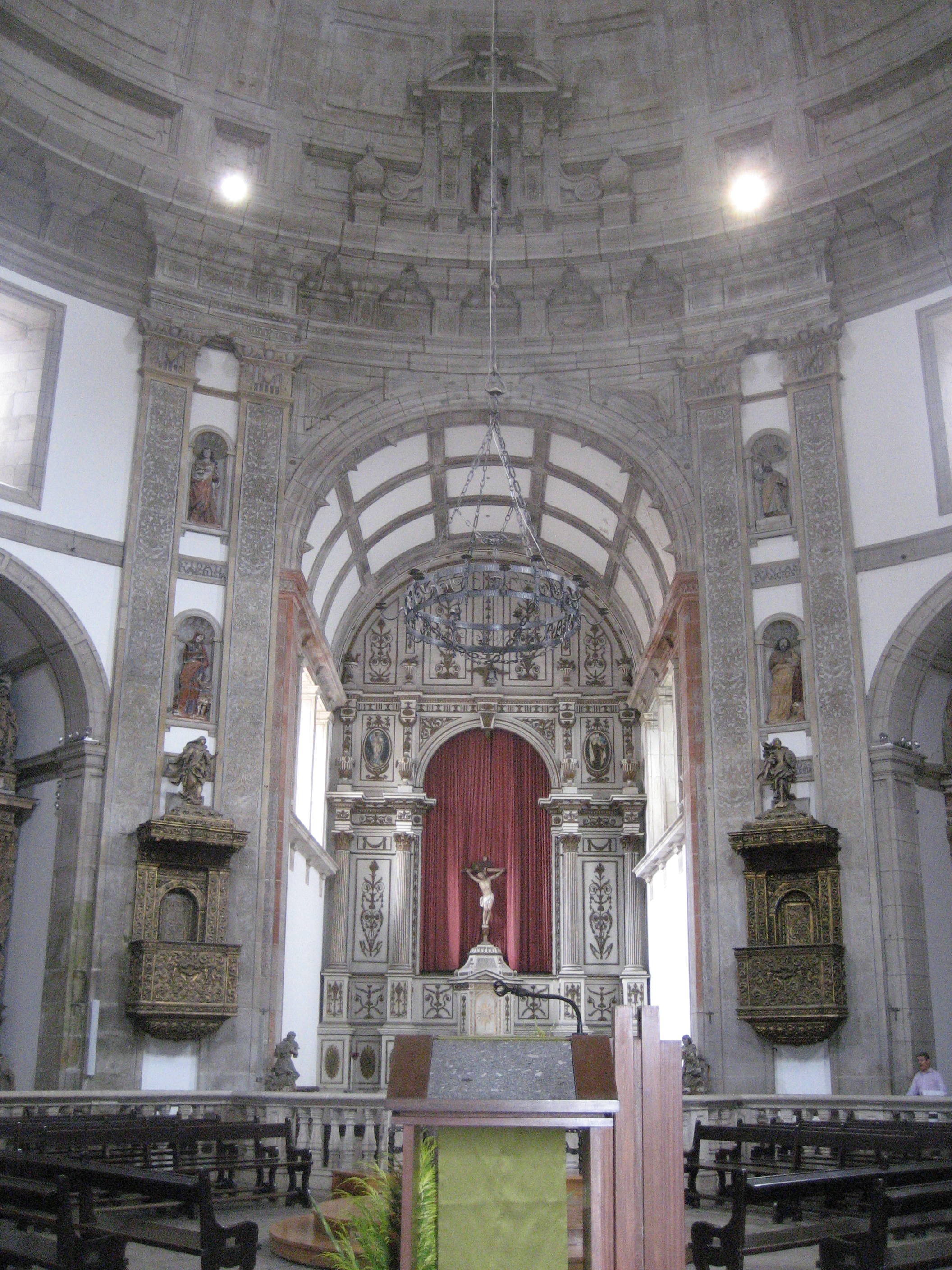
Igreja da Serra do Pilar - interieur
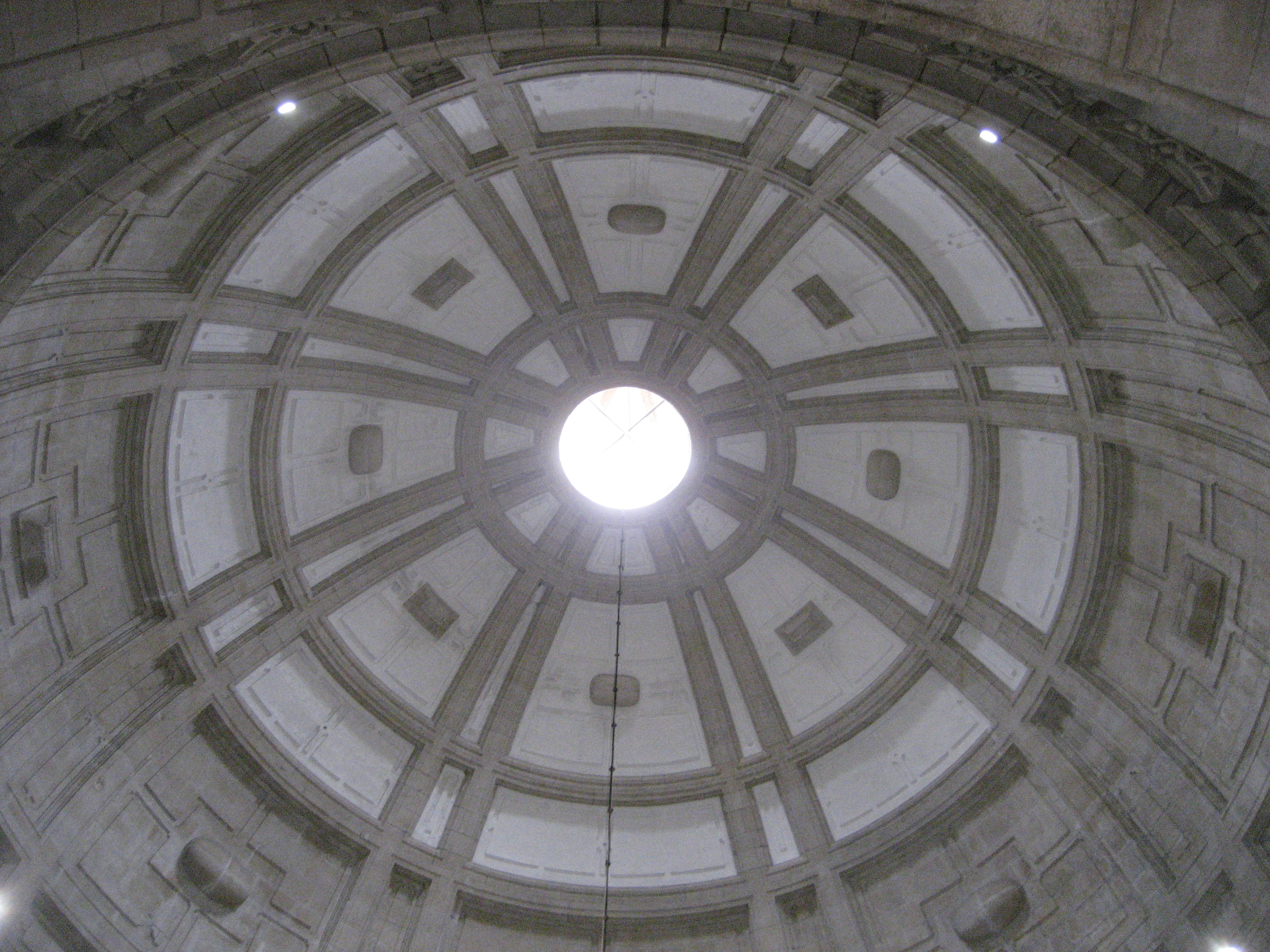
Igreja da Serra do Pilar - plafond
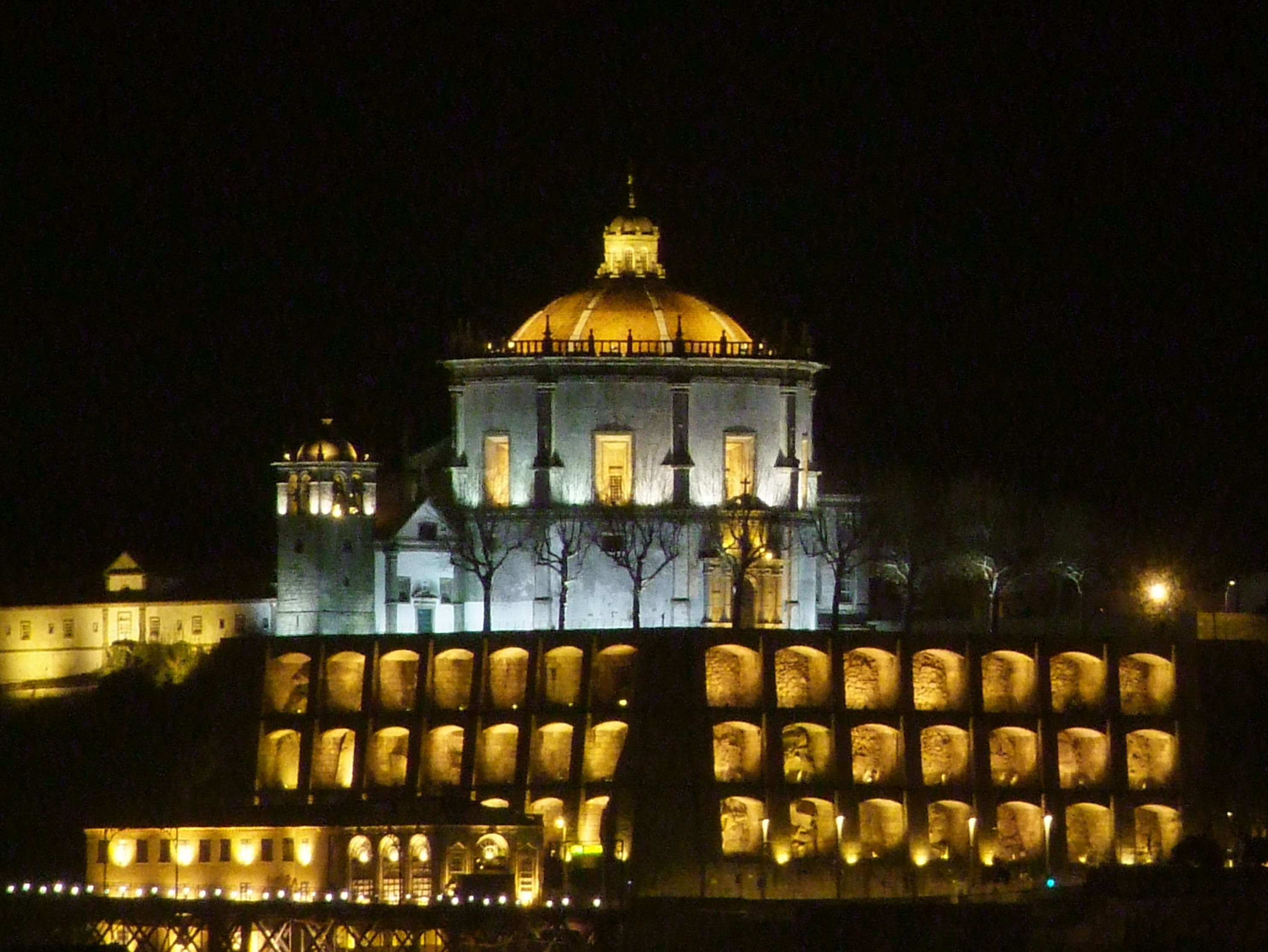
Igreja da Serra do Pilar bij avond

- Virtual International Authority File: 158849191

Wijnstreek Alto Douro · Stadscentrum van Angra do Heroismo op de Azoren · Klooster van Batalha · Convent van Christus in Tomar · Cultuurlandschap van Sintra · Historisch centrum van Évora · Historisch centrum van Guimarães · Landschap van de wijncultuur op het eiland Pico · Laurisilva van Madeira · Klooster van Alcobaça · Hiëronymietenklooster en toren van Belém in Lissabon · Historisch centrum van Porto · Prehistorische rotskunst in de Côavallei · de stad Elvas en haar verdedigingswerken · Universiteit van Coimbra - Alta en Sofia · Koninklijk gebouw van Mafra: paleis, basiliek, klooster, Cerco-tuin en jachtpark (Tapada) · Bom Jesus do Monte-heiligdom in Braga